# Lâm Y Thần
Lâm Y Thần (chữ Hán: 林依晨, tên tiếng Anh: Ariel Lin, sinh ngày 29 tháng 10 năm 1982) là nữ diễn viên, ca sĩ người Đài Loan. Cô đã tạo ấn tượng cho khán giả màn ảnh nhỏ với nhiều vai diễn trong các phim Phi dược tình hải 2003, Những cô gái kungfu 2003, Khu vườn bí mật 2003 và 2004, Hiệp ước tình yêu 2004, Thơ Ngây (2005 - 2006) và (2007 - 2008), Thiên ngoại phi tiên 2006, Nàng Juliet phương Đông 2006, Anh hùng xạ điêu 2008, Có lẽ anh sẽ không yêu em 2011...

## Tuổi thơ
Lâm Y Thần sinh ra vào ngày 29 tháng 10 năm 1982 ở Nghi Lan, Đài Bắc, Đài Loan, trong một gia đình có thu nhập trung bình. Cô ấy có một em trai tên là Lâm Duy Thánh (林維聖). Ngay từ khi Lâm Y Thần còn nhỏ, bố mẹ cô đã ly thân, đến năm cô học trung học thì bố mẹ quyết định ly hôn (Lâm Y Thần đã giúp hòa giải bố mẹ cô vào năm 2014). Cô cùng em trai sống chung với mẹ từ nhỏ trong gia cảnh nghèo khó với nợ nần chồng chất khi đó (khoản nợ lên đến 5 triệu Đài tệ) cho đến cuộc sống êm ấm hiện tại.
Những ngày tuổi thơ của Lâm Y Thần là chuỗi ngày khá khốn khó. Khi vừa lên 8 tuổi cô đã làm diễn viên đóng thế cho vai con chim phượng hoàng bị bốc cháy trong bộ phim truyền hình Dục hỏa phượng hoàng 1990 của Đài Loan (bộ phim do Phan Nghinh Tử đóng vai nữ chính Mai Cơ và Mai Ngâm Sương - hai nữ nhân vật thường hay biến thành con phim phượng hoàng bị bốc cháy). Lâm Y Thần từng kể trong chương trình Fanandkam của Hồng Kông vào năm 2008 rằng khi đó do cô thường xuyên đóng cảnh bị đốt nên vừa quay xong cảnh là cô nhảy ngay xuống ao hồ gần đó để dập lửa và rửa lại đôi cánh phượng hoàng.
Chuỗi bất hạnh chưa dừng lại ở đó, Lâm Y Thần còn gánh chịu cú sốc khác. Mẹ của cô có khối u trong cơ thể, không thể làm việc được. Mọi áp lực lúc bấy giờ đều đổ dồn lên vai Lâm Y Thần, một thiếu nữ 17 tuổi. Chính vì vậy, thời điểm bắt đầu bước chân vào giới nghệ thuật, nữ diễn viên chỉ tập trung làm việc hết sức để kiếm tiền trang trải cuộc sống và trả nợ cho gia đình. Từ nhỏ, Lâm Y Thần luôn ước mơ trở thành một cô giáo dạy trẻ. Tuy nhiên, cô lại bước vào làng giải trí với một lý do không thể bất ngờ hơn.
Lâm Y Thần bắt đầu được nhiều người biết tới khi đăng quang hoa khôi tại cuộc thi người đẹp do báo Tiệp Vận của thành phố Đài Bắc tổ chức vào năm 2000. Nhưng ít người biết rằng, mục đích của Lâm Y Thần tham gia cuộc thi đó chỉ là để mua cho em trai Lâm Duy Thánh một chiếc máy tính để cậu được học hành.

## Sự nghiệp

### Diễn viên

#### Khởi đầu (2002 - 2004)
Sau khi giành ngôi vị hoa khôi của cuộc thi người đẹp do báo Tiệp Vận tổ chức, Lâm Y Thần tiếp tục việc học của mình. Sau khi tốt nghiệp trung học năm 2001, cô được nhận vào Khoa Hàn Quốc (ngành ngôn ngữ Hàn) của trường Đại học Chính trị Quốc gia (Đài Loan) - trường đại học hàng đầu ở Đài Loan, và chính thức bước chân vào làng giải trí khi còn học đại học. Thời gian đầu, cô tham gia làm người mẫu cho các hợp đồng quảng cáo, làm người mẫu bán thời gian cho một số tạp chí, đóng các MV đầu tiên trong năm 2001. Cùng năm, Lâm Y Thần tham gia bộ phim đầu tiên Hẹn ước tuổi 18 2002 (18 Tuế đích ước định 2002) (bộ phim phát sóng từ ngày 1/4/2002 đến ngày 29/4/2002) của Đài Loan và bắt đầu nổi danh với tư cách một diễn viên phim truyền hình.
Từ đó, Lâm Y Thần đã tham gia nhiều bộ phim truyền hình và phim điện ảnh khác nhau như Tử sắc giác lạc 2002, Danh dương tứ hải 2003, Những cô gái Kung Fu 2003 và Phi dược tình hải. Khi tham gia quay phim điện ảnh đầu tiên của cô mang tên Phi dược tình hải (tên tiếng Anh là Love Me If You Can, phim ra rạp vào ngày 14/2/2004), Lâm Y Thần không cần diễn viên đóng thế mà tự bản thân cô hoàn thành cảnh quay nữ chính chìm từ từ xuống dưới mặt biển (đoàn phim có chuẩn bị cho cô các ống thở oxy và các thợ lặn bơi xung quanh cô, để khi nào cô không còn nín thở dưới nước được nữa thì họ trợ giúp cô ngay lập tức) Cô được đề cử cho giải Nữ diễn viên chính xuất sắc nhất hạng mục phim điện ảnh tại Lễ trao giải Kim Mã lần thứ 40 (40th Golden Horse Awards) cho vai nữ chính trong phim Phi dược tình hải. Lúc này thu nhập của cô đã giúp cô trả được hết nợ cho gia đình cô suốt nhiều năm qua. Thực tế trong Lễ trao giải Kim Mã lần thứ 40 này, Phi dược tình hải đã lọt vào danh sách rút gọn của hai giải thưởng là giải Tân binh xuất sắc nhất và giải Nữ diễn viên chính xuất sắc nhất cùng lúc. Nhờ 2 phim Những cô gái Kung Fu 2003 và Phi dược tình hải của cô được quay cùng năm, Ban chấp hành giải Kim Mã tuyên bố hủy bỏ giải Tân binh xuất sắc nhất của phim Phi dược tình hải.

#### Bứt phá (2004 - 2005)
Cô trở nên nổi tiếng hơn sau khi tham gia các bộ phim thần tượng Khu vườn bí mật 2003, Học sinh lớp 7 2003 và Khu vườn bí mật II 2004. Đặc biệt khi quay Học sinh lớp 7 2003, Lâm Y Thần không dùng diễn viên đóng thế, tự bản thân cô thực hiện cảnh ngã từ trên cao xuống nền đất khi đang nhảy cheerleading.
Ngay sau đó bộ phim thần tượng Hiệp ước tình yêu 2004 (Love Contract, phát sóng từ ngày 29/6/2004 đến ngày 29/7/2004) của cô và đàn em Hạ Quân Tường đã đánh dấu bước đột phá lớn trong sự nghiệp của cô. Bộ phim đã khắc họa cho người xem rõ nét về tình yêu bình dị, mộc mạc, đơn giản, đẹp thuần khiết, không cần phô trương, hoa mỹ, vĩ đại. Trong bộ phim này, Lâm Y Thần đích thân lặn vào bể nước chứa rất nhiều cá mập con để thể hiện cảnh quay múa trong bể nước (đoàn phim cũng chuẩn bị một ống thở oxy đưa vào bể nước để tiếp oxy cho cô khi nào cô không còn nín thở trong bể nước được nữa) và thực hiện cảnh hôn Hạ Quân Tường trong bể nước chứa các cá mập con ấy. Cô còn tự bản thân thực hiện cảnh bị tai nạn giao thông trong bộ phim mà không cần diễn viên đóng thế. Bộ phim đạt rating cực cao nửa cuối năm 2004 ở Đài Loan. Song song với đó, bài hát Cô đơn Bắc bán cầu cuối bộ phim Hiệp ước tình yêu do Lâm Y Thần trình bày đứng đầu bảng xếp hạng KTV và nhạc chuông trong 12 tuần lễ. Cô đơn Bắc bán cầu cũng trở thành bài hit phổ biến rộng rãi khắp Đài Loan từ nửa cuối năm 2004 (đến giữa năm 2006 mới giảm đi độ hot), trở thành bài hát giàu cảm xúc nhất trong suốt sự nghiệp của Lâm Y Thần (bài hát mà cô luôn hát đi hát lại nhiều lần nhất so với các bài hát khác của cô).

#### Đỉnh cao (2005 - 2008)
Từ ngày 6 tháng 8 năm 2004 đến ngày 9 tháng 6 năm 2005, Lâm Y Thần hợp tác cùng Trịnh Nguyên Sướng (bạn thân của Hạ Quân Tường) bắt đầu quay bộ phim thần tượng Đài Loan nổi tiếng Thơ Ngây 1 (It Started With A Kiss) (bộ phim phát sóng vào 22:00 ngày Chủ nhật hàng tuần từ ngày 25/9/2005 đến ngày 12/2/2006). Lâm Y Thần đã trở nên nổi tiếng nhờ vai Viên Tương Cầm ngây thơ hồn nhiên trong bộ phim này. Bộ phim đứng đầu bảng xếp hạng ở Đài Loan và thành công vang dội trên toàn châu Á, đưa tên tuổi Lâm Y Thần vang đến Trung Quốc đại lục . Trong thời gian này, Lâm Y Thần cũng đi học võ karate để phòng thân, vừa giúp ích cho những vai diễn của cô có cảnh đánh đấm sau này.

Với sự nỗ lực hết mình để tạo nên những vai diễn giàu cá tính, Lâm Y Thần ngày càng được khán giả chú ý và đánh giá cao về khả năng diễn xuất, cá tính của cô rất có sức hút với công chúng. Cô được coi là một trong những nữ diễn viên phim thần tượng đắt giá nhất của Đài Loan. 

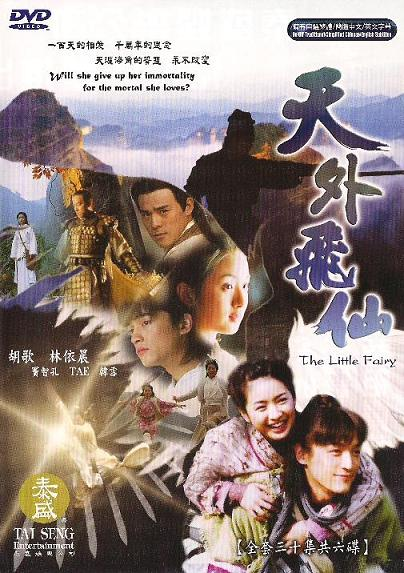
Áp phích bộ phim Thiên ngoại phi tiên 2006

 Tháng 3 năm 2005, Lâm Y Thần tạm ngưng quay Thơ Ngây 1 để đại diện cho hãng HIM International Music của Đài Loan sang Trung Quốc vào vai nữ chính trong bộ phim truyền hình Trung Quốc đầu tiên của cô - Thiên ngoại phi tiên 2006 (bộ phim phát sóng từ ngày 25/1/2006 đến ngày 20/3/2006 tại Đài Loan) (với Hồ Ca là nam chính), nơi cô đóng vai Tiểu Thất. Bộ phim cực kỳ nổi tiếng và có xếp hạng cao, đánh dấu bước đột phá thành công của cô vào thị trường Trung Quốc. Khi quay bộ phim Thiên ngoại phi tiên này, Lâm Y Thần là người bay nhiều nhất: Thứ hai hàng tuần cô quay phim từ 6h sáng đến 11h trưa, sau đó 14h cô bay sang Hồng Kông, rồi mới bay về Đài Loan để chiều tối kịp tham gia lớp học ở Đại học của cô (từ sáng thứ ba đến sáng thứ năm hàng tuần cô cũng cố gắng quay vài cảnh cho Thơ Ngây 1), đến tối thứ 5 sau khi học xong, cô liền bay sang Hồng Kông, rồi bay tiếp sang Trung Quốc, chỉ có từ thứ sáu đến chủ nhật là cô toàn tâm quay bộ phim Thiên ngoại phi tiên này. Những ngày mà Lâm Y Thần bận quay phim ở Trung Quốc không thể về Đài Loan đi học được, một số bạn học của cô ấy trong Khoa Văn học Hàn Quốc tại Đại học Chính trị Quốc gia đã tích cực chép bài dùm cho cô ấy, để khi cô ấy về Đài Loan có nội dung để ôn thi tốt nghiệp Đại học. Thời gian đó (trong tháng 3 năm 2005), đoàn phim Thần điêu đại hiệp mời Lâm Y Thần vào vai Tiểu Long Nữ nhưng bị cô từ chối ngay vì hai bộ phim Thiên ngoại phi tiên và Thơ Ngây của cô chưa quay xong, cộng với việc cô còn phải đi học Đại học. Sau đó Lưu Diệc Phi (nhỏ hơn Lâm Y Thần 5 tuổi) được chọn vào vai Tiểu Long Nữ. Tháng 5 năm 2005 cô quay xong Thiên ngoại phi tiên thì về Đài Loan mới tiếp tục quay Thơ Ngây 1 với Trịnh Nguyên Sướng và tiếp tục cho việc học ở trường Đại học.
Sau khi tốt nghiệp cử nhân văn chương Khoa Văn học Hàn Quốc (ngành ngôn ngữ Hàn) tại Đại học Chính trị Quốc gia vào ngày 4 tháng 6 năm 2005 (cô vừa quay phim vừa đi học), Lâm Y Thần tập trung vào quay cho xong Thơ Ngây 1. Khi đó cô còn phải động viên Uông Đông Thành ráng quay cho xong bộ phim Thơ Ngây (gia cảnh Uông Đông Thành khi đó gặp khó khăn mà phim quay gần 1 năm chưa xong, Uông Đông Thành định bỏ nghề ra làm công việc khác) rồi sẽ được thành quả sau này (Vào năm 2010 trong buổi ra mắt cuốn sách viết về sự nghiệp đỉnh cao của bản thân, Uông Đông Thành chia sẻ câu chuyện này và cảm ơn Lâm Y Thần rất nhiều vì những lời động viên khi ấy của cô dành cho anh). Đến ngày 8 tháng 8 năm 2005 thì bộ phim Thơ Ngây quay xong. Lâm Y Thần sau đó đã cho xuất bản cuốn sách cá nhân đầu tiên của mình "Blog thanh xuân của cô gái họ Lâm" (Ariel's Blog) vào ngày 9 tháng 9 cùng năm, kể về hơn 4 năm vào làng giải trí của cô.
Từ tháng 9 năm 2005 đến ngày 24 tháng 1 năm 2006, cô vào vai chính trong bộ phim thần tượng Đài Loan khác là Nàng Juliet phương Đông (bộ phim phát sóng vào Thứ bảy hàng tuần từ ngày 3/6/2006 đến ngày 23/9/2006) cùng với Ngô Tôn. Khi quay bộ phim này, Lâm Y Thần vẫn không cần diễn viên đóng thế, tự bản thân cô đã diễn cảnh ngã từ ban công trên lầu cao xuống nền đất. Ca khúc Phi nễ mạc thuộc (Không phải anh thì không có ai) trong phim Nàng Juliet phương Đông do Lâm Y Thần trình bày (bản thu âm) tiếp tục trở thành bài hit nổi tiếng sau ca khúc Cô đơn Bắc bán cầu 2004.
Ngày 23 tháng 7 năm 2006 Lâm Y Thần sang Trung Quốc quay Anh hùng xạ điêu với Hồ Ca. Khi Anh hùng xạ điêu đang quay dang dở thì bị dừng do Hồ Ca bị tai nạn giao thông phải khâu 100 mũi trên khuôn mặt ngày 29 tháng 8 năm 2006. Lâm Y Thần phải về Đài Loan. Cuối tháng 9 năm 2006, Lâm Y Thần đến Học viện Điện ảnh New York (Mỹ) để học tập ngắn hạn cho một tháng (đầu tháng 11 năm 2006 cô về Đài Loan).
Khi bạn thân của cô là Hứa Vỹ Luân qua đời ngày 28 tháng 1 năm 2007 do tai nạn giao thông, ngày 2 tháng 2 năm 2007 cô được nhà chế tác Vương Trọng Quang chọn thay thế vai Doãn Tư Gia của Hứa Vỹ Luân trong bộ phim truyền hình đang quay dở dang Thái dương đích nữ nhi (dịch nghĩa là Con gái của mặt trời, bộ phim mới chỉ bấm máy vào đầu tháng 1 năm 2007). Lâm Y Thần cho biết, cô rất muốn thay bạn thân của mình hoàn thành nốt vai diễn đang bỏ dỡ: "Tôi sẽ cố gắng thu xếp thời gian để có thể góp mặt trong bộ phim Thái dương đích nữ nhi". Đến ngày 15 tháng 2 năm 2007, vì Lâm Y Thần đang kẹt lịch làm việc nên cô đã từ chối vào vai diễn Doãn Tư Gia trong bộ phim "Thái dương đích nữ nhi" mà Hứa Vỹ Luân chưa kịp hoàn thành. Thay vào đó, một ngôi sao khác của làn sóng phim thần tượng là Lâm Vi Quân đã nhận lời tham gia vào vai Doãn Tư Gia trong bộ phim "Thái dương đích nữ nhi".
Đầu tháng 3 năm 2007 từ Đài Loan, Lâm Y Thần bay qua Hồng Kông rồi bay sang Trung Quốc, quay lại phim trường Anh hùng xạ điêu ở Trung Quốc để quay những cảnh riêng của Hoàng Dung (những cảnh quay không có Quách Tĩnh bên cạnh Hoàng Dung) trong phim.
Bộ phim Thơ Ngây 2 (They Kiss Again) của Lâm Y Thần và Trịnh Nguyên Sướng được khởi quay từ ngày 26 tháng 3 năm 2007 khi Lâm Y Thần đã từ phim trường Anh hùng xạ điêu ở Trung Quốc về lại Đài Loan. Thời gian đó Lâm Y Thần luôn giúp đỡ cho Hồ Ca khi Hồ Ca đang gặp giai đoạn khó khăn nhất trong sự nghiệp, luôn ủng hộ và động viên Hồ Ca quay lại nghề diễn viên (Sau này trong các chương trình truyền hình, Hồ Ca luôn chia sẻ lại những gì Lâm Y Thần giúp đỡ anh vào thời gian đó và anh rất cảm ơn Lâm Y Thần về điều đó. Cho đến nay Hồ Ca luôn nhắc mãi hai câu Lâm Y Thần tặng cho anh: "1. Diễn xuất là quá trình khai phá nhân tính của nhân vật; 2. Dùng cả sinh mệnh để diễn xuất").
Đến tháng 8 năm 2007, Hồ Ca lấy lại tinh thần, lành lại khuôn mặt sau vụ tai nạn giao thông vào năm ngoái thì quay lại phim trường Anh hùng xạ điêu để đóng tiếp vai Quách Tĩnh. Lâm Y Thần liền bay từ Đài Loan, trung chuyển qua Hồng Kông, qua Trung Quốc, tiếp tục vào vai Hoàng Dung để quay cho xong bộ phim còn dang dở. Phim Thơ Ngây 2 phải tạm ngưng (y như hồi Thơ Ngây 1 cũng phải tạm ngưng để Lâm Y Thần sang Trung Quốc quay Thiên ngoại phi tiên với Hồ Ca vào năm 2005). Ngày 29 tháng 10 năm 2007, Hồ Ca tổ chức sinh nhật 25 tuổi hoành tráng cho Lâm Y Thần ngay tại phim trường Anh hùng xạ điêu này để cảm ơn Lâm Y Thần đã vực dậy tinh thần cho anh quay lại với nghề diễn (Hồ Ca cho cột dây đưa Lâm Y Thần lên không trung rồi bắn pháo hoa khắp các rặng núi xung quanh, sau đó Hồ Ca tặng bánh kem khá to cho Lâm Y Thần). Thời gian đó cô cũng phải bay qua bay lại giữa Trung Quốc và Đài Loan để quay Anh hùng xạ điêu ở Trung Quốc và quay album đầu tay Adventure of Lunia của cô ở Đài Loan, quay Thơ Ngây 2, nhưng Lâm Y Thần dành thời gian quay Anh hùng xạ điêu nhiều hơn. Ngày 19 tháng 11 năm 2007, Lâm Y Thần phát hành đĩa đơn Adventure of Lunia làm bài hát chủ đề cho trò chơi điện tử Lunia: Record of Lunia War.

Đầu tháng 12 năm 2007 Lâm Y Thần quay xong Anh hùng xạ điêu (phát sóng từ ngày 18/7/2008) thì lập tức bay về Đài Loan tiếp tục quay phim Thơ Ngây 2 (They Kiss Again) với Trịnh Nguyên Sướng. Ngày 16 tháng 12 năm 2007 bộ phim Thơ Ngây 2 (They Kis Again) đã được đưa lên sóng các tập đầu tiên và đoàn phim phải làm việc cật lực để ra các tập phim phát sóng liên tục trên truyền hình. Khi đó Lâm Y Thần và Trịnh Nguyên Sướng gần như phải quay suốt 24/24 trong ngày. Ngày 19 tháng 1 năm 2008, đoàn phim quay xong cảnh cuối của Thơ Ngây 2 (They Kiss Again) (bộ phim phát sóng từ ngày 16/12/2007 đến ngày 27/4/2008). Bộ phim Thơ Ngây 2 (They Kiss Again) (2007 - 2008) này có rating trung bình là 3.43, trở thành một trong những bộ phim thần tượng có rating cao nhất, giúp Lâm Y Thần đoạt giải Nữ diễn viên chính xuất sắc nhất hạng mục phim truyền hình (vượt qua 3 ứng cử viên Dương Thừa Lâm, Trần Kiều Ân và Trương Thiều Hàm) tại Lễ trao giải Kim Chung lần thứ 43 (43rd Golden Bell Awards) năm 2008, khiến cô trở thành nữ diễn viên đầu tiên trong lịch sử giành được giải thưởng này với một bộ phim thần tượng. 

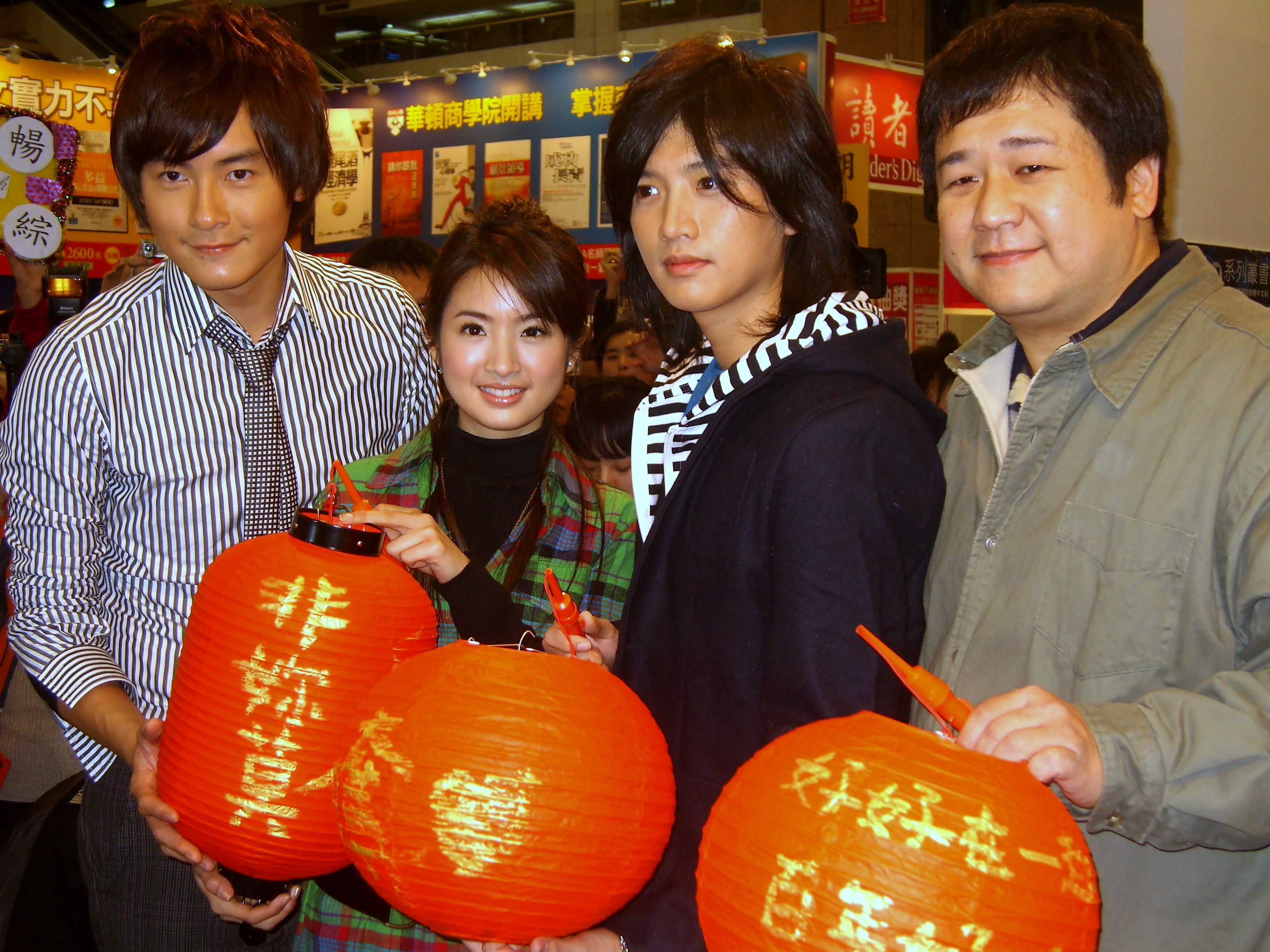
Từ trái qua phải: Trịnh Nguyên Sướng, Lâm Y Thần, ca sĩ Tăng Thiếu Tông và đạo diễn Cù Hữu Ninh trong buổi quảng bá cho bộ phim Thơ Ngây 2 (They Kiss Again) (2007 - 2008) vào ngày 16 tháng 2 năm 2008

Áp phích bộ phim Anh hùng xạ điêu 2008

 Sau khi hai bộ phim Thiên ngoại phi tiên 2006 và Anh hùng xạ điêu được lên sóng (hai bộ phim mà cô hợp tác cùng Hồ Ca), danh tiếng của Lâm Y Thần cũng ngày càng có sức ảnh hưởng rộng rãi ở Trung Quốc đại lục.
Ngày 1 tháng 4 năm 2008, Lâm Y Thần, Ngôn Thừa Húc và Trịnh Nguyên Sướng lần lượt được chọn vào các vai chính Cung Hỉ, Đôn Hạ Liên và Bất Phá Thượng trong bộ phim Đài Loan có tên là Thách thức tuyệt vời (Skip Beat!). Sau đó Lâm Y Thần nhận lời tham gia thêm bộ phim truyền hình Đài Loan khác có tên là Hoa hồng giấy (Paper Rose). Tuy nhiên Lâm Y Thần đã bỏ vai trong phim Hoa hồng giấy vì cô biết tin Hạ Quân Tường sẽ đóng cặp với mình. Trước những ý kiến chỉ trích cho rằng Lâm Y Thần bỏ vai chỉ vì một lý do "lãng xẹt", quản lý của cô phải lên tiếng bào chữa: "Kịch bản của "Hoa hồng giấy" đã gây xúc động cho Lâm Y Thần rất nhiều nên cô ấy đã quyết định sẽ tham gia phim này. Nhưng do nhân vật của cô ấy trong phim phải cắt tóc ngắn mà cô ấy không muốn bỏ mái tóc nuôi từ lâu nên mới bỏ vai".
Ngày 13 tháng 6 năm 2009, tại Chương trình gây quỹ cứu trợ cho các nạn nhân trong trận động đất ở Tứ Xuyên (Trung Quốc) vào ngày 12/5/2008 của kênh TVBS Đài Loan, Lâm Y Thần đã quyên góp số tiền khá lớn cho các nạn nhân.

#### Vấn đề về sức khỏe (2008 - 2009) và sự tận tâm với nghề diễn
Lâm Y Thần bị cận thị nặng (-7,0D) và đeo kính áp tròng. Sau khi phải làm việc quá sức và chịu áp lực tinh thần quá nhiều suốt nhiều năm trời (từ việc quay các bộ phim truyền hình, quay các phim điện ảnh, quay các MV ca nhạc, lồng tiếng các phim nước ngoài, tham gia rất nhiều variety show, chương trình truyền hình, quảng cáo rất nhiều sản phẩm, quảng cáo rất nhiều TV Commercial trên TV, sáng tác nhiều ca khúc, viết sách và phát hành sách, rồi còn phải tổ chức nhiều cuộc họp báo để phủ nhận các tin đồn từ công chúng về chuyện tình ái của bản thân cô với các diễn viên nam như Trương Duệ Gia, Hạ Quân Tường, Trịnh Nguyên Sướng, Hồ Ca, Ngô Tôn...), vào tháng 6 năm 2008 Lâm Y Thần đã bị vỡ mạch máu não và cô phải đi bệnh viện. Sau khi được bác sĩ kiểm tra phát hiện trong não của cô có khối u 2cm ở tuyến yên, không phẫu thuật cô sẽ bị mù.
Ngày 1 tháng 7 năm 2008, Trịnh Nguyên Sướng bỏ vai Bất Phá Thượng trong phim Thách thức tuyệt vời trong khi Lâm Y Thần và Ngôn Thừa Húc vẫn giữ vai Cung Hỉ và Đôn Hạ Liên trong phim này.
Ngày 17 tháng 7 năm 2008, bộ phim Ổ bánh mì tình yêu (bộ phim do hai hãng phim Đài Loan và Trung Quốc hợp tác sản xuất) chuẩn bị khởi quay, nhưng có sự thay đổi vai diễn do nữ chính Từ Hy Viên không thể tham gia bộ phim do không sắp xếp được lịch quay phim. GTV Đài Loan thông báo rằng nữ diễn viên chính của Ổ bánh mì tình yêu là Từ Hy Viên sẽ được thay thế bởi Lâm Y Thần. Khi đó Lâm Y Thần đã giấu tình trạng sức khỏe của bản thân rồi cô cố gắng tham gia diễn xuất trong bộ phim này. GTV cho biết bộ phim dự kiến bấm máy vào tháng 8 năm 2008 này ban đầu đã chọn Lâm Y Thần cho vai Tăng Thiện Mỹ để đóng cặp với Trịnh Nguyên Sướng, do đó giờ đây bộ phim đã quay trở lại với nữ diễn viên mà bộ phim dự định ban đầu. Đây là lần thứ ba Lâm Y Thần hợp tác cùng Trịnh Nguyên Sướng trong thể loại phim truyền hình. Tháng 8 năm 2008, đoàn phim tiến hành quay các cảnh ở Đài Loan, đến ngày 8 tháng 10 năm 2008, đoàn phim hoàn thành các cảnh quay. Ngày 11 tháng 10 năm 2008, đoàn phim bay sang Quảng Châu của Trung Quốc để quay vài cảnh cho bộ phim. Ngày 13 tháng 10 năm 2008, đoàn phim bay từ Quảng Châu sang Hàng Châu của Trung Quốc tiến hành quay các cảnh ở Trung Quốc. Ngày 28 tháng 10 năm 2008, đoàn phim quay xong thì bay từ Trung Quốc về Đài Loan.
Ngày 16 tháng 11 năm 2008, Lâm Y Thần cùng Ngôn Thừa Húc sang Tokyo, Nhật Bản để tổ chức họp báo nhằm thông báo rằng họ sẽ bắt đầu quay phim Thách thức tuyệt vời (phim do các nhà phát triển người Nhật Bản tham gia sản xuất) ngay khi tìm được diễn viên khác thay thế vai Bất Phá Thượng của Trịnh Nguyên Sướng. Sau buổi họp báo, kịch bản phim Thách thức tuyệt vời phải được viết lại và các nhà phát triển Nhật Bản của bộ phim đã gặp khó khăn về tài chính do tái cấu trúc công ty liên doanh của họ. Ngày 18 tháng 11 năm 2008 Lâm Y Thần cùng Ngôn Thừa Húc bay từ Nhật Bản về Đài Loan. Đến ngày 19 tháng 11 năm 2008, đoàn phim Ổ bánh mì tình yêu hoàn thành các cảnh quay tại Đài Loan và tổ chức tiệc mừng cho đoàn phim. Bộ phim Ổ bánh mì tình yêu với 12 tập phim (phiên bản phổ biến, đã cắt bỏ khá nhiều cảnh quay ở Trung Quốc) được phát sóng ở Đài Loan từ ngày 16/11/2008 đến ngày 8/2/2009. Còn phiên bản đầy đủ nhất của bộ phim Ổ bánh mì tình yêu là phiên bản 25 tập phim được phát sóng ở Trung Quốc từ ngày 11/2/2009 đến ngày 7/3/2009.
Ngày 1 tháng 1 năm 2009, GTV Đài Loan thông báo rằng việc quay phim Thách thức tuyệt vời bị lùi lại. Ngôn Thừa Húc phải bỏ vai nam chính Đôn Hạ Liên trong phim rồi sang Trung Quốc tập trung quay phim Nước mắt của ngôi sao (Starlit). Tuy nhiên Lâm Y Thần vẫn giữ vai nữ chính Cung Hỉ của cô trong phim Thách thức tuyệt vời.
Nhờ sự thành công của ba bộ phim Thiên ngoại phi tiên 2006, Thơ Ngây 2 (2007 - 2008) và Anh hùng xạ điêu 2008, ngày 20 tháng 2 năm 2009, Lâm Y Thần cùng 2 nữ diễn viên Đài Loan khác là Lâm Tâm Như và An Dĩ Hiên được đề cử cho giải Nữ diễn viên giá trị nhất (Most Valuable Actress) tại Lễ trao giải Quốc Kịch Thịnh Điển (China TV Drama Awards) của Trung Quốc, Hồng Kông và Đài Loan.
Cuối tháng 2 năm 2009 (tầm ngày 21 tháng 2 năm 2009 khi Lâm Y Thần không xuất hiện trước truyền thông), Lâm Y Thần đã bí mật trải qua một ca phẫu thuật não để lấy khối u trong não ra (cô thậm chí viết sẵn di chúc để lại tài sản cho mẹ và em trai nếu ca phẫu thuật không may). May mắn là ca phẫu thuật của cô thành công và cô phải tạm ngừng mọi hoạt động để đợi tới khi sức khỏe bình phục hoàn toàn. Ngày 13 tháng 4 năm 2009, cô đã tái xuất với khán giả trong 1 buổi quảng cáo trang sức của công ty TIFFANY trên truyền hình Đài Loan (thực tế trước đó Lâm Y Thần đã cùng Trịnh Nguyên Sướng tham gia sự kiện thời trang của YL, rồi sau đó vào ngày 9 tháng 4 năm 2009, Lâm Y Thần đã bay từ Đài Loan sang Chu Châu, Hồ Nam, Trung Quốc để đi từ thiện cho các trẻ em tại trường tiểu học dành cho các cô nhi và những đứa trẻ có hoàn cảnh gia đình khó khăn). Vì thời gian ngắn, hầu như không ai biết Lâm Y Thần đã từng đi phẫu thuật não cho đến khi cô tuyên bố trước truyền thông. Từ đây tâm tính của cô đã có sự thay đổi so với lúc trước. Theo đánh giá của nhiều người trong ngành, cô khó tính hơn xưa.
Cô đã vượt qua Dương Thừa Lâm và Trần Kiều Ân để dẫn đầu cuộc bình chọn Nữ nghệ sĩ có gương mặt baby nhất (The female artist has the babyst face) do các khán giả hâm mộ Đài Loan thực hiện vào ngày 17 tháng 4 năm 2009.
Ngày 24 tháng 4 năm 2009, Lâm Y Thần đi thăm hỏi 1 fan hâm mộ nữ nhỏ tuổi là nạn nhân của trận động đất tại Tứ Xuyên năm 2008 tại Tứ Xuyên, Trung Quốc. Trong tháng 4 năm 2009 đó, Lâm Y Thần cũng đã đến thăm những đứa trẻ là nạn nhân của trận động đất tại Tứ Xuyên năm 2008 tại Tứ Xuyên, Trung Quốc trong dịp tưởng niệm một năm sau thảm họa. Ngày 28 tháng 4 năm 2009, Lâm Y Thần đi từ thiện, giúp đỡ cho các trẻ em tại trường tiểu học dành cho các cô nhi và những đứa trẻ có hoàn cảnh gia đình khó khăn ở Chu Châu, Hồ Nam, Trung Quốc.

#### Quay về với đỉnh cao (2009 - 2015)
Sau khi hồi phục, Lâm Y Thần tham gia thêm nghề ca sĩ vào tháng 5 năm 2009 và nghề diễn viên sân khấu kịch vào tháng 10 năm 2009.
Ngoài ra, từ ngày 22 tháng 5 năm 2009, Lâm Y Thần đã trở thành Đại sứ chống hút thuốc lá của quỹ John Tung Foundation (董氏基金會) thuộc Đài Loan. Ngày 14 tháng 8 năm 2009, tại Chương trình gây quỹ từ thiện cho các nạn nhân bị ảnh hưởng bởi bão Morakot ngày 8 tháng 8 năm 2009 tại Đài Loan, Lâm Y Thần đã quyên góp số tiền khá lớn để hỗ trợ các nạn nhân. Ngày 20 tháng 8 năm 2009, Lâm Y Thần một lần nữa quyên góp tiền lớn để hỗ trợ cho các nạn nhân bị ảnh hưởng bởi bão Morakot ngày 8 tháng 8 năm 2009 tại Đài Loan.
Ngày 29 tháng 10 năm 2009 (trùng ngày sinh nhật 27 tuổi của Lâm Y Thần), Lâm Y Thần được Giải thưởng Thượng Hải hiện đại 2009 (2009 Modern Shanghai Awards) trao giải Nghệ sĩ nữ của năm tại Thượng Hải, Trung Quốc. Ngày 23 tháng 11 năm 2009, Lâm Y Thần khai trương tiệm Salon của cô mang tên Ariel Lin Salon ở Đài Loan. Trương Duệ Gia, Tăng Thiếu Tông và Ngô Tôn đều đến tham dự buổi khai trương này. Đến ngày 14 tháng 12 năm 2009, Lâm Y Thần được Yahoo! Giải thưởng Buzz Châu Á (Hồng Kông) 2009/2009 Yahoo! Asia Buzz Awards (Hong Kong) trao hai giải thưởng là giải Nữ diễn viên quốc tế và giải Nữ diễn viên hấp dẫn nhất châu Á tại Hồng Kông.
Ngày 1 tháng 1 năm 2010, đoàn phim Thách thức tuyệt vời (Skip Beat!) muốn thay thế vai nam chính Đôn Hạ Liên (vai diễn từng bị Ngôn Thừa Húc bỏ vào năm ngoái) bằng Ngô Tôn (người từng đóng cặp với Lâm Y Thần trong phim Nàng Juliet phương Đông 2006) nhưng Gala Television đã hoãn việc sản xuất phim Thách thức tuyệt vời vô thời hạn do các vấn đề tài chính dai dẳng. Lâm Y Thần khi đó đang đi lưu diễn với đoàn kịch sân khấu nhưng cô vẫn giữ vai nữ chính Cung Hỉ trong phim này. Ngày 1 tháng 4 năm 2010, đoàn phim Thách thức tuyệt vời và Gala Television đã mang kịch bản Thách thức tuyệt vời (Skip Beat!) trở lại sản xuất với Lâm Y Thần sẵn sàng trở lại đóng vai nữ chính Cung Hỉ. Ngày 1 tháng 5 năm 2010, các thành viên Super Junior là Siwon và Lee Donghae (hai ca sĩ từng tham gia trong các MV của Lâm Y Thần trong năm 2009) đã được chọn để đóng hai vai nam chính Đôn Hạ Liên và Bất Phá Thượng trong phim Thách thức tuyệt vời (tiếp tục đóng cặp với Lâm Y Thần).
Ngày 20 tháng 5 năm 2010, Lâm Y Thần nhận lời tham gia bộ phim truyền hình Coffe Prince Shop No1 (Đài Loan). Đây là bộ phim được dựng lại dựa theo bộ phim truyền hình Quán cà phê hoàng tử (2007) rất ăn khách của Hàn Quốc. Lâm Y Thần sẽ đảm nhiệm vai nữ chính trong bộ phim - vai diễn từng được Yoon Eun-hye thể hiện rất thành công trong phiên bản của Hàn Quốc. Tuy nhiên sau đó Lâm Y Thần đã phủ nhận việc tham gia bộ phim này, lại gây ra sự tranh cãi với công chúng.
Từ ngày 21 tháng 9 năm 2010 đến ngày 25 tháng 12 năm 2010, Lâm Y Thần quay phim điện ảnh mang tên Tương tư (Love Sick) do Đài Loan và Trung Quốc hợp tác sản xuất (phim được công chiếu vào ngày 14 tháng 10 năm 2011 ở Trung Quốc và ngày 16 tháng 12 năm 2011 ở Đài Loan). Phim đã thể hiện phong cách và màn lột xác ngoạn ngục của Lâm Y Thần. Đây là lần đầu tiên cô hợp tác với Trần Bách Lâm.
Lâm Y Thần đoạt Giải thưởng tiên phong trên thảm đỏ Star Shang tại Giải thưởng thời trang Trung Quốc (China Fashion Awards) ở Trung Quốc vào ngày 27 tháng 11 năm 2010.
Trong hai ngày 7 tháng 1 và 8 tháng 1 năm 2011, một số lượng hạn chế 2.000 bản sách ảnh của bộ phim Thách thức tuyệt vời (Skip Beat!), sách ảnh chứa hình ảnh của Lâm Y Thần cùng Siwon và Lee Donghae, đã được đặt trước tại GTV Đài Loan, mỗi bản có giá 599 Đài tệ. Sau 3 năm bị trì hoãn quay phim Thách thức tuyệt vời (Skip Beat!), Lâm Y Thần đã rút khỏi dự án phim Thách thức tuyệt vời do cô đã ký hợp đồng để quay phim truyền hình Có lẽ anh sẽ không yêu em 2011 (In Time with You), trong khi đó phim Thách thức tuyệt vời lại chuẩn bị bắt đầu khởi quay. Ngày 1 tháng 2 năm 2011, một tháng trước khi quay phim Thách thức tuyệt vời, Trần Ý Hàm được chọn vào vai nữ chính Cung Hỉ để thay thế cho Lâm Y Thần.
Lâm Y Thần đã tham gia quay phim truyền hình Có lẽ anh sẽ không yêu em 2011 (ghép đôi với Trần Bách Lâm trong bộ phim). Bộ phim này giúp Lâm Y Thần đoạt giải Nữ diễn viên chính xuất sắc nhất phim truyền hình tại Lễ trao giải Kim Chung lần thứ 47 (47th Golden Bell Awards) năm 2012 và đoạt luôn giải Ngôi sao lớn châu Á ở Liên hoan phim Quốc tế Seoul năm 2015.
Sau đó cô tham gia diễn xuất trong bộ phim truyền hình Lan Lăng Vương 2013 (ghép đôi với Phùng Thiệu Phong trong bộ phim). Bộ phim để lại ấn tượng tốt của công chúng với lối diễn xuất của cô.

#### Ngày nay

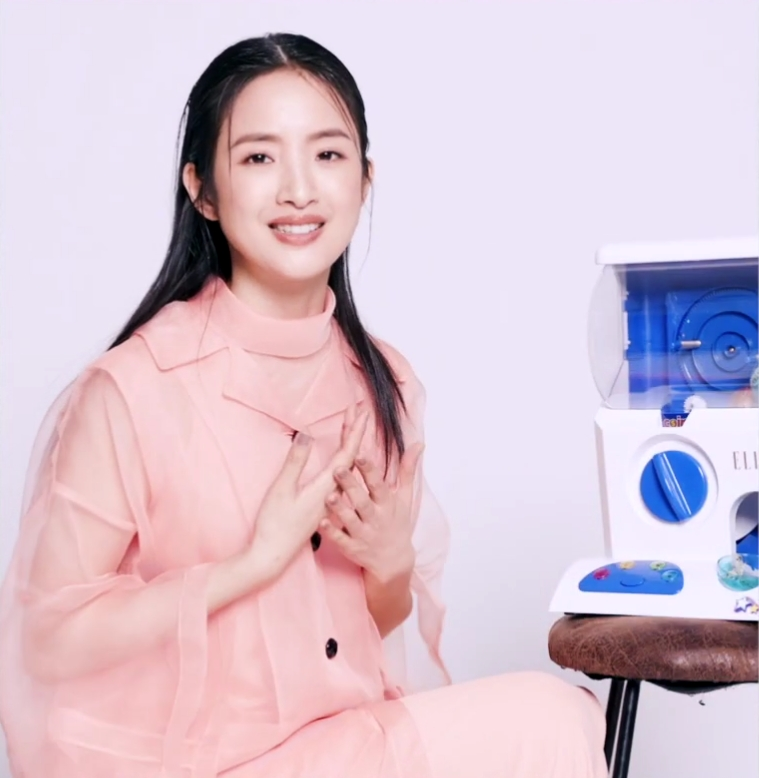
Nhân vật trang bìa tháng 2 năm 2020 của ELLE - Lâm Y Thần

Sau đó cô còn tham gia thêm vài bộ phim truyền hình nữa như Lão nam hài/Già gân và mĩ nhân 2016 (ghép đôi với Lưu Diệp trong bộ phim) và Tiểu nữ Hoa Bất Khí 2018 (ghép đôi với Trương Bân Bân trong bộ phim). Thời gian còn lại, cô chú trọng tham gia nhiều phim điện ảnh hơn phim truyền hình.
Tháng 12 năm 2022, Lâm Y Thần tham gia quay phim truyền hình Chúng ta không đủ lương thiện 2024 (tái hợp và ghép đôi với Hạ Quân Tường trong bộ phim). Bộ phim này giúp Lâm Y Thần đoạt giải Nữ diễn viên chính xuất sắc nhất phim truyền hình tại Giải thưởng Nội dung Châu Á & Giải thưởng OTT Toàn cầu 2024 (Asia Contents Awards & Global OTT Awards 2024) do Liên hoan phim quốc tế Busan 2024 (Busan International Film Festival 2024) tổ chức vào ngày 6 tháng 10 năm 2024.

### Ca sĩ
Kể từ khi ra mắt trong bộ phim truyền hình Hẹn ước tuổi 18 2002, sự nghiệp diễn viên phim truyền hình của Lâm Y Thần rất suôn sẻ. Cô luôn được các nhà quảng cáo ưu ái và nhiều đơn vị sản xuất. Cô luôn là nữ hoàng phim thần tượng có sức ảnh hưởng và được yêu thích nhất trong giới sinh viên Đài Loan trong mỗi vai diễn nữ chính. Sau những thành công với tư cách là một diễn viên, vào ngày 5 tháng 5 năm 2009, Lâm Y Thần gia nhập công ty âm nhạc Avex Taiwan của Đài Loan với hợp đồng 3 năm. Đến 10 tháng 7 năm 2009 cô đã phát hành album đầu tiên với công ty Avex Taiwan mang tên "Hạnh phúc ngộ kiến" (Blissful Encounter hoặc Happy Encounter). Album gồm 10 bài hát, trong đó có bài hát chủ đề kết thúc cho bộ phim truyền hình Đài Loan Ổ bánh mì tình yêu là "Miến bao đích tư vị" (Hương vị bánh mì, The Taste of Bread), và phiên bản "Ác tác kịch" (Trò đùa tinh nghịch, Practical Joke) của Lâm Y Thần, bài hát chủ đề kết thúc cho bộ phim Thơ Ngây 1 (2005 - 2006). Lâm Y Thần còn tự viết lời cho bài hát "Điềm mật hoa viên" trong album này.
Trước album này, Lâm Y Thần đã cho ra mắt nhiều ca khúc cô thực hiện trong các bộ phim truyền hình của mình. Tuy nhiên, việc ra album đầu tiên của mình với tư cách là ca sĩ của Lâm Y Thần vẫn được các fan hâm mộ chào đón nhiệt thành. Album đầu tiên của cô đã bán được 20.000 bản trong vòng 2 ngày.
Vào ngày 21 tháng 8 năm 2009, công ty Avex Taiwan đã phát hành một ấn bản khác của album Blissful Encounter với một DVD kèm theo gồm 3 MV ca nhạc (Con đom đóm, Con đom đóm phiên bản Chuyện mùa hè mở rộng và Khu vườn ngọt ngào) và 1 MV phiên bản tiếng Hàn của "Ác tác kịch" (Trò đùa tinh nghịch, Practical Joke) do Lâm Y Thần trình bày. Lâm Y Thần cũng tự viết lời cho phiên bản tiếng Hàn của bài hát "Ác tác kịch" (Trò đùa tinh nghịch, Practical Joke) trong album. Ba MV ca nhạc "Con đom đóm" (Firefly), Con đom đóm phiên bản Chuyện mùa hè mở rộng (Firefly Summer Story) và bản tiếng Hàn của "Ác tác kịch" (Practical Joke) trong album này có sự góp mặt của Lee Donghae và Siwon của nhóm nhạc nam Hàn Quốc Super Junior.
Ca khúc "Con đom đóm" (Firefly) trong album Hạnh phúc ngộ kiến (Blissful Encounter) của Lâm Y Thần được liệt kê ở vị trí thứ 84 trên Hit Fm Bảng xếp hạng top 100 đĩa đơn hàng năm (Hit Fm Annual Top 100 Singles Chart) của Hit Fm Đài Loan vào ngày 7 tháng 12 năm 2009. Album Blissful Encounter đã giúp Lâm Y Thần đoạt Giải thưởng tài năng mới xuất sắc nhất khu vực Đài Loan và Giải khuyến khích truyền thông khu vực Đài Loan tại Giải thưởng billboard âm nhạc gốc Sprite (Sprite Original Music Billboard Awards) ở Trung Quốc vào ngày 28 tháng 2 năm 2010.
Tháng 4 năm 2010, Lâm Y Thần cùng thành viên công ty Avex Taiwan bay sang London, Anh để quay MV mới thì tình cờ gặp vụ phun trào núi lửa ở Iceland. Cô cùng đoàn của mình đã không thể quay lại Đài Loan trong nhiều ngày vì các chuyến bay trên thế giới đều bị ngưng trệ do vụ phun trào này. Sau khi về Đài Loan được 2 tháng thì Lâm Y Thần lại cùng thành viên công ty Avex Taiwan bay trở lại London, Anh để quay cho xong MV đó và chụp hình ảnh mới cho album mới.
Ngày 21 tháng 8 năm 2010, Lâm Y Thần và công ty Avex Taiwan đã phát hành album mới của cô mang tên A Wonderful Journey với hai phiên bản là Bản bìa cứng kỷ niệm có giới hạn (kèm theo ảnh du lịch full màu đẹp, khung ảnh A Wonderful Journey, sách ảnh với buổi chụp ảnh minh họa album ở London, Anh, 4 tấm bưu thiếp chân dung Lâm Y Thần và quà tặng) và Bản thường bìa mềm có giá trị lớn (kèm theo ảnh du lịch full màu đẹp, khung ảnh A Wonderful Journey, sách ảnh với buổi chụp ảnh minh họa album ở London, Anh). Trong đó, Bản bìa cứng kỷ niệm có giới hạn là hàng có sẵn để đặt hàng trước. Lâm Y Thần đã chi hàng chục triệu USD để quảng cáo cho album solo thứ hai này. Cô đã đến London, Anh để chụp hình ảnh mới cho album + bài hát cùng tên Một hành trình tuyệt vời (A Wonderful Journey) này. Bài hát Hoa hồng giấy (Paper Rose) trong album là do Lâm Y Thần tự viết lời (chuyển thể từ câu chuyện cá nhân của cô) và tự trình bày, sau đó Lâm Y Thần đã đưa bài hát này vào làm nhạc phim của phim Nhai giác đích tiểu vương tử/In Case of Love (phim được công chiếu ngày 3 tháng 9 năm 2010).
Ngày 24 tháng 9 năm 2010 công ty Avex Taiwan đã phát hành một ấn bản khác của album A Wonderful Journey với một DVD kèm theo gồm 3 MV ca nhạc (Một hành trình tuyệt vời phiên bản Chuyện tình, Một hành trình tuyệt vời phiên bản Đặc biệt và Anh có em) và 1 bản hậu trường MV bài hát "Anh có em".
Tháng 12 năm 2010, ca khúc "Yêu khi hoa nở" (Fall In Love When Flower Blossoms) của cô trong album Một hành trình tuyệt vời (A Wonderful Journey) được xếp ở vị trí thứ 87 trên Hit Fm Bảng xếp hạng top 100 đĩa đơn hàng năm (Hit Fm Annual Top 100 Singles Chart) của Hit Fm Đài Loan trong năm 2010. Ngoài ra, album A Wonderful Journey của Lâm Y Thần cũng đoạt giải Top 10 giải Giai điệu vàng của Bảng xếp hạng âm nhạc (Music Chart) tại Đài Loan trong tháng 12 năm 2010. Ngày 21 tháng 12 năm 2010, ca khúc "Yêu khi hoa nở" (Fall In Love When Flower Blossoms) của cô trong album Một hành trình tuyệt vời (A Wonderful Journey) tiếp tục được nhận giải Giải thưởng ca khúc được yêu thích và Giải thưởng ca khúc phổ biến tại Bảng xếp hạng phổ biến âm nhạc gốc Sprite (Sprite Original Music Popularity Chart) ở Trung Quốc.

### Diễn viên sân khấu
Đầu tháng 10 năm 2009, Lâm Y Thần qua Hồng Kông tham gia thêm mảng kịch sân khấu. Lâm Y Thần được chọn đóng vai nữ chính An Kỳ trong vở kịch sân khấu đầu tiên của mình, Nam và nữ, chiến tranh và hòa bình (Man and Woman, War and Peace). Đây cũng là vở kịch đầu tiên của nữ diễn viên Hà Vận Thi, người vào vai nữ chính thứ 2 trong vở kịch. Ba bản nháp đầu tiên của vở kịch do Vương Kỷ Nghiêu và Tạ Doanh Huyên soạn thảo, bản thảo thứ tư do ông Lâm Dịch Hoa hoàn thiện, vì Lâm Dịch Hoa có ý định để các diễn viên tham gia tham gia viết kịch bản nên thời gian diễn tập khá eo hẹp. Lâm Dịch Hoa đã sửa lại kịch bản nhiều lần, khiến cho các diễn viên đã không nhận được kịch bản cuối cùng cho đến 3 ngày trước buổi biểu diễn ở Hồng Kông (ngày 10 tháng 11 năm 2009). Lâm Dịch Hoa tiết lộ rằng Lâm Y Thần đã "cau mày" khi nghĩ về nó. Khi bắt đầu diễn tập, Lâm Dịch Hoa thậm chí còn dành ra một ngày để tất cả các diễn viên cùng nhau học "Tiểu Vương Tử", để các diễn viên tự kiểm điểm. Lâm Dịch Hoa cho rằng kịch bản cần cho phép các diễn viên một khoảng thời gian đáng kể để hòa đồng và khám phá, tìm hiểu kinh nghiệm và cảm xúc của họ và đưa chúng vào kịch bản, vì vậy thời gian chắc chắn sẽ eo hẹp. Trên thực tế, hai nữ chính Lâm Y Thần và Hà Vận Thi tham gia vở kịch này đều cảm thấy áp lực chưa từng có. Lâm Y Thần từng tiết lộ rằng kịch bản rất khó bắt đầu, trong khi Hà Vận Thi tiết lộ rằng mình không thể thích nghi với hầu hết các đoạn hội thoại bằng tiếng Quan Thoại. Trong vở kịch, hai nữ chính Hà Vận Thi và Lâm Y Thần có cuộc gặp gỡ đầu tiên vui tươi với Bảo Đại, đoàn kịch đã sắp xếp một huấn luyện viên opera côn khúc để dạy hai người họ tư thế và bước đi. Hà Vận Thi được Lâm Dịch Hoa đánh giá cao, có thể vào vai Giả Bảo Ngọc trong tiểu thuyết Hồng Lâu Mộng. Còn Lâm Y Thần có vẻ không khả quan lắm ở mảng sân khấu kịch này.
Đoàn kịch sân khấu của ông Lâm Dịch Hoa, Hà Vận Thi và Lâm Y Thần có tổng cộng 8 chuyến lưu diễn với vở kịch Nam và nữ, chiến tranh và hòa bình này:
- Từ ngày 13 tháng 11 đến ngày 16 tháng 11 năm 2009, Lâm Y Thần cùng đoàn kịch sân khấu biểu diễn tại Nhà hát Kwai Tsing ở Hồng Kông. Từ đó cô luôn xuất hiện trên sân khấu kịch với vai An Kỳ.
- Từ ngày 12 tháng 12 đến ngày 13 tháng 12 năm 2009, Lâm Y Thần cùng đoàn kịch sân khấu biểu diễn tại Nhà hát Poly Thâm Quyến, Trung Quốc.
- Từ ngày 17 tháng 12 đến ngày 18 tháng 12 năm 2009, Lâm Y Thần cùng đoàn kịch sân khấu biểu diễn tại Trung tâm nghệ thuật Trịnh Châu Hà Nam, Trung Quốc.
- Từ ngày 23 tháng 12 đến ngày 26 tháng 12 năm 2009, Lâm Y Thần cùng đoàn kịch sân khấu biểu diễn tại Nhà hát đa khoa Bắc Kinh, Trung Quốc.
- Từ ngày 29 tháng 12 đến ngày 31 tháng 12 năm 2009, Lâm Y Thần cùng đoàn kịch sân khấu biểu diễn tại Trung tâm Nghệ thuật Phương Đông Thượng Hải, Trung Quốc.
- Từ ngày 4 tháng 1 đến ngày 5 tháng 1 năm 2010, Lâm Y Thần cùng đoàn kịch sân khấu biểu diễn tại Nhà hát lớn Thường Châu, Trung Quốc.
- Từ ngày 9 tháng 1 đến ngày 10 tháng 1 năm 2010, Lâm Y Thần cùng đoàn kịch sân khấu biểu diễn tại Nhà hát lớn Ôn Châu, Trung Quốc.
- Từ ngày 19 tháng 2 đến ngày 20 tháng 2 năm 2010, Lâm Y Thần cùng đoàn kịch sân khấu biểu diễn tại Cụm nhà hát Esplanade ở Singapore.

Sau buổi lưu diễn vào ngày 20 tháng 2 năm 2010, cô mới dừng việc đóng vai nữ chính An Kỳ này.

## Đời sống cá nhân
Lâm Y Thần từng tiết lộ rằng, cô từng có bạn trai trong thời gian học đại học. Sau khi chia tay với người bạn trai này, cô còn có thêm một vài mối quan hệ tình cảm khác nhưng những người này đều để lại cho cô những kỷ niệm buồn.
Em trai Lâm Duy Thánh của cô thì kết hôn trước cô và đã có con vào năm 2009. Khi đó Lâm Duy Thánh đã là chủ của một nhà hàng mang tên The Villa Herds Restaurant tại Đài Bắc, Đài Loan. Từ khi Lâm Y Thần trở thành ca sĩ, Lâm Duy Thánh luôn mang các món ăn do chính cậu nấu đến cho cô ăn.
Ngày 27 tháng 8 năm 2010 Lâm Y Thần tuyên bố đang hẹn hò với doanh nhân Trịnh Gia Nghiêu và sang tháng 7 năm 2011 Lâm Y Thần tuyên bố dừng đóng phim để dành thời gian cho bạn trai cùng gia đình cô. Nhưng đến tháng 11 năm 2011 Lâm Y Thần tuyên bố đã chia tay Trịnh Gia Nghiêu.
Sang tháng 8 năm 2012 Lâm Y Thần tuyên bố với truyền thông đang hẹn hò với doanh nhân Lâm Vu Siêu (Charles Lin), người có tuổi tác tương đương với Lâm Y Thần. Họ đã quen biết nhau hơn 10 năm (từ hồi còn học cấp 3 vào năm 2000) nhưng cả hai chỉ mới chính thức hẹn hò nhau từ tháng 1 năm 2012 sau khi cùng làm phụ dâu và phụ rể cho đám cưới người em họ của Lâm Y Thần (Lâm Vu Siêu là bạn cùng trường cấp ba với em họ của Lâm Y Thần).
Lâm Y Thần kết hôn với doanh nhân Lâm Vu Siêu (Charles Lin) vào ngày 24 tháng 12 năm 2014.

## Âm nhạc

### Studio albums
| Năm  | Tên tiếng Anh | Tên gốc tiếng Hoa                | Ngày phát hành | Công ty âm nhạc phát hành | Các ca khúc trong album |
| ---- | --- | -------------------------------- | -------------- | ------------------------- | --- |
| 2007 | Lộ Ni Á chiến ký Adventure of Lunia | 路尼亞戰記                       | 19/11/2007     |                           | Tiết mục 1. Lộ Ni Á chiến ký/路尼亞戰記 |
| 2009 | Hạnh phúc ngộ kiến Blissful Encounter (còn có tên khác là Happy Encounter) Bản thường                                                                                       | 幸福遇見                         | 10/7/2009      | Avex Taiwan               | Tiết mục 1. Lệ quang vũ/淚光雨 (Mưa nước mắt) 2. Huỳnh hỏa trùng/螢火蟲 (Con đom đóm) 3. Come to Me (Đến với tôi) 4. Y kháo/依靠 (Dựa vào) 5. Nễ đích vị đạo/你的味道 (Khẩu vị của bạn) 6. Tiếp cận vô hạn đích lam/接近無限的藍 (Tiếp cận với màu lam vô hạn) 7. Ác tác kịch/惡作劇 (Trò đùa tinh nghịch) 8. Điềm mật hoa viên/甜蜜花園 (Khu vườn ngọt ngào) 9. Miến bao đích tư vị/麵包的滋味 (Hương vị bánh mì) 10. Ái/愛 (Yêu) |
| 2009 | Hạnh phúc ngộ kiến Blissful Encounter (còn có tên khác là Happy Encounter) Bản CD+DVD                                                                                       | 幸福遇見 CD+DVD                  | 21/8/2009      | Avex Taiwan               | Tiết mục 1. Lệ quang vũ/淚光雨 (Mưa nước mắt) (CD) 2. Huỳnh hỏa trùng/螢火蟲 (Con đom đóm) (CD) 3. Come to Me (Đến với tôi) (CD) 4. Y kháo/依靠 (Dựa vào) (CD) 5. Nễ đích vị đạo/你的味道 (Khẩu vị của bạn) (CD) 6. Tiếp cận vô hạn đích lam/接近無限的藍 (Tiếp cận với màu lam vô hạn) (CD) 7. Ác tác kịch/惡作劇 (Trò đùa tinh nghịch) (CD) 8. Điềm mật hoa viên/甜蜜花園 (Khu vườn ngọt ngào) (CD) 9. Miến bao đích tư vị/麵包的滋味 (Hương vị bánh mì) (CD) 10. Ái/愛 (Yêu) (CD) 11. Ác tác kịch/惡作劇/장난치기 (Trò đùa tinh nghịch) - bản MV ca nhạc bằng tiếng Hàn (DVD) 12. Điềm mật hoa viên/甜蜜花園 (Khu vườn ngọt ngào) - bản có MV ca nhạc (DVD) 13. Huỳnh hỏa trùng/螢火蟲 (Con đom đóm) - bản MV ca nhạc (DVD) 14. Huỳnh hỏa trùng/螢火蟲 (Con đom đóm) - bản MV ca nhạc Chuyện mùa hè mở rộng (DVD) |
| 2010 | Mỹ hảo đích lữ hành (Hạn lượng kỷ niệm tinh trang bản) A Wonderful Journey (Limited Commemorate Edition) Bản bìa cứng kỷ niệm có giới hạn + sách ảnh, bưu thiếp và quà tặng | 美好的旅行 限量紀念精裝版        | 21/8/2010      | Avex Taiwan               | Tiết mục 1. Hoa nhất khai tựu tương ái ba/花一開就相愛吧 (Yêu khi hoa nở) 2. Nễ hữu ngã/你有我 (Anh có em) 3. Chỉ mân côi/紙玫瑰 (Hoa hồng giấy) 4. Mỹ hảo đích lữ hành/美好的旅行 (Một hành trình tuyệt vời) 5. Bách triệt quần đích hạ thiên/百褶裙的夏天 (Váy xếp ly mùa hè) 6. Tạ tạ nễ/謝謝你 (Cảm ơn anh) 7. Hốt nhiên giá nhất miểu/忽然這一秒 (Một giây đột ngột) 8. Thùy kiểm đáo ngã đích mộng/誰撿到我的夢 (Ai nhặt được giấc mơ của em) 9. Thiên sứ kinh qua thân biên/天使經過身邊 (Những thiên thần đi ngang qua) 10. Thủ hộ tinh/守護星 (Ngôi sao bảo vệ) |
| 2010 | Mỹ hảo đích lữ hành (Siêu trị bình trang bản) A Wonderful Journey (Normal Edition) Bản thường bìa mềm có giá trị lớn + sách ảnh                                             | 美好的旅行 超值平裝版            | 21/8/2010      | Avex Taiwan               | Tiết mục 1. Hoa nhất khai tựu tương ái ba/花一開就相愛吧 (Yêu khi hoa nở) 2. Nễ hữu ngã/你有我 (Anh có em) 3. Chỉ mân côi/紙玫瑰 (Hoa hồng giấy) 4. Mỹ hảo đích lữ hành/美好的旅行 (Một hành trình tuyệt vời) 5. Bách triệt quần đích hạ thiên/百褶裙的夏天 (Váy xếp ly mùa hè) 6. Tạ tạ nễ/謝謝你 (Cảm ơn anh) 7. Hốt nhiên giá nhất miểu/忽然這一秒 (Một giây đột ngột) 8. Thùy kiểm đáo ngã đích mộng/誰撿到我的夢 (Ai nhặt được giấc mơ của em) 9. Thiên sứ kinh qua thân biên/天使經過身邊 (Những thiên thần đi ngang qua) 10. Thủ hộ tinh/守護星 (Ngôi sao bảo vệ) |
| 2010 | Mỹ hảo đích lữ hành (Mỹ hảo lữ trình phần hưởng bàn CD+DVD) A Wonderful Journey (Travellog Edition CD+DVD) Bản đĩa CD+DVD chia sẻ hành trình tuyệt vời                      | 美好的旅行 美好旅程分享盤 CD+DVD | 24/9/2010      | Avex Taiwan               | Tiết mục 1. Hoa nhất khai tựu tương ái ba/花一開就相愛吧 (Yêu khi hoa nở) (CD) 2. Nễ hữu ngã/你有我 (Anh có em) (CD) 3. Chỉ mân côi/紙玫瑰 (Hoa hồng giấy) (CD) 4. Mỹ hảo đích lữ hành/美好的旅行 (Một hành trình tuyệt vời) (CD) 5. Bách triệt quần đích hạ thiên/百褶裙的夏天 (Váy xếp ly mùa hè) (CD) 6. Tạ tạ nễ/謝謝你 (Cảm ơn anh) (CD) 7. Hốt nhiên giá nhất miểu/忽然這一秒 (Một giây đột ngột) (CD) 8. Thùy kiểm đáo ngã đích mộng/誰撿到我的夢 (Ai nhặt được giấc mơ của em) (CD) 9. Thiên sứ kinh qua thân biên/天使經過身邊 (Những thiên thần đi ngang qua) (CD) 10. Thủ hộ tinh/守護星 (Ngôi sao bảo vệ) (CD) 11. Mỹ hảo đích lữ hành/美好的旅行 (Một hành trình tuyệt vời) - bản MV ca nhạc Chuyện tình (DVD) 12. Mỹ hảo đích lữ hành/美好的旅行 (Một hành trình tuyệt vời) - bản MV ca nhạc Đặc biệt (DVD) 13. Nễ hữu ngã/你有我 (Anh có em) - bản MV ca nhạc (DVD) 14. Nễ hữu ngã/你有我 (Anh có em) - bản hậu trường MV ca nhạc (DVD) |

### Những bài hát singles
| Năm  | Tên bài hát                                                                         | Tên bài hát gốc tiếng Hoa | Ghi chú |
| ---- | ----------------------------------------------------------------------------------- | ------------------------- | --- |
| 2003 | Những cô gái Kung Fu                                                                | 空手道少女組              | Nhạc phim Những cô gái Kung Fu (2003) (Lâm Y Thần - 林依晨, Tôn Lệ Đình - 孙丽婷, Hoàng Tương Di - 黄湘怡, An Dĩ Hiên - 安以轩 và Viên Vịnh Nghi - 袁咏仪 trình bày) |
| 2004 | Cha Cha                                                                             |                           | Nhạc phim Khu vườn bí mật 2 (2004) |
| 2004 | Cô đơn Bắc bán cầu/Lonely Northern Hemispher                                        | 孤單北半球                | Nhạc phim Hiệp ước tình yêu (2004) |
| 2005 | Quy Đồ/The Way Home                                                                 | 歸途                      | Nhạc phim Hàn Quốc April Snow 2005 (bản tiếng Hoa) (2005) (Lâm Y Thần tự viết lời bát hát tiếng Hoa dựa trên bài tiếng Hàn và trình bày) |
| 2005 | Ác tác kịch (Trò Đùa Tinh Nghịch)/Practical Joke                                    | 惡作劇                    | Nhạc phim Thơ Ngây 1 (2005 - 2006) (Lâm Y Thần trình bày bài hát này trong các chương trình đặc biệt của bộ phim, các buổi quảng bá cho bộ phim và trong album Hạnh phúc ngộ kiến 2009) |
| 2006 | Phi nễ mạc thuộc (Không phải anh thì không có ai)                                   | 非你莫屬                  | Nhạc phim Nàng Juliet phương Đông (2006) |
| 2007 | Thiên sứ đích sí bảng/Angel Wings                                                   | 天使的翅膀                | Bài hát dành tặng cho Hứa Vỹ Luân được sáng tác đặc biệt bởi em trai Hứa Vỹ Luân là Hứa Chí Vỹ và các bạn của cô ấy là Lâm Y Thần, Trịnh Nguyên Sướng, Dương Thừa Lâm, Hạ Quân Tường, Vương Tâm Lăng, Hoàng Gia Thiên, Hoắc Kiến Hoa, Trần Vũ Phàm (Trần Diệc Phi), Lâm Vi Quân, Thi Dịch Nam, Phạm Dật Thần, Dương Cẩn Hoa, Phẩm Quán, Huỳnh Hồng Thăng, Bạch Cát Thăng... |
| 2007 | Lộ Ni Á chiến ký chủ đề khúc/Adventure of Lunia                                     | 路尼亞戰記主題曲          | Nhạc tiếng Trung của game điện tử Lunia: Record of Lunia War |
| 2007 | Anh/You (phiên bản guitar)                                                          | 你                        | Nhạc phim Thơ Ngây 2 (2007 - 2008) |
| 2007 | Anh/You (phiên bản string)                                                          | 你                        | Nhạc phim Thơ Ngây 2 (2007 - 2008) |
| 2008 | Như quả thị nễ (Nếu như đó là anh)/If it is you                                     | 如果是你                  | Album solo đầu tiên 如果是你 của Alex (thành viên nhóm nhạc 艾力克斯 của Hàn Quốc) (Lâm Y Thần dịch lời tiếng Hoa cho bát hát dựa trên bài tiếng Hàn và trình bày, viết một đoạn hướng dẫn ngắn) |
| 2008 | Miến bao đích tư vị (Hương vị bánh mì)/The Taste of Bread                           | 麵包的滋味                | Nhạc phim Ổ bánh mì tình yêu (2008 - 2009) |
| 2009 | Điềm mật hoa viên (Khu vườn ngọt ngào)/Sweet Garden                                 | 甜蜜花園                  | Trong album Hạnh phúc ngộ kiến (Blissful Encounter, còn có tên khác là Happy Encounter) (Lâm Y Thần tự viết lời cho bài hát này) |
| 2009 | Huỳnh hỏa trùng (Con đom đóm)/Firefly                                               | 螢火蟲                    | Trong album Hạnh phúc ngộ kiến (Blissful Encounter, còn có tên khác là Happy Encounter) |
| 2009 | Lệ quang vũ (Mưa nước mắt)/Tears in the Rain                                        | 淚光雨                    | Trong album Hạnh phúc ngộ kiến (Blissful Encounter, còn có tên khác là Happy Encounter) |
| 2009 | Đến với tôi/Come to Me                                                              |                           | Trong album Hạnh phúc ngộ kiến (Blissful Encounter, còn có tên khác là Happy Encounter) Nhạc phim hoạt hình ăn khách của Pháp và Ý Mia and the Migoo 2008 (bản tiếng Hoa) |
| 2009 | Y kháo (Dựa vào)/Rely On (hoặc Depend On)                                           | 依靠                      | Trong album Hạnh phúc ngộ kiến (Blissful Encounter, còn có tên khác là Happy Encounter) |
| 2009 | Nễ đích vị đạo (Khẩu vị của bạn)/Your Flavor                                        | 你的味道                  | Trong album Hạnh phúc ngộ kiến (Blissful Encounter, còn có tên khác là Happy Encounter) |
| 2009 | Tiếp cận vô hạn đích lam (Tiếp cận với màu lam vô hạn)/Closer to the Unlimited Blue | 接近無限的藍              | Trong album Hạnh phúc ngộ kiến (Blissful Encounter, còn có tên khác là Happy Encounter) |
| 2009 | Ái (Yêu)/Love                                                                       | 愛                        | Trong album Hạnh phúc ngộ kiến (Blissful Encounter, còn có tên khác là Happy Encounter) |
| 2009 | Ác tác kịch (Trò Đùa Tinh Nghịch)/Practical Joke                                    | 惡作劇 장난치기           | Bản MV ca nhạc bằng tiếng Hàn (DVD) trong album Hạnh phúc ngộ kiến (Blissful Encounter, còn có tên khác là Happy Encounter) (Lâm Y Thần tự viết lời cho bài hát này) |
| 2010 | Thủ hộ tinh (Ngôi sao bảo vệ)/Guardian Star                                         | 守護星                    | Nhạc tiếng Trung của game điện tử Prius Online và là bài hát trong album Mỹ hảo đích lữ hành (A Wonderful Journey 2010) |
| 2010 | Hoa nhất khai tựu tương ái ba (Yêu khi hoa nở)/Fall In Love When Flower Blossoms    | 花一開就相愛吧            | Nhạc chủ đề của video quảng cáo KOS 丰靡美姬CF và là bài hát trong album Mỹ hảo đích lữ hành (A Wonderful Journey) |
| 2010 | Nễ hữu ngã (Anh có em)/You Have Me                                                  | 你有我                    | Trong album Mỹ hảo đích lữ hành (A Wonderful Journey) |
| 2010 | Chỉ mân côi (Hoa hồng giấy)/Paper Rose                                              | 紙玫瑰                    | Nhạc phim Đài Loan Nhai giác đích tiểu vương tử 2010 (In Case of Love 2010) và là bài hát trong album Mỹ hảo đích lữ hành (A Wonderful Journey) |
| 2010 | Mỹ hảo đích lữ hành (Một hành trình tuyệt vời)/A Wonderful Journey                  | 美好的旅行                | Trong album Mỹ hảo đích lữ hành (A Wonderful Journey) |
| 2010 | Bách triệt quần đích hạ thiên (Váy xếp ly mùa hè)/Pleated Skirt Summer              | 百褶裙的夏天              | Trong album Mỹ hảo đích lữ hành (A Wonderful Journey) |
| 2010 | Tạ tạ nễ (Cảm ơn anh)/Thank You                                                     | 謝謝你                    | Trong album Mỹ hảo đích lữ hành (A Wonderful Journey) |
| 2010 | Hốt nhiên giá nhất miểu (Một giây đột ngột)/You Have Me                             | 忽然這一秒                | Trong album Mỹ hảo đích lữ hành (A Wonderful Journey) |
| 2010 | Thùy kiểm đáo ngã đích mộng (Ai nhặt được giấc mơ của em)/Who Picked Up My Dream    | 誰撿到我的夢              | Trong album Mỹ hảo đích lữ hành (A Wonderful Journey) |
| 2010 | Thiên sứ kinh qua thân biên (Những thiên thần đi ngang qua)/Angels Around After     | 天使經過身邊              | Trong album Mỹ hảo đích lữ hành (A Wonderful Journey) |
| 2011 | Đôi cánh                                                                            | 翅膀                      | Nhạc phim Có lẽ anh sẽ không yêu em (2011) |

### Các buổi hòa nhạc lớn
Các buổi hòa nhạc lớn của Lâm Y Thần:
| Ngày diễn ra              | Tên của buổi hòa nhạc                                                                                     | Địa điểm                                                                                                 |
| Ngày 15 tháng 8 năm 2009  | Buổi hòa nhạc Tuổi trẻ tỏa sáng trái tim bất khả chiến bại của KissRadio KissRadio 青春無敵心光閃耀演唱會 | Quảng trường Ga Công viên Trung tâm MRT Cao Hùng (Lối ra 1) tại Đài Loan 高雄捷運中央公園站廣場(1號出口) |
| Ngày 16 tháng 10 năm 2010 | Buổi hòa nhạc Hội nghị thượng đỉnh âm nhạc Châu Á Asia Music Summit演唱會                                 | Stella Bal của Shinagawa (Nhật Bản) 品川的Stella Bal                                                     |
| Ngày 7 tháng 1 năm 2012   | Giải thưởng giải trí siêu sao đỏ và trắng 超級巨星紅白藝能大賞                                            | Nhà thi đấu Đài Bắc, Đài Loan 台北小巨蛋                                                                 |
| Ngày 21 tháng 12 năm 2012 | Buổi hòa nhạc Giáng sinh "Fengdu men's uno" 《風度men's uno》聖誕演唱會                                   | Không gian Ngũ Khõa Tùng M ở Bắc Kinh, Trung Quốc 北京五棵松M空间                                        |
| Ngày 26 tháng 1 năm 2013  | Giải thưởng giải trí siêu sao đỏ và trắng 超級巨星紅白藝能大賞                                            | Nhà thi đấu Đài Bắc, Đài Loan 台北小巨蛋                                                                 |

## Sân khấu kịch
| Thời gian đi lưu diễn                                | Tên vở kịch                                                                            | Vai        | Bạn diễn                    |
| ---------------------------------------------------- | -------------------------------------------------------------------------------------- | ---------- | --------------------------- |
| Từ 13 tháng 11 năm 2009 đến ngày 20 tháng 2 năm 2010 | Nam và nữ, chiến tranh và hòa bình Man and Woman, War and Peace 男人與女人之戰爭與和平 | An Kỳ 安琪 | Hà Vận Thi Vương Diệu Khánh |

## MV đã tham gia
| Năm  | Tên ca khúc trong MV                                                                 | Trình bày bởi | Ghi chú                                                                                           |
| ---- | ------------------------------------------------------------------------------------ | --- | ------------------------------------------------------------------------------------------------- |
| 2001 | Believe - 相信                                                                       | May day - 五月天 | Lâm Y Thần ghép đôi với một diễn viên nam phụ                                                     |
| 2001 | Lonely Flight - 寂寞飛行                                                             | Maggie Chiang - 江美琪 | Lâm Y Thần ghép đôi với một diễn viên nam phụ                                                     |
| 2001 | Nunchuks - 雙截棍                                                                    | Jay Chow 周杰倫 | Lâm Y Thần ghép đôi với Châu Kiệt Luân                                                            |
| 2001 | Paper Flight - 紙飛機                                                                | Sandy Lam - 林憶蓮 | Lâm Y Thần ghép đôi với một diễn viên nam phụ                                                     |
| 2002 | MAKE A WISH                                                                          | Vic Chou - 周渝民 | Lâm Y Thần ghép đôi với Châu Du Dân                                                               |
| 2002 | Love Guardian 鎮守愛情                                                               | Power Station - 動力火車 | Lâm Y Thần ghép đôi với Vưu Thâu Hưng (Một thành viên của Power Station - 動力火車)               |
| 2002 | Angel                                                                                | David Tao - 陶吉吉 |                                                                                                   |
| 2003 | Friends 名扬四海 - Rainbow                                                           | Vưu Thâu Hưng 尤秋興 của Power Station 動力火車 | Lâm Y Thần ghép đôi với Trần Tử Cường                                                             |
| 2003 | She's having my baby                                                                 | Tension | Lâm Y Thần ghép đôi với Lý Hàm Chi - Andy Lee (Một thành viên của Tension)                        |
| 2004 | Secret Garden II 我的秘密花園 II - 單純的臉孔                                        | Zhang Jian | Lâm Y Thần ghép đôi với Trương Thiên Lâm                                                          |
| 2004 | Cha Cha (Secret Garden II OST - 我的秘密花園 II 電視原聲帶)                          | Lâm Y Thần - 林依晨 Dương Cẩn Hoa - 杨谨华 Lương Hựu Lâm - 梁又琳 Lâm Lập Văn - 林立雯 Trương Thiên Lâm - 张天霖 Lý Nhạc - 李岳 | Lâm Y Thần ghép đôi với Trương Thiên Lâm                                                          |
| 2004 | Cô đơn Bắc bán cầu/Love Contract 愛情合約原聲帶-孤單北半球                           | Lâm Y Thần - 林依晨 | Lâm Y Thần ghép đôi với Hạ Quân Tường                                                             |
| 2004 | Love Contract 愛情合約原聲帶-中間                                                    | Fish Leong - 梁静茹 | Lâm Y Thần ghép đôi với Hạ Quân Tường                                                             |
| 2004 | Love Contract 愛情合約原聲帶 - Shinning                                              | 丸子 | Lâm Y Thần ghép đôi với Hạ Quân Tường                                                             |
| 2004 | Love Contract 愛情合約原聲帶 - 失去                                                  | A-Yue 張震嶽 | Lâm Y Thần ghép đôi với Hạ Quân Tường                                                             |
| 2004 | Love Contract 愛情合約原聲帶 - 關於我們之間的事                                      | A-Yue 張震嶽 | Lâm Y Thần ghép đôi với Hạ Quân Tường                                                             |
| 2004 | Love Contract 愛情合約原聲帶 - 中間（鋼琴版）                                        | 潘協慶 | Lâm Y Thần ghép đôi với Hạ Quân Tường                                                             |
| 2004 | Cô đơn Bắc bán cầu - 孤單北半球                                                      | Lâm Y Thần - 林依晨 | Lâm Y Thần ghép đôi với Hạ Quân Tường                                                             |
| 2004 | Waiting for You - 字幕歌词 (Love Contract MV)                                        | Anson Hu - 胡彦斌 | Nội dung MV dựa vào nội dung bộ phim Hiệp ước tình yêu 2004 Lâm Y Thần ghép đôi với Hạ Quân Tường |
| 2004 | 白月光                                                                               | Jeff Chang - 张信哲 | Lâm Y Thần lồng tiếng Hàn cho cô bé trong MV                                                      |
| 2005 | It Started with a Kiss 惡作劇之吻 - Say you love me                                  | Vương Thức Hiện 王威登 & 温岚 | Lâm Y Thần ghép đôi với Trịnh Nguyên Sướng                                                        |
| 2005 | It Started with a Kiss 惡作劇之吻 - Meet 遇到                                        | Phương Nhã Hiền - 方雅賢 | Lâm Y Thần ghép đôi với Trịnh Nguyên Sướng                                                        |
| 2005 | It Started with a Kiss 惡作劇之吻 - Come A Little Closer 靠近一點點                  | Lương Tâm Di = 梁心頤 | Lâm Y Thần ghép đôi với Trịnh Nguyên Sướng                                                        |
| 2005 | It Started with a Kiss 惡作劇之吻 - Can We 能不能                                    | Vương Thức Hiện 王威登 & Lady Wen 溫嵐 | Lâm Y Thần ghép đôi với Trịnh Nguyên Sướng                                                        |
| 2005 | It Started with a Kiss 惡作劇之吻 - The Whole World Could Hear 全世界的人都知道      | Vương Du Quân - 王俞勻 | Lâm Y Thần ghép đôi với Trịnh Nguyên Sướng                                                        |
| 2005 | It Started with a Kiss 惡作劇之吻 - Regret 後悔                                      | Hà Thư Vũ - 何書宇 | Lâm Y Thần ghép đôi với Trịnh Nguyên Sướng                                                        |
| 2005 | It Started with a Kiss 惡作劇之吻 - 惡作劇                                           | Vương Lam Nhân - 王藍茵 | Lâm Y Thần ghép đôi với Trịnh Nguyên Sướng                                                        |
| 2005 | Born in A Troubled Time - 亂世浮生                                                   | May day - 五月天 | Lâm Y Thần ghép đôi với Quái Thú (Một thành viên của May day - 五月天)                            |
| 2005 | Ác tác kịch (Trò Đùa Tinh Nghịch) - 惡作劇                                           | Vương Lam Nhân - 王藍茵 | Lâm Y Thần ghép đôi với Trịnh Nguyên Sướng                                                        |
| 2006 | The Little Fairy 天外飛仙 - 一眼萬年                                                 | S.H.E | Lâm Y Thần ghép đôi với Hồ Ca                                                                     |
| 2006 | The Little Fairy 天外飛仙 - 千年淚                                                   | Tank | Lâm Y Thần ghép đôi với Hồ Ca                                                                     |
| 2006 | The Little Fairy 天外飛仙 - 天亮以後                                                 | Hồ Ca - 胡歌 | Lâm Y Thần ghép đôi với Hồ Ca                                                                     |
| 2006 | The Little Fairy 天外飛仙 - 古靈精怪                                                 | 吳艾倫 & 林靜 | Lâm Y Thần ghép đôi với Hồ Ca                                                                     |
| 2006 | The Little Fairy 天外飛仙 - 月光                                                     | Hồ Ca - 胡歌 | Lâm Y Thần ghép đôi với Hồ Ca                                                                     |
| 2006 | The Little Fairy 天外飛仙 - 棋只                                                     | | Lâm Y Thần ghép đôi với Hồ Ca                                                                     |
| 2006 | Tokyo Juliet 东方茱丽叶 - 逆風                                                       | Garden Sister - 花園精靈 | Lâm Y Thần ghép đôi với Ngô Tôn                                                                   |
| 2006 | Tokyo Juliet 东方茱丽叶 - Phi nễ mạc thuộc (Không phải anh thì không có ai) 非你莫屬 | Lâm Y Thần - 林依晨 | Lâm Y Thần ghép đôi với Ngô Tôn                                                                   |
| 2006 | Good friend - 好朋友                                                                 | Alan Luo - 羅志祥 | Lâm Y Thần ghép đôi với La Chí Tường                                                              |
| 2007 | Angel Wings - 天使的翅膀 (Được xuất bản trong buổi Hứa Vỹ Luân 2007 Light Concert)   | Hứa Chí Vỹ - 许志玮 Lâm Y Thần - 林依晨 Trịnh Nguyên Sướng - 郑元畅 Dương Thừa Lâm - 杨丞琳 Hạ Quân Tường - 贺军翔 Vương Tâm Lăng - 王心凌 Hoàng Gia Thiên - 黄嘉千 Hoắc Kiến Hoa - 霍建华 Trần Vũ Phàm (Trần Diệc Phi) - 陈宇凡 Lâm Vi Quân - 林韦君 Thi Dịch Nam - 施易男 Phạm Dật Thần - 范逸臣 Dương Cẩn Hoa - 杨谨华 Phẩm Quán - 品冠 Huỳnh Hồng Thăng - 黃鴻升 Bạch Cát Thăng - 白吉胜 Và những người khác | Tưởng nhớ nữ ca sĩ diễn viên Hứa Vỹ Luân của Đài Loan                                             |
| 2007 | Adventure of Lunia - 路尼亞戰記                                                      | Lâm Y Thần - 林依晨 | Nhạc nền cho game Lunia: Record of Lunia War của Nhật Bản                                         |
| 2007 | They Kiss Again 惡作劇2吻 - 幸福合作社                                               | Mavis Fan - 范曉萱 | Lâm Y Thần ghép đôi với Trịnh Nguyên Sướng                                                        |
| 2007 | They Kiss Again 惡作劇2吻 - 你                                                       | Lâm Y Thần - 林依晨 | Lâm Y Thần ghép đôi với Trịnh Nguyên Sướng                                                        |
| 2008 | Beating Heart 跳动的心                                                               | Justin Lo - 側田 | Lâm Y Thần ghép đôi với Trịnh Nguyên Sướng                                                        |
| 2008 | Love or Bread 我的億萬麵包 - 歐兜水                                                  | Hoàng Văn Tinh - 黃文星 | Lâm Y Thần ghép đôi với Trịnh Nguyên Sướng                                                        |
| 2009 | Sweet Garden (short version) 甜蜜花園 (短版)                                         | Lâm Y Thần - 林依晨 | Lâm Y Thần ghép đôi với Hứa Hào Ân                                                                |
| 2009 | Sweet Garden (full version) 甜蜜花園 (完整版)                                        | Lâm Y Thần - 林依晨 | Lâm Y Thần ghép đôi với Hứa Hào Ân                                                                |
| 2009 | Firefly (short version) 螢火蟲 (短版)                                                | Lâm Y Thần - 林依晨 | Lâm Y Thần ghép đôi với Siwon và ghép đôi với Lee Donghae                                         |
| 2009 | Firefly 螢火蟲                                                                       | Lâm Y Thần - 林依晨 | Lâm Y Thần ghép đôi với Siwon và ghép đôi với Lee Donghae                                         |
| 2009 | Firefly Summer Story 螢火蟲 Summer Story Bản Chuyện mùa hè mở rộng                   | Lâm Y Thần - 林依晨 | Lâm Y Thần ghép đôi với Siwon và ghép đôi với Lee Donghae                                         |
| 2009 | Come to Me (120 seconds) Come to Me (120秒)                                          | Lâm Y Thần - 林依晨 | Nhạc phim hoạt hình ăn khách của Pháp và Ý Mia and the Migoo 2008 (bản tiếng Hoa)                 |
| 2009 | Come to Me                                                                           | Lâm Y Thần - 林依晨 | Nhạc phim hoạt hình ăn khách của Pháp và Ý Mia and the Migoo 2008 (bản tiếng Hoa)                 |
| 2009 | Rely On (or Depend On) 依靠                                                          | Lâm Y Thần - 林依晨 | Lâm Y Thần ghép đôi với Hứa Hào Ân                                                                |
| 2009 | Practical Joke 惡作劇 장난치기 (bản tiếng Hàn)                                       | Lâm Y Thần - 林依晨 | Lâm Y Thần ghép đôi với Lee Donghae và ghép đôi với Siwon                                         |
| 2009 | Closer to the Unlimited Blue 接近無限的藍                                            | Lâm Y Thần - 林依晨 | Lâm Y Thần ghép đôi với Hứa Hào Ân                                                                |
| 2009 | Unwilling to Give Up-Cold 不死心-冷色絲心版                                          | Trịnh Nguyên Sướng - 鄭元暢 | Lâm Y Thần ghép đôi với Trịnh Nguyên Sướng                                                        |
| 2009 | Unwilling to Give Up-Warm 不死心-暖色絲心版                                          | Trịnh Nguyên Sướng - 鄭元暢 | Lâm Y Thần ghép đôi với Trịnh Nguyên Sướng                                                        |
| 2010 | Prius Online Guardian Star 守護星                                                    | Lâm Y Thần - 林依晨 |                                                                                                   |
| 2010 | Fall In Love When Flower Blossoms 花一開就相愛吧                                     | Lâm Y Thần - 林依晨 |                                                                                                   |
| 2010 | A Wonderful Journey 美好的旅行                                                       | Lâm Y Thần - 林依晨 | Lâm Y Thần ghép đôi với một diễn viên nam phụ người Anh                                           |
| 2010 | A Wonderful Journey Music Special 美好的旅行音樂特典                                 | Lâm Y Thần - 林依晨 | Lâm Y Thần ghép đôi với một diễn viên nam phụ người Anh                                           |
| 2010 | Guardian Star 守護星                                                                 | Lâm Y Thần - 林依晨 |                                                                                                   |
| 2010 | You Have Me 你有我                                                                   | Lâm Y Thần - 林依晨 | Lâm Y Thần ghép đôi với một diễn viên nam phụ                                                     |
| 2010 | Pleated Skirt Summer 百褶裙的夏天                                                    | Lâm Y Thần - 林依晨 |                                                                                                   |
| 2010 | Paper Rose 紙玫瑰                                                                    | Lâm Y Thần - 林依晨 |                                                                                                   |

## Phim

### Phim truyền hình
| Năm phát sóng        | Tựa đề | Vai | Bạn diễn |
| -------------------- | --- | --- | --- |
| 1990                 | Dục hỏa phượng hoàng 浴火凤凰 Fire Phoenix | Diễn viên đóng thế cho các vai Mai Cơ và Mai Ngâm Sương (hai vai do Phan Nghinh Tử đóng chính) khi biến thành con phim phượng hoàng bị bốc cháy | |
| 2002                 | 18 Tuế đích ước định (Hẹn ước tuổi 18) 18岁的约定 True Love 18                                                                                         | Hạ Hiếu Đồng | Thi Dịch Nam Tăng Sơn Dụ Kỷ                                                                                              |
| 2002                 | Tử sắc giác lạc 紫色角落 Purple Corner | Stacy | |
| 2003                 | Danh dương tứ hải 名扬四海 Friends | Tiểu Yến Như (Yến Như lúc còn đi học) | Trần Tử Cường |
| 2003                 | Ngã đích bí mật hoa viên (Khu vườn bí mật) 我的秘密花园 Secret Garden                                                                                  | Phạm Tiểu Mẫn | Trương Thiên Lâm |
| 2003                 | Thất niên cấp sinh (Học sinh lớp 7) 七年级生 Seventh Grade                                                                                             | Ngô Nhã Lê | Cố Hãn Quân Trần Đức Liệt                                                                                                |
| 2004                 | Ngã đích bí mật hoa viên II (Khu vườn bí mật II) 我的秘密花园 II Secret Garden II                                                                      | Phạm Tiểu Mẫn | Trương Thiên Lâm Trần Vũ Phàm (Trần Diệc Phi)                                                                            |
| 2004                 | Ái tình hiệp ước (Hiệp ước tình yêu) 爱情合约 Love Contract                                                                                            | Thành Hiểu Phong/Tiểu Phong | Hạ Quân Tường Bắc Thôn Phong Tình Lâm Dật Hoành Trương Duệ Gia                                                           |
| Cuối 2005 - Dầu 2006 | Ác tác kịch chi vẫn (Thơ Ngây) 恶作剧之吻 It Started with a Kiss                                                                                       | Viên Tương Cầm | Trịnh Nguyên Sướng Uông Đông Thành Thiệu Tường                                                                           |
| 2006                 | Thiên ngoại phi tiên 天外飛仙 The Little Fairy/Fairy From Wonderland/Seven of the Sky                                                                  | Thất công chúa/Long Quang Bưu/Ngọc Tiểu Thất | Hồ Ca TAE Châu Đức Hoa                                                                                                   |
| 2006                 | Đông phương Thù Lệ Diệp (Nàng Juliet phương Đông) 东方茱丽叶 Tokyo Juliet                                                                              | Lâm Lai Tuệ/Stephanie Lin | Ngô Tôn Trương Duệ Gia Đường Trị Bình Ngô Quân Cường Huỳnh Hồng Thăng                                                    |
| Cuối 2007 - Đầu 2008 | Ác tác kịch 2 vẫn (Thơ ngây 2) 恶作剧2吻 They Kiss Again                                                                                               | Viên Tương Cầm/Giang Viên Tương Cầm/Giang thái thái Hoàng Thu Cúc                                                                               | Trịnh Nguyên Sướng Uông Đông Thành Đường Tùng Thánh Tu Kiệt Khải Tăng Thiếu Tông Chu Đức Cương Vương Tử (Khưu Thăng Dực) |
| 2008                 | Xạ điêu anh hùng truyện (Anh hùng xạ điêu 2008) 射雕英雄传 Legend of the Condor Heroes                                                                 | Hoàng Dung | Hồ Ca Lý Giải |
| Cuối 2008 - Đầu 2009 | Ngã đích ức vạn miến bao (Ổ bánh mì tình yêu) 我的亿万面包 (Phiên bản tại Trung Quốc mang tên là Ngã đích ái tình miến bao 我的爱情面包) Love or Bread | Tăng Thiện Mỹ/Đóa Lôi Mị (Đô Rê Mi) Người vợ đã khuất của Trần Vạn Tài (có gương mặt giống Tăng Thiện Mỹ)                                       | Ngô Kiến Phi Triệu Thuấn Trương Duệ Gia Trịnh Nguyên Sướng                                                               |
| 2011                 | Ngã khả năng bất hội ái nễ (Có lẽ anh sẽ không yêu em) 我可能不會愛你 In time with you                                                                 | Trình Hựu Thanh | Trần Bách Lâm |
| 2013                 | Lan Lăng Vương | Dương Tuyết Vũ | Phùng Thiệu Phong Trần Hiểu Đông                                                                                         |
| 2018                 | Lão nam hài (tên phim chiếu ở Việt Nam: Già gân và mỹ nhân)                                                                                            | Lâm Tiểu Âu | Lưu Diệp |
| 2018                 | Tiểu nữ Hoa Bất Khí | Hoa Bất Khí | Trương Bân Bân |
| 2024                 | Chúng ta không đủ lương thiện 不够善良的我们 Imperfect Us                                                                                              | Giản Khánh Phân | Hạ Quân Tường |

### Phim điện ảnh
| Năm công chiếu | Tựa đề                                                                      | Vai diễn                                                            | Bạn diễn                           |
| -------------- | --------------------------------------------------------------------------- | ------------------------------------------------------------------- | ---------------------------------- |
| 2003           | Không Thủ Đạo thiếu nữ tổ (Những cô gái Kung Fu) 空手道少女組 Kung Fu Girls | Diệp Lệ Châu/Juliet - Châu Lệ Diệp                                  | Vạn Hoằng Kiệt                     |
| 2004           | Phi dược tình hải 飞跃情海 Love Me, If You Can                              | Lâm Tiểu Anh                                                        | Vương Dục Nhã (Alice Wang)         |
| 2004           | Phi dược tình hải chi Phù sinh nhược mộng 飞跃情海之浮生若夢 Free As Love   | Lâm Tiểu Anh                                                        | Vương Dục Nhã (Alice Wang)         |
| 2005           | Herbie: Fully Loaded 金龟车贺比                                             | Lồng tiếng Hoa cho vai nữ chính Margaret "Maggie" Peyton trong phim |                                    |
| 2011           | Ức thế giới đại mạo hiểm 憶世界大冒險 Memory Loss                           | Lồng tiếng cho vai nữ chính Tiểu Tháp trong phim                    |                                    |
| 2011           | Luyến ái khủng hoảng chứng (Tương tư) 戀愛恐慌症 Love Sick                  | Lương Nhược Tình                                                    | Trần Bách Lâm                      |
| 2013           | Tình yêu trong trái tim tôi                                                 | Trình Hựu Thanh                                                     | Trần Bách Lâm                      |
| 2014           | Điềm mật sát khí                                                            | Cao Y Bình                                                          | Tô Hữu Bằng                        |
| 2014           | Tình địch của tôi là siêu nhân                                              | Tâm Tâm                                                             | Kha Chấn Đông, Cổ Thiên Lạc        |
| 2014           | Dive In Love: 2014                                                          | Jiang Ai                                                            | Kha Chấn Đông, Trần Bách Lâm       |
| 2015           | Nhật ký tìm chồng của Đỗ Lạp Lạp                                            | Đỗ La La                                                            | Châu Du Dân, Trần Bách Lâm         |
| 2015           | 234 lần nói yêu em Another Women                                            | Giản Bái Huân                                                       | Tần Hạo, Giản Hồng Lâm             |
| 2016           | Đản nam My Egg Boy                                                          | Zeng Mei Bao                                                        | Phượng Tiểu Nhạc                   |
| 2017           | Gia tộc thần bí The Mysterious Family                                       | Miao Miao                                                           | Khương Võ, Huệ Anh Hồng, Trần Hiểu |
| 2020           | Hắc xì A Choo                                                               | Hsin Hsin                                                           | Kha Chấn Đông, Vương Đại Lục       |
| 2023           | Huyền Thiên Thượng Đế trên Nóc Xe 车顶上的玄天上帝 Be With Me               | Phù Nguyệt                                                          | Châu Du Dân, Nguyễn Kinh Thiên     |

### Phim ngắn đặc biệt
Phim được trình chiếu tại Lễ trao giải Kim Mã lần thứ 45 vào ngày 6 tháng 12 năm 2008.
| Năm trình chiếu | Tựa đề                                                                                           | Vai diễn   | Bạn diễn       |
| --------------- | ------------------------------------------------------------------------------------------------ | ---------- | -------------- |
| 2008            | Đài Loan nhân đích điện ảnh mộng (Giấc mơ điện ảnh Đài Loan) 台灣人的電影夢 Taiwan's movie dream | Lâm Y Thần | Trương Duệ Gia |

### Vi phim (Microfilm)
| Năm phát sóng | Xuất bản                                | Tựa đề                                                                                  | Vai diễn            | Tính chất | Thể loại                 |
| ------------- | --------------------------------------- | --------------------------------------------------------------------------------------- | ------------------- | --------- | ------------------------ |
| 2010          | LoveLife                                |                                                                                         | Phát ngôn viên      | Từ thiện  | Phim ngắn                |
| 2011          | NetEase Microfilm 網易微電影            | Tam cá nguyện vọng (Ba điều ước) 三個願望                                               | Mộng trung mỹ nữ    |           | Phim ngắn                |
| 2012          | Quần áo Lativ Lativ 服飾                | Giáo viên dạy thế 代課老師                                                              | Lão sư (giáo viên)  |           | Phim ngắn                |
| 2012          | B'in Music                              | Nặc Á Phương Châu phiên bản ngày mai "Cuộc sống thứ hai" 諾亞方舟明日重生版「第二人生」 | Video buổi hòa nhạc |           |                          |
| 2013          | Dầu gội PANTENE 潘婷洗髮乳              | Dare to Dream                                                                           | Đạo diễn            |           | Phim tài liệu, phim ngắn |
| 2013          | Tổng cục Du lịch Singapore 新加坡旅遊局 | Tùng tâm phát hiện ái (Khám phá tình yêu từ trái tim) 從心發現愛                        | Trình Hựu Thanh     |           | Phim ngắn                |
| 2014          | Khả ái đa 可愛多                        | Giá nhất khắc, ái ba (Vào lúc này, tình yêu) 這一刻，愛吧                               | Giang Ngải          |           | Phim ngắn                |
| 2014          | Công ty Crocs Crocs 卡駱馳              | 春·FUN享舒悅 夏·FUN享惊艳 秋·FUN享炫彩 冬·FUN享暖心                                     |                     |           | Phim ngắn                |
| 2014          | Hồng Kông Disneyland 香港迪士尼         | Hạnh phúc đích nguyên điểm (Nguồn gốc của hạnh phúc) 幸福的原點                         |                     |           | Phim ngắn                |

## Chương trình truyền hình
| Năm phát sóng | Ngày tháng phát sóng    | Tên chương trình truyền hình | Quốc gia, lãnh thổ sản xuất | Nội dung chương trình |
| ------------- | ----------------------- | --- | --------------------------- | --- |
| 2002          | 12/2/2002               | Guess 我猜我猜我猜猜猜 | Đài Loan                    | Cùng Ngô Tông Hiến dẫn chương trình |
| 2002          | 2002                    | Cửa hàng băng đĩa Nguyên Khí 元气唱片行 | Đài Loan                    | Lâm Y Thần dẫn chương trình |
| 2002          | 2002                    | Guess 我猜我猜我猜猜猜 | Đài Loan                    | Cùng Ngô Tông Hiến, Thi Dịch Nam, nhóm nhạc Đài Loan S.H.E quảng bá cho bộ phim Hẹn ước tuổi 18 2002 |
| 2002          | 4/2002 - 12/2002        | Câu chuyện thời trang Tokyo 東京流行物語 | Đài Loan                    | Lâm Y Thần dẫn chương trình |
| 2002          | 31/8/2002               | Guess 我猜我猜我猜猜猜 | Đài Loan                    | Cùng Ngô Tông Hiến, Dương Thừa Lâm, Thái Nghi Trân dẫn chương trình |
| 2002          | 26/10/2002              | Guess 我猜我猜我猜猜猜 | Đài Loan                    | Cùng Ngô Tông Hiến, Dương Thừa Lâm tham gia chương trình |
| 2003          | 12/1/2003               | 周日八點黨 (食字路口) | Đài Loan                    | Cùng Ngô Tông Hiến, Trương Thiên Lâm, Lương Hựu Lâm quảng bá cho bộ phim Khu vườn bí mật 1 2003 |
| 2003          | 15/2/2003               | Entertainment Big Brother 綜藝大哥大 | Đài Loan                    | Cùng Trương Thiên Lâm, Lương Hựu Lâm quảng bá cho bộ phim Khu vườn bí mật 1 2003 |
| 2003          | 22/2/2003               | Guess 我猜我猜我猜猜猜 | Đài Loan                    | Cùng Ngô Tông Hiến, Trương Thiên Lâm, Dương Thừa Lâm, Lương Hựu Lâm quảng bá cho bộ phim Khu vườn bí mật 1 2003 |
| 2003          | 5/2003                  | 周日八點黨 (食字路口) | Đài Loan                    | Cùng Ngô Tông Hiến dẫn chương trình |
| 2003          | 7/2003                  | Chương trình Behind the Scene của bộ phim Khu vườn bí mật 1 2003                                                                                              | Đài Loan                    | Cùng Trương Thiên Lâm, Dương Cẩn Hoa, Lương Hựu Lâm quảng bá cho bộ phim Khu vườn bí mật 1 2003 |
| 2003          | 17/7/2003               | 娛樂新聞 | Đài Loan                    | Cùng Trịnh Nguyên Sướng, Cố Hãn Quân, Trần Đức Liệt quảng bá cho bộ phim Học sinh lớp 7 2003 |
| 2003          | 8/2003                  | 开运鉴定团 | Đài Loan                    | Cùng Trương Thiên Lâm quảng bá cho bộ phim Khu vườn bí mật 1 2003 |
| 2003          | 8/2003                  | Chương trình Behind the Scene của bộ phim Học sinh lớp 7 2003                                                                                                 | Đài Loan                    | Cùng Cố Hãn Quân, Lại Trí Vĩ, Hạ Quân Tường, Lâm Dật Hoành, Trương Duệ Gia, Trần Đức Liệt, Lâm Lập Văn, Chung Hân Du giới thiệu bộ phim Học sinh lớp 7 2003 sắp ra mắt khán giả |
| 2003          | 29/8/2003               | 小女人下午茶 | Đài Loan                    | Quảng bá cho các bộ phim Học sinh lớp 7 2003, Khu vườn bí mật 1 2003 và Hẹn ước tuổi 18 2002 |
| 2003          | 31/8/2003               | Happy Sunday | Đài Loan                    | Cùng Hạ Quân Tường, Trịnh Nguyên Sướng, Lâm Dật Hoành quảng bá cho bộ phim Học sinh lớp 7 2003 |
| 2003          | 8/9/2003 - 15/9/2003    | 娛樂新聞 | Đài Loan                    | Cùng Trịnh Nguyên Sướng quảng bá cho bộ phim Học sinh lớp 7 2003 |
| 2003          | 9/2003                  | Entertainment Big Brother 綜藝大哥大 | Đài Loan                    | Cùng Cố Hãn Quân, Lại Trí Vĩ quảng bá cho bộ phim Học sinh lớp 7 2003 |
| 2003          | 21/9/2003               | 周末八点档-食字路口 | Đài Loan                    | Cùng Ngô Tông Hiến, Chung Hân Du quảng bá cho bộ phim Học sinh lớp 7 2003 |
| 2003          | 10/2003                 | 東京流行物語 | Đài Loan                    | |
| 2003          | 2003                    | AIUEO | Đài Loan                    | Cùng Hạ Quân Tường quảng bá cho bộ phim Học sinh lớp 7 2003 |
| 2003          | 30/10/2003              | 娛樂新聞 | Đài Loan                    | Cùng Hạ Quân Tường, Dương Cẩn Hoa, Trương Thiên Lâm, Thi Dịch Nam, Cố Hãn Quân, Lương Hựu Lâm, nhóm nhạc Tension quảng bá cho các bộ phim Hẹn ước tuổi 18 2002, Khu vườn bí mật 1 2003 và Học sinh lớp 7 2003 |
| 2003          | 11/12/2003              | Hong Kong show | Hồng Kông                   | Cùng Ngô Quân Như quảng bá cho các phim Phi dược tình hải và bộ phim Khu vườn bí mật 2 2004 |
| 2003          | 13/12/2003              | Lễ trao giải Kim Mã lần 40 | Đài Loan                    | Cùng Vương Dục Nhã (Alice Wang), Trương Duệ Gia quảng bá cho phim Phi dược tình hải. Lâm Y Thần được đề cử cho giải Nữ diễn viên chính xuất sắc nhất (hạng mục phim điện ảnh) trong phim Phi dược tình hải |
| 2004          | 25/1/2004               | 周末八点档-食字路口 | Đài Loan                    | Cùng Ngô Tông Hiến quảng bá cho các bộ phim Học sinh lớp 7 2003 và Khu vườn bí mật 1 2003 |
| 2004          | 4/2004                  | Buổi quảng bá cho bộ phim Khu vườn bí mật 2 2004 tại Đài GTV của Đài Loan                                                                                     | Đài Loan                    | Cùng Trương Thiên Lâm, Lương Hựu Lâm, Dương Cẩn Hoa, Lý Nhạc, Lâm Lập Văn quảng bá cho bộ phim Khu vườn bí mật 2 2004 |
| 2004          | 4/2004                  | 娛樂新聞 | Đài Loan                    | Cùng Hạ Quân Tường quảng bá cho bộ phim Khu vườn bí mật 2 2004 và giới thiệu bộ phim Hiệp ước tình yêu 2004 sắp ra mắt khán giả |
| 2004          | 5/2004                  | 周末八点档-食字路口 | Đài Loan                    | Cùng Ngô Tông Hiến, Trương Thiên Lâm, Dương Cẩn Hoa quảng bá cho các bộ phim Khu vườn bí mật 1 2003 và Khu vườn bí mật 2 2004 |
| 2004          | 6/2004                  | Chương trình Behind the Scenes của bộ phim Love Contract | Đài Loan                    | Cùng Hạ Quân Tường, Quách Phi Lệ, Trương Duệ Gia, Lâm Dật Hoành, Lại Trí Vĩ, Chung Hân Du, Dương Bội Đình, Dịch Triết Lý, Bắc Thôn Phong Tình, Kim Cang giới thiệu bộ phim Hiệp ước tình yêu 2004 sắp ra mắt khán giả |
| 2004          | 28/6/2004               | The One (Fei Chang Ren Wu) | Đài Loan                    | Cùng Hạ Quân Tường, Trương Duệ Gia, Lâm Dật Hoành, Lại Trí Vĩ, Chung Hân Du giới thiệu bộ phim Hiệp ước tình yêu 2004 sắp ra mắt khán giả |
| 2004          | 7/2004                  | Top Girl catwalk | Đài Loan                    | Cùng Lâm Lập Văn |
| 2004          | 7/2004                  | Buổi quảng cáo dây chuyền Jcode trên truyền hình của Đài Loan                                                                                                 | Đài Loan                    | Cùng Quách Phẩm Siêu quảng cáo dây chuyền Jcode trên truyền hình |
| 2004          | 5/7/2004                | 娱乐百分百 | Đài Loan                    | Cùng Từ Hy Viên, Từ Hy Đệ, Hạ Quân Tường, Trương Duệ Gia quảng bá cho các bộ phim Học sinh lớp 7 2003, Hẹn ước tuổi 18 2002 và Hiệp ước tình yêu 2004 |
| 2004          | 7/2004                  | The One (Fei Chang Ren Wu) | Đài Loan                    | Cùng Hạ Quân Tường quảng bá cho bộ phim Hiệp ước tình yêu 2004 |
| 2004          | 11/7/2004               | Happy Sunday | Đài Loan                    | Cùng Trương Duệ Gia, Dương Cẩn Hoa, Dương Hựu Lâm, Chung Hân Du, Lâm Duy Thánh quảng bá cho các bộ phim Hiệp ước tình yêu 2004, Hẹn ước tuổi 18 2002, Khu vườn bí mật 1 2003, Khu vườn bí mật 2 2004 và phim Phi dược tình hải |
| 2004          | 7/2004                  | Sinh nhật lần 2 của AIUEO | Đài Loan                    | Cùng Lâm Dật Hoành quảng bá cho bộ phim Hiệp ước tình yêu 2004 |
| 2004          | 18/7/2004               | 食字路口 台北 | Đài Loan                    | Cùng Ngô Tông Hiến, Hứa Vỹ Luân, Hạ Quân Tường, Trương Duệ Gia, Chung Hân Du quảng bá cho bộ phim Hiệp ước tình yêu 2004, Khu vườn bí mật 1 2003 và Khu vườn bí mật 2 2004 |
| 2004          | 20/7/2004               | Khang Hy đến rồi 康熙來了 | Đài Loan                    | Cùng Thái Khang Vĩnh, Từ Hy Đệ, Hạ Quân Tường quảng bá cho các phim Những cô gái Kung Fu 2003, Phi dược tình hải, các bộ phim Học sinh lớp 7 2003, Hiệp ước tình yêu 2004 |
| 2004          | 27/7/2004               | The One (Fei Chang Ren Wu) | Đài Loan                    | Cùng Hạ Quân Tường, Lâm Dật Hoành, Lại Trí Vĩ quảng bá cho bộ phim Hiệp ước tình yêu 2004 |
| 2004          | 2/8/2004                | Happy Sunday | Đài Loan                    | Cùng Hứa Chí Vỹ, Hứa Vỹ Luân, Dương Thừa Lâm, Trịnh Nguyên Sướng dẫn chương trình |
| 2004          | 8/2004                  | 娛樂新聞 | Đài Loan                    | Cùng Hạ Quân Tường, Chung Hân Du quảng bá cho bộ phim Hiệp ước tình yêu 2004 |
| 2004          | 22/8/2004               | Happy Sunday | Đài Loan                    | Cùng Trịnh Nguyên Sướng, Hứa Vỹ Luân, Dương Thừa Lâm, Trần Đức Liệt quảng bá cho bộ phim Hẹn ước tuổi 18 2002 |
| 2004          | 8/2004                  | Chương trình Behind the Scenes của MV Cô đơn bắc bán cầu (2004)                                                                                               | Đài Loan                    | Cùng Hạ Quân Tường giới thiệu MV Cô đơn bắc bán cầu (2004) sắp ra mắt. |
| 2004          | 9/2004                  | Chương trình Behind the Scenes của MV Waiting for you (2004)                                                                                                  | Đài Loan                    | Cùng Hạ Quân Tường, Anson Hu giới thiệu MV Waiting for you (2004) sắp ra mắt |
| 2004          | 1/10/2004               | Sinh nhật TVBS | Đài Loan                    | Cùng Hạ Quân Tường, Lâm Dật Hoành, Trương Duệ Gia, Lại Trí Vĩ, Dương Bội Đình, Kim Cang, Chung Hân Du quảng bá cho các bộ phim Học sinh lớp 7 2003, Hiệp ước tình yêu 2004 |
| 2004          | 3/10/2004               | Happy Sunday | Đài Loan                    | Cùng Hạ Quân Tường, Cố Hãn Quân, Lại Trí Vĩ, Kim Cang quảng bá cho các bộ phim Học sinh lớp 7 2003, Hiệp ước tình yêu 2004 |
| 2004          | 1/11/2004               | Entertainment News - One Day Tour | Đài Loan                    | Cùng Hạ Quân Tường quảng bá cho bộ phim Hiệp ước tình yêu 2004 |
| 2004          | 4/12/2004               | Lễ trao giải Kim Mã lần 41 | Đài Loan                    | Cùng Thái Khang Vĩnh, Lâm Chí Linh, Dương Hựu Ninh quảng bá cho bộ phim Hiệp ước tình yêu 2004. Lâm Y Thần cùng Dương Hựu Ninh trao giải Phim tài liệu hay nhất cho phim Nam phương Úc Hải Dương kỷ sự (南方澳海洋纪事) của nhà sản xuất Lý Hương Tú |
| 2004          | 31/12/2004              | CTV Countdown Show | Đài Loan                    | Cùng Lâm Lập Văn quảng bá cho các bộ phim Hiệp ước tình yêu 2004, Khu vườn bí mật 2 2004 |
| 2004          | 31/12/2004 - 1/1/2005   | TVBS Countdown Show | Đài Loan                    | Cùng Hạ Quân Tường quảng bá cho bộ phim Hiệp ước tình yêu 2004 |
| 2005          | 30/3/2005               | Fashion Show | Đài Loan                    | Cùng Hạ Quân Tường quảng bá cho bộ phim Hiệp ước tình yêu 2004, giới thiệu bộ phim Thiên ngoại phi tiên 2006 sắp ra mắt |
| 2005          | 23/8/2005               | Chương trình Behind the scene lồng tiếng Hoa cho phim Hàn Quốc April Snow                                                                                     | Đài Loan                    | Lâm Y Thần tự viết lời bát hát tiếng Hoa The Way Home 歸途 dựa trên bài tiếng Hàn và trình bày |
| 2005          | 8/2005                  | 周末八点档-食字路口 | Đài Loan                    | Cùng Ngô Tông Hiến quảng bá cho các bộ phim Khu vườn bí mật 1 2003 và Khu vườn bí mật 2 2004 |
| 2005          | 9/2005                  | 國光幫幫忙 | Đài Loan                    | Cùng Thỏa Tông Hoa, Lương Hựu Lâm quảng bá cho các bộ phim Phi dược tình hải, Khu vườn bí mật 2 2004, Hiệp ước tình yêu 2004, giới thiệu các bộ phim Thơ Ngây 1 (2005 - 2006), Thiên ngoại phi tiên 2006 sắp ra mắt |
| 2005          | 13/9/2005               | Peach Protein 桃色蛋白质 | Đài Loan                    | Quảng bá cho bộ phim Hẹn ước tuổi 18 2002, Hiệp ước tình yêu 2004 |
| 2005          | 19/9/2005               | Khang Hy đến rồi 康熙來了 | Đài Loan                    | Cùng Thái Khang Vĩnh, Từ Hy Đệ, Dương Thừa Lâm, Lâm Duy Thánh quảng bá cho bộ phim Hiệp ước tình yêu 2004, quảng bá cho sách Ariel's Blog 2005 |
| 2005          | 20/9/2005               | 恋爱百分百 | Đài Loan                    | Cùng Từ Hy Đệ, La Chí Tường, Lâm Duy Thánh quảng bá cho các bộ phim Hẹn ước tuổi 18 2002, Khu vườn bí mật 1 2003, Học sinh lớp 7 2003, Khu vườn bí mật 2 2004, Hiệp ước tình yêu 2004 và giới thiệu bộ phim Thơ Ngây 1 (2005 - 2006) sắp ra mắt khán giả |
| 2005          | 26/9/2005               | Korean Class 我爱黑涩会 | Đài Loan                    | Cùng Trương Duệ Gia quảng bá cho bộ phim Hiệp ước tình yêu 2004 |
| 2005          | 27/9/2005               | Buổi quảng bá cho Mobi Phone | Đài Loan                    | Cùng Trịnh Nguyên Sướng quảng bá cho bộ phim Thơ Ngây 1 (2005 - 2006) |
| 2005          | 29/9/2005               | 娱乐百分百 | Đài Loan                    | Cùng Từ Hy Viên, Từ Hy Đệ, Trịnh Nguyên Sướng, Uông Đông Thành, Hứa Vỹ Ninh quảng bá cho bộ phim Thơ Ngây 1 (2005 - 2006) |
| 2005          | 1/10/2005               | Entertainment Big Brother 綜藝大哥大 | Đài Loan                    | Cùng Trịnh Nguyên Sướng, Dương Thừa Lâm quảng bá cho bộ phim Thơ Ngây 1 (2005 - 2006) |
| 2005          | 15/10/2005              | Guess 我猜我猜我猜猜猜 | Đài Loan                    | Cùng Trịnh Nguyên Sướng, Dương Thừa Lâm, Ngô Tông Hiến, Hứa Vỹ Ninh, Vương Thức Hiện, Lưu Dung Gia quảng bá cho bộ phim Thơ Ngây 1 (2005 - 2006) |
| 2005          | 21/11/2005              | 娛樂新聞 明星爱搞怪 | Đài Loan                    | Cùng Trịnh Nguyên Sướng quảng bá cho bộ phim Thơ Ngây 1 (2005 - 2006), giới thiệu bộ phim Thiên ngoại phi tiên 2006 sắp ra mắt khán giả |
| 2005          | 11/2005                 | Guess 我猜我猜我猜猜猜 | Đài Loan                    | Cùng Dương Thừa Lâm, Ngô Tông Hiến, Tăng Thiếu Tông, Thái Thục Trân quảng bá cho sách Ariel's Blog 2005 |
| 2005          | 1/12/2005               | 女人我最大 | Đài Loan                    | Cùng Lâm Lập Văn quảng bá cho các hãng mỹ phẩm |
| 2005          | 31/12/2005              | Taichung Count Down Show 中視桃園跨年晚會 | Đài Loan                    | Cùng Ngô Tông Hiến, Thỏa Tông Hoa, Tăng Thiếu Tông, Ngô Quân Cường quảng bá cho bộ phim Thơ Ngây 1 (2005 - 2006) |
| 2006          | 1/2006                  | Chương trình Special VJ Tinh Đang Gia | Trung Quốc                  | Cùng Hồ Ca, TAE, Đậu Trí Khổng giới thiệu bộ phim Thiên ngoại phi tiên 2006 sắp ra mắt khán giả, quảng bá cho các bộ phim Hẹn ước tuổi 18 2002, Khu vườn bí mật 1 2003, Khu vườn bí mật 2 2004, Hiệp ước tình yêu 2004 |
| 2006          | 26/1/2006               | Kịch Huyền Mãn Thiên Tinh 剧炫满天星宣传天外飞仙 tại Đài truyền hình của Thượng Hải của Trung Quốc                                                            | Trung Quốc                  | Cùng Vương Dũng, Vạn Đế Ni, Hồ Ca, Từ Cẩm Giang, Lục Đinh Vu quảng bá cho bộ phim Thiên ngoại phi tiên 2006 |
| 2006          | 2/2/2006                | 开运鉴定团 | Đài Loan                    | Quảng bá cho bộ phim Thơ Ngây 1 (2005 - 2006) |
| 2006          | 5/2/2006                | It Started With A Kiss Special show | Đài Loan                    | Cùng Trịnh Nguyên Sướng, Hứa Vỹ Ninh, Vương Thức Hiện, Uông Đông Thành, Chương Bách Hàn, Trương Vĩnh Trinh, Triệu Vịnh Hoa, Đường Tùng Thánh, đạo diễn Cù Hữu Ninh quảng bá cho bộ phim Thơ Ngây 1 (2005 - 2006) |
| 2006          | 25/2/2006               | Power School 志永智勇电力学校 | Đài Loan                    | Cùng Thái Khang Vĩnh, Lâm Chí Linh quảng bá cho các bộ phim Thơ Ngây 1 (2005 - 2006), Thiên ngoại phi tiên 2006, Hiệp ước tình yêu 2004 |
| 2006          | 30/3/2006               | Buổi quảng cáo cho phim hoạt hình Mỹ Ice Age 2 The Metldown tại Đài Loan                                                                                      | Đài Loan                    | |
| 2006          | 1/4/2006                | 東森-明星小時候 | Đài Loan                    | Quảng bá cho bộ phim Thơ Ngây 1 (2005 - 2006) |
| 2006          | 11/4/2006               | Korean Class 我爱黑涩会 | Đài Loan                    | Cùng Ngô Ánh Khiết quảng bá cho các bộ phim Hiệp ước tình yêu 2004, Hẹn ước tuổi 18 2002, Học sinh lớp 7 2003 và Thơ Ngây 1 (2005 - 2006) |
| 2006          | 3/5/2006                | Buổi quảng bá mỹ phẩm Heme trên GTV Đài Loan | Đài Loan                    | Giới thiệu bộ phim Nàng Juliet phương Đông 2006 sắp ra mắt và giới thiệu bộ phim Anh hùng xạ điêu 2008 sắp khai máy |
| 2006          | 5/5/2006 - 7/7/2006     | Nan Shan Love - Ariel Lin's Blog | Đài Loan                    | Lâm Y Thần giải đáp các thắc mắc của khán giả, chia sẻ về quan điểm sống, mẫu người yêu lý tưởng, kể về các mối tình ngày trước của cô |
| 2006          | 9/5/2006                | 國光幫幫忙 | Đài Loan                    | Cùng Thỏa Tông Hoa, Quách Bính Đình, Trương Dục Thần kể những chuyện hồi nhỏ bị ba mẹ đánh đòn, bị giáo viên đánh đòn |
| 2006          | 5/2006                  | Guess 我猜我猜我猜猜猜 | Đài Loan                    | Cùng Ngô Tông Hiến, Dương Thừa Lâm, Đường Trị Bình, Thái Nghi Trân, Trương Duệ Gia, Huỳnh Hồng Thăng quảng bá cho bộ phim Hiệp ước tình yêu 2004, giới thiệu bộ phim Nàng Juliet phương Đông 2006 sắp ra mắt |
| 2006          | 30/5/2006               | Buổi quảng bá bộ phim Thơ Ngây 1 (2005 - 2006) tại Đài truyền hình TVB của Hồng Kông                                                                          | Hồng Kông                   | Cùng Trịnh Nguyên Sướng, Hứa Vỹ Ninh, Uông Đông Thành quảng bá bộ phim Thơ Ngây 1 (2005 - 2006) |
| 2006          | 1/6/2006                | 娛樂百分百 | Đài Loan                    | Cùng Ngô Tôn, Nhậm Đạt Hoa giới thiệu bộ phim Nàng Juliet phương Đông 2006 sắp ra mắt khán giả |
| 2006          | 10/6/2006               | 娱乐百分百-东方茱丽叶粉丝同乐会 | Đài Loan                    | Cùng Ngô Tôn, Nhậm Đạt Hoa. Từ Hy Đệ, La Chí Tường quảng bá các bộ phim Thiên ngoại phi tiên 2006 và Nàng Juliet phương Đông 2006 |
| 2006          | 15/6/2006               | 百善瞎為先 | Đài Loan                    | Cùng Đường Trị Bình quảng bá cho các bộ phim Nàng Juliet phương Đông 2006 và Hiệp ước tình yêu 2004 |
| 2006          | 26/6/2006               | Buổi quảng cáo cho Motorola | Đài Loan                    | Quảng bá cho bộ phim Nàng Juliet phương Đông 2006 và giới thiệu bộ phim Anh hùng xạ điêu 2008 sắp khai máy |
| 2006          | 27/6/2006               | 百善瞎為先 | Đài Loan                    | Cùng Đường Trị Bình, Trương Hạo Minh quảng bá cho các bộ phim Nàng Juliet phương Đông 2006 và Hiệp ước tình yêu 2004 |
| 2006          | 28/6/2006               | Peach Protein 桃色蛋白质 | Đài Loan                    | Quảng bá cho các bộ phim Thơ Ngây 1 (2005 - 2006), Thiên ngoại phi tiên 2006, Nàng Juliet phương Đông 2006 và phim Phi dược tình hải |
| 2006          | 13/11/2006              | Buổi quảng bá sẩn phẩm chăm sóc da Heme | Đài Loan                    | Quảng bá cho các bộ phim Thơ Ngây 1 (2005 - 2006), Thiên ngoại phi tiên 2006, Nàng Juliet phương Đông 2006 và tiết lộ bộ phim Anh hùng xạ điêu 2008 đang tạm ngưng quay do Hồ Ca bị tai nạn giao thông |
| 2006          | 24/11/2006              | Liên hoan phim châu Á-Thái Bình Dương lần thứ 51 | Đài Loan                    | Cùng Trương Duệ Gia, Ngô Tông Hiến quảng bá cho các bộ phim Hẹn ước tuổi 18 2002, Khu vườn bí mật 1 2003, Khu vườn bí mật 2 2004, Hiệp ước tình yêu 2004, Thơ Ngây 1 (2005 - 2006), Nàng Juliet phương Đông 2006 và phim Phi dược tình hải Lâm Y Thần cùng nhóm nhạc Hàn Quốc là DBSK trao giải Best Music cho ca khúc Perhaps Love (如果．愛) trong phim Hồng Kông cùng tên Perhaps Love 2005. |
| 2006          | 16/12/2006              | 罗志祥 SpeShow 电视特辑 | Đài Loan                    | Cùng La Chí Tường quảng bá cho MV Good friend 2006 |
| 2007          | 21/1/2007               | 周末八点档-案发现场 | Đài Loan                    | Cùng Ngô Tông Hiến, Đường Tùng Thánh, Trương Duệ Gia quảng bá cho bộ phim Thơ Ngây 1 (2005 - 2006) |
| 2007          | 29/1/2007 - 6/2/2007    | Hứa Vỹ Luân 2007 Yu Le Xin Wen | Đài Loan                    | Cùng Hứa Chí Vỹ, Trần Vũ Phàm (Trần Diệc Phi), Thi Dịch Nam, Dương Cẩn Hoa, Dương Thừa Lâm, Vương Tâm Lăng, Trịnh Nguyên Sướng, Hạ Quân Tường, Hoàng Gia Thiên, Hoắc Kiến Hoa, Lâm Vi Quân, Phạm Dật Thần, Phẩm Quán, Huỳnh Hồng Thăng, Bạch Cát Thăng, Kim Cang tưởng nhớ nữ ca sĩ diễn viên Hứa Vỹ Luân của Đài Loan và quảng bá cho bộ phim Hẹn ước tuổi 18 2002 mà Hứa Vỹ Luân từng tham gia |
| 2007          | 4/2/2007                | Hứa Vỹ Luân 2007 Wan Quan Yu Le | Đài Loan                    | Cùng Hứa Chí Vỹ, Trần Vũ Phàm (Trần Diệc Phi), Thi Dịch Nam, Dương Cẩn Hoa, Dương Thừa Lâm, Vương Tâm Lăng, Trịnh Nguyên Sướng, Hạ Quân Tường, Hoàng Gia Thiên, Hoắc Kiến Hoa, Lâm Vi Quân, Phạm Dật Thần, Phẩm Quán, Huỳnh Hồng Thăng, Bạch Cát Thăng, Kim Cang tưởng nhớ nữ ca sĩ diễn viên Hứa Vỹ Luân của Đài Loan |
| 2007          | 9/2/2007                | Hứa Vỹ Luân 2007 Light Concert 許瑋倫2007光芒音樂會 | Đài Loan                    | Cùng Hứa Chí Vỹ, Trần Vũ Phàm (Trần Diệc Phi), Thi Dịch Nam, Dương Cẩn Hoa, Dương Thừa Lâm, Vương Tâm Lăng, Trịnh Nguyên Sướng, Hạ Quân Tường, Hoàng Gia Thiên, Hoắc Kiến Hoa, Lâm Vi Quân, Phạm Dật Thần, Phẩm Quán, Huỳnh Hồng Thăng, Bạch Cát Thăng, Kim Cang tưởng nhớ nữ ca sĩ diễn viên Hứa Vỹ Luân của Đài Loan và quảng bá cho bộ phim Hẹn ước tuổi 18 2002 mà Hứa Vỹ Luân từng tham gia |
| 2007          | 5/5/2007                | Buổi tuyên truyền It Started With A Kiss ở Nhật Bản | Nhật Bản                    | Cùng Trịnh Nguyên Sướng, Uông Đông Thành, Cù Hữu Ninh quảng bá cho bộ phim Thơ Ngây 1 (2005 - 2006) |
| 2007          | 5/5/2007                | Tokyo FM Open Studio | Nhật Bản                    | Cùng Trịnh Nguyên Sướng, Uông Đông Thành, Cù Hữu Ninh quảng bá cho bộ phim Thơ Ngây 1 (2005 - 2006) |
| 2007          | 6/5/2007                | Buổi tuyên truyền It Started With A Kiss ở Nhật Bản | Nhật Bản                    | Cùng Trịnh Nguyên Sướng, Uông Đông Thành, Cù Hữu Ninh quảng bá cho bộ phim Thơ Ngây 1 (2005 - 2006) |
| 2007          | 15/5/2007               | Buổi tuyên truyền It Started With A Kiss ở Nhật Bản | Nhật Bản                    | Cùng Trịnh Nguyên Sướng, Uông Đông Thành, Cù Hữu Ninh quảng bá cho bộ phim Thơ Ngây 1 (2005 - 2006) |
| 2007          | 8/7/2007                | Buổi tuyên truyền It Started With A Kiss ở Discovery Park, Hồng Kông                                                                                          | Hồng Kông                   | Cùng Trịnh Nguyên Sướng quảng bá cho bộ phim Thơ Ngây 1 (2005 - 2006) |
| 2007          | 9/7/2007                | Buổi tuyên truyền It Started With A Kiss ở Hồng Kông | Hồng Kông                   | Cùng Trịnh Nguyên Sướng quảng bá cho bộ phim Thơ Ngây 1 (2005 - 2006) |
| 2007          | 13/7/2007               | Buổi tuyên truyền It Started With A Kiss ở Đài TVB8 Hồng Kông                                                                                                 | Hồng Kông                   | Cùng Trịnh Nguyên Sướng quảng bá cho bộ phim Thơ Ngây 1 (2005 - 2006) |
| 2007          | 13/7/2007               | Buổi quảng cáo Function cho Cartoon Network | Đài Loan                    | |
| 2007          | 18/7/2007               | Buổi tuyên truyền It Started With A Kiss ở Hồng Kông | Hồng Kông                   | Cùng Trịnh Nguyên Sướng quảng bá cho bộ phim Thơ Ngây 1 (2005 - 2006) |
| 2007          | 28/7/2007               | Buổi tuyên truyền It Started With A Kiss ở Discovery Park, Hồng Kông                                                                                          | Hồng Kông                   | Cùng Trịnh Nguyên Sướng quảng bá cho bộ phim Thơ Ngây 1 (2005 - 2006) |
| 2007          | 29/7/2007               | Buổi tuyên truyền It Started With A Kiss ở Đài TVB Hồng Kông                                                                                                  | Hồng Kông                   | Cùng Trịnh Nguyên Sướng quảng bá cho bộ phim Thơ Ngây 1 (2005 - 2006) |
| 2007          | 3/8/2007                | Saga Mikan J-Pon CF | Đài Loan, Nhật Bản          | Quảng cáo cho nhãn hiệu quýt Saga Mikan J-Pon của Nhật Bản |
| 2007          | 7/8/2007                | TVB東張西望 | Hồng Kông                   | Cùng Trịnh Nguyên Sướng quảng bá cho bộ phim Thơ Ngây 1 (2005 - 2006) |
| 2007          | 14/8/2007               | 娱乐百分百 | Đài Loan                    | Cùng Trịnh Nguyên Sướng, Huỳnh Hồng Thăng, La Chí Tường quảng bá cho bộ phim Thơ Ngây 2 đang quay |
| 2007          | 11/2007 - 12/2007       | Chương trình Behind the Scenes của Thơ Ngây 2 (2007 - 2008) 惡作劇2吻—幕後場記                                                                                | Đài Loan                    | Cùng Trịnh Nguyên Sướng, Triệu Vịnh Hoa, Trương Vĩnh Chính, Đường Tùng Thánh, Chương Bách Hàn, Cù Tung Dương, Uông Đông Thành, Lưu Dung Gia, Dương Bội Đình, Lâm Gia Dư, Mạnh Cảnh Như, Tu Kiệt Khải, Ngũ Hùng (Thái Nghi Trân), Tăng Thiếu Tông, Đường Vũ Triết, Giang Bội Trân, Thụy Sa (Larisa Bakurova), Ái Sa (Aisa Senda), Cốc Huyễn Thuần, Cù Hữu Ninh, Vương Thức Hiện (Jason Wang), Hứa Vỹ Ninh, Viêm Á Luân, Bì Lê, Khâu Tú Mẫn, Hồ Bội Oánh, Vương Tử (Khưu Thăng Dực) giới thiệu bộ phim Thơ Ngây 2 (2007 - 2008) sắp phát sóng                                                                                  |
| 2007          | 11/2007                 | Chương trình giới thiệu MV Adventure of Lunia 2007 sắp ra mắt                                                                                                 | Đài Loan                    | Giới thiệu MV Adventure of Lunia 2007 sắp ra mắt. |
| 2007          | 9/12/2007               | Chương trình Preview của Thơ Ngây 2 (2007 - 2008) 惡作劇2吻搶先看                                                                                             | Đài Loan                    | Cùng Trịnh Nguyên Sướng, Bạch Hâm Huệ, Triệu Vịnh Hoa, Trương Vĩnh Chính, Đường Tùng Thánh, Chương Bách Hàn, Cù Tung Dương, Uông Đông Thành, Lưu Dung Gia, Dương Bội Đình, Lâm Gia Dư, Mạnh Cảnh Như, Tu Kiệt Khải, Ngũ Hùng (Thái Nghi Trân), Tăng Thiếu Tông, Đường Vũ Triết, Giang Bội Trân, Thụy Sa (Larisa Bakurova), Ái Sa (Aisa Senda), Cốc Huyễn Thuần, Cù Hữu Ninh, Vương Thức Hiện (Jason Wang), Hứa Vỹ Ninh, Viêm Á Luân, Bì Lê, Khâu Tú Mẫn, Hồ Bội Oánh, Vương Tử (Khưu Thăng Dực) tóm tắt bộ phim Thơ Ngây 1 (2005 - 2006) và giới thiệu bộ phim Thơ Ngây 2 (2007 - 2008) sắp phát sóng                        |
| 2007          | 11/12/2007              | Lunia Video Game event | Đài Loan                    | Quảng bá cho MV Adventure of Lunia 2007 và giới thiệu bộ phim Thơ Ngây 2 (2007 - 2008) sắp phát sóng |
| 2007          | 11/12/2007              | 娛樂百分百 | Đài Loan                    | Cùng La Chí Tường, Huỳnh Hồng Thăng, Cù Hữu Ninh giới thiệu bộ phim Thơ Ngây 2 (2007 - 2008) sắp phát sóng |
| 2007          | 12/12/2007              | Buổi giới thiệu bộ phim Anh hùng xạ điêu 2008 射雕英雄传发布会现场                                                                                            | Trung Quốc                  | Cùng Lương Gia Nhân, Hồ Ca, Hoàng Thu Sinh, Viên Hoằng, Triệu Nghị, Lý Giải, Khổng Duy, Quách Lượng, Tạ Na, Lưu Thi Thi, Lý Úc, Vương Toa Toa giới thiệu bộ phim Anh hùng xạ điêu 2008 sắp phát sóng |
| 2008          | 12/1/2008 - 9/3/2008    | 惡作劇2吻 幕后花絮 | Đài Loan                    | Cùng Trịnh Nguyên Sướng, Triệu Vịnh Hoa, Trương Vĩnh Chính, Đường Tùng Thánh, Chương Bách Hàn, Cù Tung Dương, Uông Đông Thành, Lưu Dung Gia, Dương Bội Đình, Lâm Gia Dư, Mạnh Cảnh Như, Tu Kiệt Khải, Ngũ Hùng (Thái Nghi Trân), Tăng Thiếu Tông, Đường Vũ Triết, Giang Bội Trân, Thụy Sa (Larisa Bakurova), Ái Sa (Aisa Senda), Cốc Huyễn Thuần, Cù Hữu Ninh, Vương Thức Hiện (Jason Wang), Hứa Vỹ Ninh, Viêm Á Luân, Bì Lê, Khâu Tú Mẫn, Hồ Bội Oánh, Vương Tử (Khưu Thăng Dực) quảng bá cho bộ phim Thơ Ngây 2 (2007 - 2008)                                                                                              |
| 2008          | 1/2008                  | Chương trình Behind the Scenes của Anh hùng xạ điêu 2008 | Trung Quốc                  | Cùng Hồ Ca, Viên Hoằng, Lưu Thi Thi, Lý Giải, Từ Cẩm Giang, Quách Lượng, Ông Gia Minh, Châu Hải My, Tạ Na, Hứa Thành Nam, Ngũ Vũ Quyên, Ba Âm, Qua Tề, Đàm Kiến Xương, Lý Viễn, Vu Kim Thành, Bách Toàn Bảo giới thiệu bộ phim Anh hùng xạ điêu 2008 sắp phát sóng |
| 2008          | 25/1/2008               | 娛樂百分百 "sportfest" | Đài Loan                    | Cùng La Chí Tường, Huỳnh Hồng Thăng, Trịnh Nguyên Sướng, Ngũ Hùng, Giang Bội Trân, Tăng Thiếu Tông quảng bá cho bộ phim Thơ Ngây 2 (2007 - 2008) |
| 2008          | 1/2/2008                | GTV Party | Đài Loan                    | Cùng Trịnh Nguyên Sướng, Tăng Thiếu Tông, Tu Kiệt Khải quảng bá cho bộ phim Thơ Ngây 2 (2007 - 2008) |
| 2008          | 3/2/2008                | Lautan Indonesia ở Đài truyền hình Indonesia tại Jakarta | Indonesia                   | Cùng Trịnh Nguyên Sướng, Đường Vũ Triết quảng bá cho bộ phim Thơ Ngây 2 (2007 - 2008) |
| 2008          | 4/2/2008                | Buổi tuyên truyền They Kiss Again ở Indonesia | Indonesia                   | Cùng Trịnh Nguyên Sướng, Đường Vũ Triết quảng bá cho bộ phim Thơ Ngây 2 (2007 - 2008) |
| 2008          | 5/2/2008                | They Kiss Again Fun Party | Đài Loan                    | Cùng Tăng Thiếu Tông, Ngũ Hùng, Thụy Sa (Larisa Bakurova) quảng bá cho bộ phim Thơ Ngây 2 (2007 - 2008) |
| 2008          | 6/2/2008                | 娛樂百分百 | Đài Loan                    | Cùng La Chí Tường, Huỳnh Hồng Thăng, Trịnh Nguyên Sướng, Ngũ Hùng, Giang Bội Trân, Tăng Thiếu Tông, Vương Thức Hiện (Jason Wang), Cù Hữu Ninh quảng bá cho bộ phim Thơ Ngây 2 (2007 - 2008) |
| 2008          | 7/2/2008                | They Kiss Again - Year of Rat special 惡作劇2吻 專鼠特輯 | Đài Loan                    | Cùng Trịnh Nguyên Sướng, Triệu Vịnh Hoa, Trương Vĩnh Chính, Đường Tùng Thánh, Chương Bách Hàn, Cù Tung Dương, Uông Đông Thành, Lưu Dung Gia, Dương Bội Đình, Lâm Gia Dư, Mạnh Cảnh Như, Tu Kiệt Khải, Ngũ Hùng (Thái Nghi Trân), Tăng Thiếu Tông, Đường Vũ Triết, Giang Bội Trân, Thụy Sa (Larisa Bakurova), Ái Sa (Aisa Senda), Cốc Huyễn Thuần, Cù Hữu Ninh, Vương Thức Hiện (Jason Wang), Hứa Vỹ Ninh, Viêm Á Luân, Bì Lê, Khâu Tú Mẫn, Hồ Bội Oánh, Vương Tử (Khưu Thăng Dực) quảng bá cho bộ phim Thơ Ngây 1 (2005 - 2006) và Thơ Ngây 2 (2007 - 2008)                                                                  |
| 2008          | 10/2/2008               | Buổi tuyên truyền They Kiss Again ở Đài truyền hình Indonesia                                                                                                 | Indonesia                   | Cùng Trịnh Nguyên Sướng, Đường Vũ Triết quảng bá cho bộ phim Thơ Ngây 2 (2007 - 2008) |
| 2008          | 16/2/2008               | Buổi Họp ký Lễ Tạ ơn tại Hội chợ Sách Quốc tế Đài Bắc 【惡作劇2吻】台北書展活動花絮                                                                           | Đài Loan                    | Cùng Trịnh Nguyên Sướng, Tăng Thiếu Tông, Cù Hữu Ninh quảng bá cho các bộ phim Thơ Ngây 1 (2005 - 2006) và Thơ Ngây 2 (2007 - 2008) |
| 2008          | 20/2/2008               | 娛樂百分百 | Đài Loan                    | Cùng La Chí Tường, Huỳnh Hồng Thăng, Trịnh Nguyên Sướng quảng bá cho bộ phim Thơ Ngây 2 (2007 - 2008) |
| 2008          | 25/2/2008               | 娱乐百分百-大明星的返校日 | Đài Loan                    | Cùng La Chí Tường, Huỳnh Hồng Thăng quảng bá cho các bộ phim Nàng Juliet phương Đông 2006 và Thơ Ngây 2 (2007 - 2008) |
| 2008          | 29/2/2008               | Khang Hy đến rồi 康熙來了 | Đài Loan                    | Cùng Thái Khang Vĩnh, Từ Hy Đệ, Trịnh Nguyên Sướng, Lưu Dung Gia, Hứa Vỹ Ninh, Giang Bội Trân, Tăng Thiếu Tông quảng bá cho các bộ phim Thơ Ngây 1 (2005 - 2006) và Thơ Ngây 2 (2007 - 2008) |
| 2008          | 13/3/2008               | Ariel's Fuu Blog - Photoshoot | Đài Loan                    | Làm người mẫu cho các tạp chí |
| 2008          | 31/3/2008               | 哈囉值日生 | Đài Loan                    | Cùng Tăng Thiếu Tông quảng bá cho bộ phim Thơ Ngây 2 (2007 - 2008) |
| 2008          | 3/4/2008                | Buổi quảng bá cho sách Ariel Lin's New York Bagel Diary 2008                                                                                                  | Đài Loan                    | Cùng Trịnh Nguyên Sướng, Cù Hữu Ninh quảng bá cho sách Ariel Lin's New York Bagel Diary 2008 và quảng bá cho bộ phim Thơ Ngây 2 (2007 - 2008) |
| 2008          | 7/4/2008                | 娱乐百分百-恋爱百分百 | Đài Loan                    | Cùng La Chí Tường, Huỳnh Hồng Thăng, Tăng Thiếu Tông quảng bá cho các bộ phim Thơ Ngây 1 (2005 - 2006), Nàng Juliet phương Đông 2006 và Thơ Ngây 2 (2007 - 2008), quảng bá cho sách Ariel Lin's New York Bagel Diary |
| 2008          | 4/2008                  | Behind the scenes of Kangshifu Jasmine Tea CF Flower Shop | Đài Loan                    | Cùng Châu Du Dân quay quảng cáo Kangshifu Jasmine Tea CF Flower Shop |
| 2008          | 12/4/2008               | 週末薇薇笑-林依晨專訪 | Đài Loan                    | Quảng bá cho các bộ phim Khu vườn bí mật 2 2004, Hiệp ước tình yêu 2004, Thơ Ngây 1 (2005 - 2006) và Thơ Ngây 2 (2007 - 2008), giới thiệu bộ phim Anh hùng xạ điêu 2008 sắp ra mắt, quảng bá cho sách Ariel Lin's New York Bagel Diary |
| 2008          | 15/4/2008               | 我爱黑S会-这样演才能当女主角 | Đài Loan                    | Quảng bá cho các bộ phim Thơ Ngây 1 (2005 - 2006) và Thơ Ngây 2 (2007 - 2008), quảng bá cho sách Ariel Lin's New York Bagel Diary |
| 2008          | 17/4/2008               | 大小爱吃 | Đài Loan                    | Cùng Tăng Thiếu Tông, Từ Hy Viên, Từ Hy Đệ quảng bá cho các bộ phim Khu vườn bí mật 1 2003, Khu vườn bí mật 2 2004, Thơ Ngây 1 (2005 - 2006) và Thơ Ngây 2 (2007 - 2008), giới thiệu bộ phim Anh hùng xạ điêu 2008 sắp ra mắt, quảng bá cho sách Ariel Lin's New York Bagel Diary |
| 2008          | 19/4/2008               | 流行 in HOUSE | Đài Loan                    | Cùng Lưu Dung Gia quảng bá cho sách Ariel Lin's New York Bagel Diary |
| 2008          | 26/4/2008               | Buổi họp báo quảng bá bộ phim Thơ Ngây 2 (2007 - 2008) ở Hàn Quốc                                                                                             | Hàn Quốc                    | Cùng Trịnh Nguyên Sướng, Uông Đông Thành quảng bá cho các bộ phim Thơ Ngây 1 (2005 - 2006) và Thơ Ngây 2 (2007 - 2008) |
| 2008          | 26/4/2008               | They Kiss Again Korea Promotion | Hàn Quốc                    | Cùng Trịnh Nguyên Sướng, Uông Đông Thành quảng bá cho các bộ phim Thơ Ngây 1 (2005 - 2006) và Thơ Ngây 2 (2007 - 2008) |
| 2008          | 26/4/2008               | MTV-愛漂亮 夏日甩肉計劃 | Đài Loan                    | Quảng bá cho bộ phim Thơ Ngây 2 (2007 - 2008), giới thiệu bộ phim Anh hùng xạ điêu 2008 sắp ra mắt, quảng bá cho sách Ariel Lin's New York Bagel Diary |
| 2008          | 28/4/2008               | 女人我最大-运动元素百搭穿衣术 | Đài Loan                    | Cùng Trương Duệ Gia, Tăng Thiếu Tông quảng bá cho sách Ariel Lin's New York Bagel Diary |
| 2008          | 28/4/2008               | 娱乐百分百 | Đài Loan                    | Cùng La Chí Tường, Huỳnh Hồng Thăng, Tăng Thiếu Tông, Đường Vũ Triết quảng bá cho các bộ phim Thơ Ngây 1 (2005 - 2006) và Thơ Ngây 2 (2007 - 2008), quảng bá cho sách Ariel Lin's New York Bagel Diary |
| 2008          | 22/5/2008               | They Kiss Again Japan Promotion | Nhật Bản                    | Cùng Trịnh Nguyên Sướng, Uông Đông Thành quảng bá cho các bộ phim Thơ Ngây 1 (2005 - 2006) và Thơ Ngây 2 (2007 - 2008) |
| 2008          | 26/5/2008               | Marie Claire杂志拍摄花絮 恶作剧女孩 | Đài Loan                    | Quảng bá cho các bộ phim Thơ Ngây 1 (2005 - 2006) và Thơ Ngây 2 (2007 - 2008) |
| 2008          | 7/6/2008                | Guess 我猜我猜我猜猜猜 | Đài Loan                    | Cùng Ngô Tông Hiến, Tăng Thiếu Tông quảng bá cho các bộ phim Thơ Ngây 1 (2005 - 2006) và Thơ Ngây 2 (2007 - 2008), quảng bá cho sách Ariel Lin's New York Bagel Diary |
| 2008          | 13/6/2008               | Chương trình gây quỹ cứu trợ cho các nạn nhân trong trận động đất ở Tứ Xuyên (Trung Quốc) vào ngày 12/5/2008 của kênh TVBS Đài Loan Sichuan Quake Relief TVBS | Đài Loan                    | Cùng Trịnh Nguyên Sướng, Uông Đông Thành, Hứa Vỹ Ninh, Cù Hữu Ninh và các diễn viên Đài Loan gây quỹ cứu trợ cho các nạn nhân trong trận động đất ở Tứ Xuyên (Trung Quốc) vào ngày 12/5/2008 |
| 2008          | 2/7/2008                | TVB-ENews恶作剧世界游 | Hồng Kông                   | Cùng Trịnh Nguyên Sướng, Tăng Thiếu Tông, Đường Vũ Triết quảng bá cho bộ phim Thơ Ngây 2 (2007 - 2008) |
| 2008          | 4/7/2008                | Hong Kong They Kiss Again Promo Bathing The Dogs TVB | Hồng Kông                   | Cùng Trịnh Nguyên Sướng, Tăng Thiếu Tông, Đường Vũ Triết quảng bá cho bộ phim Thơ Ngây 2 (2007 - 2008) |
| 2008          | 4/7/2008                | They Kiss Again Hong Kong Promotion - Entertainment Live | Hồng Kông                   | Cùng Trịnh Nguyên Sướng quảng bá cho bộ phim Thơ Ngây 2 (2007 - 2008) |
| 2008          | 5/7/2008                | Fanandkam | Hồng Kông                   | Cùng Trịnh Nguyên Sướng, Lâm Dật Hoành quảng bá cho các bộ phim Dục hỏa phượng hoàng 1990, Hẹn ước tuổi 18 2002, Hiệp ước tình yêu 2004, Thơ Ngây 1 (2005 - 2006) và Thơ Ngây 2 (2007 - 2008), quảng bá cho sách Ariel Lin's New York Bagel Diary |
| 2008          | 19/7/2008               | 射雕厦门见面会 | Trung Quốc                  | Cùng Hồ Ca, Viên Hoằng, Châu Hải My quảng bá cho bộ phim Anh hùng xạ điêu 2008 |
| 2008          | 25/7/2008               | Ariel FUTUR Cosmetics event | Đài Loan                    | Quảng bá cho mỹ phẩm FUTUR |
| 2008          | 28/7/2008               | 林依晨 - 饰广告精选 | Đài Loan                    | Quảng bá cho bộ phim Thơ Ngây 2 (2007 - 2008) |
| 2008          | 8/2008                  | Chương trình truyền hình trên Đài truyền hình Đài Loan (TTV)                                                                                                  | Đài Loan                    | Quảng bá cho bộ phim Thơ Ngây 2 (2007 - 2008) |
| 2008          | 18/9/2008               | 江苏都市网射雕见面会 | Trung Quốc                  | Cùng Hồ Ca, Viên Hoằng quảng bá cho bộ phim Anh hùng xạ điêu 2008 |
| 2008          | 18/9/2008               | 射雕南京快乐龙卷风 | Trung Quốc                  | Cùng Hồ Ca, Viên Hoằng quảng bá cho các bộ phim Thơ Ngây 1 (2005 - 2006), Thiên ngoại phi tiên 2006 và Anh hùng xạ điêu 2008, giới thiệu bộ phim Ổ bánh mì tình yêu (2008 - 2009) sắp ra mắt |
| 2008          | 21/9/2008               | HBO校園影展 | Đài Loan                    | Quảng cáo các phim của HBO, giới thiệu bộ phim Ổ bánh mì tình yêu (2008 - 2009) sắp ra mắt |
| 2008          | 12/10/2008              | 剧变中国-访问依晨 新版蓉儿特别闪亮 | Trung Quốc                  | Cùng Hồ Ca, Viên Hoằng quảng bá cho bộ phim Anh hùng xạ điêu 2008 |
| 2008          | 18/10/2008              | 2008 Golden Sugarcane Film Festival Promo | Đài Loan                    | Giới thiệu liên hoan phim Golden Sugarcane 2008 sắp khai mạc ở Đài Loan |
| 2008          | 24/10/2008              | 齐鲁电视台-济南射雕英雄传见面会 | Trung Quốc                  | Cùng Hồ Ca, Viên Hoằng, Lưu Thi Thi quảng bá cho phim Phi dược tình hải, các bộ phim Hiệp ước tình yêu 2004, Thiên ngoại phi tiên 2006 và Anh hùng xạ điêu 2008 |
| 2008          | 24/10/2008              | Buổi tuyên truyền cho bộ phim Anh hùng xạ điêu 2008 ở Đài truyền hình Quảng Châu                                                                              | Trung Quốc                  | Cùng Hồ Ca, Viên Hoằng quảng bá cho bộ phim Anh hùng xạ điêu 2008 |
| 2008          | 31/10/2008              | Lễ trao giải Kim Chung lần thứ 43 | Đài Loan                    | Cùng Trịnh Nguyên Sướng, Đường Tùng Thánh quảng bá cho bộ phim Thơ Ngây 2 (2007 - 2008), giới thiệu bộ phim Ổ bánh mì tình yêu (2008 - 2009) sắp ra mắt. Lâm Y Thần cùng Trịnh Nguyên Sướng trao giải Hiệu ứng âm thanh cho Công thị nhân sinh kịch triển (公视人生剧展) - "Khiêu Cách Tử" (跳格子) của Quách Lễ Kỷ, Trần Kiến Kỳ và trao giải Quảng cáo Tiếp thị (Hạng mục Quảng cáo Kênh) cho Quảng cáo chương trình sê-ri "Hi vọng.Ái" (希望.爱) của Đài truyền hình Da Ai Television (大爱电视) Lâm Y Thần đoạt giải Nữ diễn viên chính xuất sắc nhất (hạng mục phim truyền hình) trong bộ phim Thơ Ngây 2 (2007 - 2008) |
| 2008          | 11/2008                 | Buổi truyên truyền Anh hùng xạ điêu 2008 trên Đài truyền hình Trung Quốc                                                                                      | Trung Quốc                  | Cùng Hồ Ca quảng bá cho bộ phim Anh hùng xạ điêu 2008 |
| 2008          | 11/2008                 | Buổi phỏng vấn về Anh hùng xạ điêu 2008 | Trung Quốc                  | Cùng Hồ Ca quảng bá cho bộ phim Anh hùng xạ điêu 2008 |
| 2008          | 11/2008                 | Buổi quảng bá Anh hùng xạ điêu 2008 trên truyền hình | Trung Quốc                  | Cùng Hồ Ca quảng bá cho bộ phim Anh hùng xạ điêu 2008 |
| 2008          | 7/11/2008               | 香港節目訪問依晨介紹台東好玩地方 | Hồng Kông                   | Quảng bá cho sách Ariel Lin's New York Bagel Diary, giới thiệu cảnh đẹp ở Đài Đông thuộc Đài Loan |
| 2008          | 15/11/2008              | Entertainment Big Brother 綜藝大哥大 | Đài Loan                    | Cùng Trịnh Nguyên Sướng, Trương Duệ Gia quảng bá cho các bộ phim Thơ Ngây 2 (2007 - 2008), giới thiệu bộ phim Ổ bánh mì tình yêu (2008 - 2009) sắp ra mắt |
| 2008          | 16/11/2008              | Love or Bread Premiere 我的億萬麵包 - 首映会 | Đài Loan                    | Cùng Trịnh Nguyên Sướng, Trương Duệ Gia giới thiệu bộ phim Ổ bánh mì tình yêu (2008 - 2009) sắp ra mắt |
| 2008          | 16/11/2008              | 沈春華LIFE秀 | Đài Loan                    | Cùng Trịnh Nguyên Sướng, Lâm Duy Thánh quảng bá cho các bộ phim Thơ Ngây 1 (2005 - 2006), Thơ Ngây 2 (2007 - 2008) và Anh hùng xạ điêu 2008 |
| 2008          | 17/11/2008              | Love or Bread Fanmeet 娱乐百分百 -《 我的亿万面包》影友会 | Đài Loan                    | Cùng Trịnh Nguyên Sướng, Trương Duệ Gia, Hoàng Văn Tinh, La Chí Tường, Huỳnh Hồng Thăng quảng bá cho bộ phim Ổ bánh mì tình yêu (2008 - 2009) |
| 2008          | 18/11/2008              | Khang Hy đến rồi 康熙來了 | Đài Loan                    | Cùng Trịnh Nguyên Sướng, Trương Duệ Gia, Thái Khang Vĩnh, Từ Hy Đệ quảng bá cho các bộ phim Thơ Ngây 2 (2007 - 2008) và Ổ bánh mì tình yêu (2008 - 2009) |
| 2008          | 19/11/2008              | 我爱黑涩会-大明星的私密日记 | Đài Loan                    | Cùng Trịnh Nguyên Sướng, Trương Duệ Gia, Ngô Ánh Khiết quảng bá cho các bộ phim Thơ Ngây 1 (2005 - 2006), Thơ Ngây 2 (2007 - 2008) và Ổ bánh mì tình yêu (2008 - 2009) |
| 2008          | 19/11/2008              | Millions Singers 百萬大歌星 -《我的亿万面包》剧组 | Đài Loan                    | Cùng Trịnh Nguyên Sướng, Đường Tùng Thánh, Hoàng Văn Tinh quảng bá cho các bộ phim Thơ Ngây 1 (2005 - 2006), Nàng Juliet phương Đông 2006, Thơ Ngây 2 (2007 - 2008), Anh hùng xạ điêu 2008 và Ổ bánh mì tình yêu (2008 - 2009) |
| 2008          | 11/2008                 | Ai thông minh hơn học sinh lớp 5? (phiên bản Đài Loan) Million Primary School 百萬小學堂                                                                      | Đài Loan                    | Cùng Trịnh Nguyên Sướng quảng bá cho các bộ phim Thơ Ngây 1 (2005 - 2006), Thơ Ngây 2 (2007 - 2008) và Ổ bánh mì tình yêu (2008 - 2009) Lâm Y Thần trả lời đúng 9/10 câu hỏi trong chương trình |
| 2008          | 22/11/2008              | 百分百娱乐王-我的亿万面包剧组 | Đài Loan                    | Cùng Trịnh Nguyên Sướng, Trương Duệ Gia, Hoàng Văn Tinh, La Chí Tường, Huỳnh Hồng Thăng quảng bá cho các bộ phim Hẹn ước tuổi 18 2002, Hiệp ước tình yêu 2004, Thơ Ngây 1 (2005 - 2006), Nàng Juliet phương Đông 2006, Thơ Ngây 2 (2007 - 2008) và Ổ bánh mì tình yêu (2008 - 2009), quảng bá cho MV Good friend - 好朋友 2006 |
| 2008          | 23/11/2008 - 28/12/2008 | Chương trình Behind the Scenes của Ổ bánh mì tình yêu (2008 - 2009) 我的亿万面包精彩幕后花絮                                                                  | Đài Loan                    | Cùng Trịnh Nguyên Sướng, Trương Duệ Gia, Hoàng Văn Tinh quảng bá cho bộ phim Ổ bánh mì tình yêu (2008 - 2009) |
| 2008          | 27/11/2008              | 东风娱乐通-我的亿万面包剧组 | Đài Loan                    | Cùng Trịnh Nguyên Sướng, Trương Duệ Gia, Hoàng Văn Tinh quảng bá cho các bộ phim Thơ Ngây 1 (2005 - 2006), Thơ Ngây 2 (2007 - 2008) và Ổ bánh mì tình yêu (2008 - 2009) |
| 2008          | 6/12/2008               | Lễ trao giải Kim Mã lần thứ 45 | Đài Loan                    | Cùng Trương Duệ Gia, Vương Lực Hoành, Trương Chấn, Từ Hy Viên, Trương Quân Ninh, Trần Bách Lâm, Dương Hựu Ninh tham gia phim ngắn đặc biệt Giấc mơ điện ảnh Đài Loan 2008 tại buổi lễ |
| 2008          | 14/12/2008              | Wrap-Up Party in Ổ bánh mì tình yêu\|Love or Bread Behind the Scenes                                                                                          | Đài Loan                    | Cùng Trịnh Nguyên Sướng, Trương Duệ Gia, Hoàng Văn Tinh quảng bá cho bộ phim Ổ bánh mì tình yêu (2008 - 2009) |
| 2008          | 20/12/2008 - 17/1/2009  | 大明星小跟班-林依晨好可爱全纪录 | Đài Loan                    | Cùng Trịnh Nguyên Sướng, Trương Duệ Gia, Hoàng Văn Tinh quảng bá cho các bộ phim Hẹn ước tuổi 18 2002, Học sinh lớp 7 2003, Thơ Ngây 1 (2005 - 2006) và Ổ bánh mì tình yêu (2008 - 2009), quảng bá cho phim Phi dược tình hải |
| 2008          | 31/12/2008 - 1/1/2009   | Love Taichung 就是愛台中 就是要跨年 | Đài Loan                    | Cùng Trịnh Nguyên Sướng, Hoàng Văn Tinh, La Chí Tường, Huỳnh Hồng Thăng, Đường Vũ Triết, Uông Đông Thành quảng bá cho bộ phim Ổ bánh mì tình yêu (2008 - 2009) |
| 2009          | 1/2009                  | Beijing TV Station - Top Chinese Music 北京電視台－2《音樂風雲榜》                                                                                            | Trung Quốc                  | Cùng Trịnh Nguyên Sướng, La Chí Tường, nhóm nhạc May day, Hạ Quân Tường quảng bá cho các bộ phim Hiệp ước tình yêu 2004, Thơ Ngây 1 (2005 - 2006), Thơ Ngây 2 (2007 - 2008) và Ổ bánh mì tình yêu (2008 - 2009), quảng bá cho các MV Believe - 相信 2001, MV Cô đơn Bắc bán cầu/Love Contract 愛情合約原聲帶-孤單北半球 2004, MV Ác tác kịch (Trò Đùa Tinh Nghịch) - 惡作劇 2005 và MV Good friend - 好朋友 2006 |
| 2009          | 21/1/2009               | Buổi tuyên truyền Anh hùng xạ điêu 2008 ở Trùng Khánh, Trung Quốc 射雕重庆首映礼                                                                              | Trung Quốc                  | Cùng Hồ Ca, Viên Hoằng, Lưu Thi Thi quảng bá cho các bộ phim Hiệp ước tình yêu 2004, Thơ Ngây 1 (2005 - 2006), Thiên ngoại phi tiên 2006, Nàng Juliet phương Đông 2006, Thơ Ngây 2 (2007 - 2008), Anh hùng xạ điêu 2008 và Ổ bánh mì tình yêu (2008 - 2009) |
| 2009          | 22/1/2009               | Ariel Lin Beauty Magazine PhotoShoot | Đài Loan                    | Chụp ảnh cho tạp chí Beauty chi nhánh tại Đài Loan |
| 2009          | 31/1/2009               | Ariel UNO Magazine Interview | Đài Loan                    | Chụp ảnh cho tạp chí UNO chi nhánh tại Đài Loan, quảng bá cho bộ phim Anh hùng xạ điêu 2008 |
| 2009          | 5/2/2009                | 渝乐会客厅-林依晨专访 | Trung Quốc                  | Cùng Hồ Ca quảng bá cho các bộ phim Hẹn ước tuổi 18 2002, Khu vườn bí mật 1 2003, Khu vườn bí mật 2 2004, Hiệp ước tình yêu 2004, Thơ Ngây 1 (2005 - 2006), Thiên ngoại phi tiên 2006, Nàng Juliet phương Đông 2006, Thơ Ngây 2 (2007 - 2008), Anh hùng xạ điêu 2008 và Ổ bánh mì tình yêu (2008 - 2009) |
| 2009          | 8/2/2009                | 鄭元暢林依晨 金鷹訪談 浪漫之旅 | Trung Quốc                  | Cùng Trịnh Nguyên Sướng quảng bá cho các bộ phim Thơ Ngây 1 (2005 - 2006), Thiên ngoại phi tiên 2006, Thơ Ngây 2 (2007 - 2008), Anh hùng xạ điêu 2008 và Ổ bánh mì tình yêu (2008 - 2009) |
| 2009          | 14/2/2009               | 娱乐急先锋 (娛樂無極限) 鄭元暢 林依晨 | Trung Quốc                  | Cùng Trịnh Nguyên Sướng quảng bá cho các bộ phim Thơ Ngây 1 (2005 - 2006), Thơ Ngây 2 (2007 - 2008) và Ổ bánh mì tình yêu (2008 - 2009) |
| 2009          | 15/2/2009 - 22/2/2009   | 背后的故事 鄭元暢 林依晨 | Trung Quốc                  | Cùng Trịnh Nguyên Sướng quảng bá cho các bộ phim Thơ Ngây 1 (2005 - 2006), Thơ Ngây 2 (2007 - 2008) và Ổ bánh mì tình yêu (2008 - 2009) |
| 2009          | 2/2009                  | Buổi tuyên truyền Anh hùng xạ điêu 2008 trên Đài truyền hình Trung Quốc                                                                                       | Trung Quốc                  | Cùng Hồ Ca quảng bá cho bộ phim Anh hùng xạ điêu 2008 |
| 2009          | 2/2009                  | Câu chuyện về Cô bé Lọ Lem Lâm Y Thần LinYiChen-Cinderella | Trung Quốc                  | Quảng bá cho các bộ phim Hẹn ước tuổi 18 2002, Tử sắc giác lạc 2002, Danh dương tứ hải 2003, Học sinh lớp 7 2003, Khu vườn bí mật 1 2003, Khu vườn bí mật 2 2004, Hiệp ước tình yêu 2004, Thơ Ngây 1 (2005 - 2006), Thơ Ngây 2 (2007 - 2008), Anh hùng xạ điêu 2008 và Ổ bánh mì tình yêu (2008 - 2009), quảng bá cho các MV Believe - 相信 2001, Lonely Flight - 寂寞飛行 2001, Nunchuks - 雙截棍 2001, Paper Flight - 紙飛機 2001, MAKE A WISH 2002 và Angel 2002 |
| 2009          | 24/4/2009               | 搜狐新聞 林依晨四川獻愛心 與影迷拉家常增進感情 | Trung Quốc                  | Lâm Y Thần trò chuyện, vui chơi nửa ngày với 1 fan hâm mộ nữ nhỏ tuổi là nạn nhân của trận động đất tại Tứ Xuyên năm 2008 tại Tứ Xuyên, Trung Quốc |
| 2009          | 4/2009                  | 中国.愛 | Trung Quốc                  | Lâm Y Thần đến thăm những đứa trẻ là nạn nhân của trận động đất tại Tứ Xuyên năm 2008 tại Tứ Xuyên, Trung Quốc trong dịp tưởng niệm một năm sau thảm họa |
| 2009          | 28/4/2009               | Charity Event | Trung Quốc                  | Đi từ thiện, giúp đỡ cho các trẻ em tại trường tiểu học dành cho các cô nhi và những đứa trẻ có hoàn cảnh gia đình khó khăn ở Chu Châu, Hồ Nam, Trung Quốc |
| 2009          | 30/4/2009               | Happy Camp | Trung Quốc                  | Quảng bá cho các bộ phim Hiệp ước tình yêu 2004, Thơ Ngây 1 (2005 - 2006), Thiên ngoại phi tiên 2006, Nàng Juliet phương Đông 2006, Thơ Ngây 2 (2007 - 2008), Anh hùng xạ điêu 2008 và Ổ bánh mì tình yêu (2008 - 2009) |
| 2009          | 1/5/2009                | Buổi hòa nhạc từ thiện Jeanswest tại Trung Quốc 真维斯慈善歌会                                                                                                | Trung Quốc                  | Cùng Vương Lịch Hâm quảng bá cho các bộ phim Hiệp ước tình yêu 2004, Thơ Ngây 1 (2005 - 2006), Nàng Juliet phương Đông 2006, Thơ Ngây 2 (2007 - 2008) và Ổ bánh mì tình yêu (2008 - 2009) |
| 2009          | 17/5/2009               | 大明星小跟班-依晨转战歌手全记录 | Đài Loan                    | Lâm Y Thần chia sẻ về những ngày đầu cô làm việc tại công ty âm nhạc Avex Taiwan và ước mơ làm ca sĩ của cô |
| 2009          | 23/5/2009               | Lâm Y Thần làm quản lý cửa hàng COACH trong một ngày 依晨擔任天母COACH一日店長                                                                                | Đài Loan                    | Quảng bá cho các bộ phim Thơ Ngây 1 (2005 - 2006), Thơ Ngây 2 (2007 - 2008), Anh hùng xạ điêu 2008 và Ổ bánh mì tình yêu (2008 - 2009) |
| 2009          | 19/6/2009               | 2009元暢日本生日會朋友祝福 | Nhật Bản                    | Cùng Trịnh Nguyên Sướng, Trần Gia Hoa, Lâm Chí Linh, Dương Thừa Lâm, Đường Vũ Triết, Hạ Quân Tường quảng bá cho các bộ phim Thơ Ngây 1 (2005 - 2006), Thơ Ngây 2 (2007 - 2008) và Ổ bánh mì tình yêu (2008 - 2009) Lâm Y Thần cùng các diễn viên chúc mừng sinh nhật Trịnh Nguyên Sướng |
| 2009          | 27/6/2009               | Giải Giai điệu vàng lần thứ 20 20th Golden Melody Awards 第20屆金曲獎                                                                                         | Đài Loan                    | Quảng bá cho các bộ phim Hiệp ước tình yêu 2004, Thơ Ngây 1 (2005 - 2006), Nàng Juliet phương Đông 2006 và Thơ Ngây 2 (2007 - 2008) Lâm Y Thần cùng nhóm nhạc Hàn Quốc Super Junior trao giải Nhóm nhạc xuất sắc nhất cho The Nanwang Sisters (南王姐妹花) với tác phẩm The Nanwang Sisters (南王姐妹花) và giải Người dàn dựng xuất sắc cho Martin Tan với tác phẩm As Love Begins to Mend (Start from Here) |
| 2009          | 28/6/2009               | 大明星小跟班-林依晨全纪录 | Đài Loan                    | Cùng Tăng Thiếu Tông, Hứa Hào Ân quảng bá cho MV Sweet Garden (full version) 甜蜜花園 (完整版) 2009, giới thiệu MV hợp tác với Donghae và Siwon của nhóm nhạc Hàn Quốc Super Junior là Firefly 螢火蟲 sắp ra mắt |
| 2009          | 10/7/2009               | Makiyo's Star Salon | Nhật Bản                    | Quảng bá cho các bộ phim Thơ Ngây 1 (2005 - 2006) và Thơ Ngây 2 (2007 - 2008) |
| 2009          | 16/7/2009               | 娛樂大風暴 林依晨台北視像連綫 | Đài Loan                    | Cùng Hứa Hào Ân quảng bá cho các bộ phim Hẹn ước tuổi 18 2002, Thơ Ngây 1 (2005 - 2006) và Thơ Ngây 2 (2007 - 2008), quảng bá cho MV Sweet Garden (full version) 甜蜜花園 (完整版) 2009 |
| 2009          | 17/7/2009               | 安徽卫视-为爱高歌 | Trung Quốc                  | Quảng bá cho các bộ phim Hiệp ước tình yêu 2004, Thơ Ngây 1 (2005 - 2006), Nàng Juliet phương Đông 2006, Thơ Ngây 2 (2007 - 2008) và Anh hùng xạ điêu 2008 |
| 2009          | 24/7/2009               | 娛樂百分百 粉絲同樂會 林依晨 | Đài Loan                    | Cùng La Chí Tường, Huỳnh Hồng Thăng quảng bá cho các bộ phim Hẹn ước tuổi 18 2002, Hiệp ước tình yêu 2004, Thơ Ngây 1 (2005 - 2006), Nàng Juliet phương Đông 2006, Thơ Ngây 2 (2007 - 2008) và Ổ bánh mì tình yêu (2008 - 2009), quảng bá cho các MV Cô đơn Bắc bán cầu - 孤單北半球 2004, MV Phi nễ mạc thuộc 非你莫屬 2006, MV Good friend - 好朋友 2006, MV Sweet Garden (full version) 甜蜜花園 (完整版) 2009 và MV Firefly 螢火蟲 2009, quảng bá cho album Blissful Encounter 2009 |
| 2009          | 26/7/2009               | Power Sunday Power星期天 | Đài Loan                    | Cùng Ngô Tông Hiến quảng bá cho các bộ phim Thơ Ngây 1 (2005 - 2006) và Thơ Ngây 2 (2007 - 2008), quảng bá cho album Blissful Encounter 2009, quảng bá cho MV Sweet Garden (full version) 甜蜜花園 (完整版) 2009 |
| 2009          | 28/7/2009 - 29/7/2009   | 日韩音乐疯-大来宾林依晨 | Đài Loan                    | Quảng bá cho album Blissful Encounter 2009, quảng bá cho MV Firefly 螢火蟲 2009 |
| 2009          | 30/7/2009 - 5/8/2009    | Chương trình Behind the Scenes của MV Firefly 螢火蟲 日韩音乐疯-萤火虫MV拍摄花絮完整版                                                                        | Đài Loan                    | Cùng Lee Donghae, Siwon quảng bá cho album Blissful Encounter 2009, quảng bá cho MV Firefly 螢火蟲 2009 |
| 2009          | 31/7/2009               | 林依晨為你唱的生日快樂歌 | Đài Loan                    | Quảng bá cho album Blissful Encounter 2009 Lâm Y Thần hát trên radio chúc mừng sinh nhật 3 năm tuổi cho website của cô |
| 2009          | 6/8/2009                | KISS一把照 - KISS大明星之電台訪問 | Đài Loan                    | Quảng bá cho các bộ phim Hiệp ước tình yêu 2004, Thơ Ngây 1 (2005 - 2006), Nàng Juliet phương Đông 2006, Thơ Ngây 2 (2007 - 2008) và Ổ bánh mì tình yêu (2008 - 2009), quảng bá cho album Blissful Encounter 2009, quảng bá cho các MV Sweet Garden (full version) 甜蜜花園 (完整版) 2009, MV Firefly 螢火蟲 2009 và MV Come to Me 2009 |
| 2009          | 6/8/2009                | Be Friends 佼个朋友吧-哭尽眼泪的幸福 林依晨 | Đài Loan                    | Cùng Lâm Duy Thánh quảng bá cho các bộ phim Hẹn ước tuổi 18 2002, Khu vườn bí mật 1 2003, Học sinh lớp 7 2003, Khu vườn bí mật 2 2004, Hiệp ước tình yêu 2004, Thơ Ngây 1 (2005 - 2006), Thiên ngoại phi tiên 2006, Nàng Juliet phương Đông 2006, Thơ Ngây 2 (2007 - 2008), Anh hùng xạ điêu 2008 và Ổ bánh mì tình yêu (2008 - 2009), quảng bá cho các MV Sweet Garden (full version) 甜蜜花園 (完整版) 2009 và MV Firefly 螢火蟲 2009, quảng bá cho album Blissful Encounter 2009 |
| 2009          | 10/8/2009 - 24/8/2009   | Ariel Lin in Channel V V接客-林依晨 | Đài Loan                    | Quảng cáo cho bộ phim Hiệp ước tình yêu 2004, quảng bá cho các MV Sweet Garden (full version) 甜蜜花園 (完整版) 2009 và MV Firefly 螢火蟲 2009, quảng bá cho album Blissful Encounter 2009 |
| 2009          | 13/8/2009               | 银河网络电台-林依晨专访 | Đài Loan                    | Quảng cáo cho các bộ phim Khu vườn bí mật 1 2003, Khu vườn bí mật 2 2004, Hiệp ước tình yêu 2004, Thơ Ngây 1 (2005 - 2006), Nàng Juliet phương Đông 2006, Thơ Ngây 2 (2007 - 2008) và Ổ bánh mì tình yêu (2008 - 2009), quảng bá cho các MV Cha Cha 2004, MV Cô đơn Bắc bán cầu - 孤單北半球 2004, MV Phi nễ mạc thuộc 非你莫屬 2006, MV Nễ 你 2007, MV Sweet Garden (full version) 甜蜜花園 (完整版) 2009, MV Firefly 螢火蟲 2009 và MV Come to Me 2009, quảng bá cho album Blissful Encounter 2009 |
| 2009          | 14/8/2009               | Chương trình gây quỹ từ thiện cho các nạn nhân bị ảnh hưởng bởi bão Morakot ngày 8 tháng 8 năm 2009 tại Đài Loan 想要有個家 八八水災募款行動                  | Đài Loan                    | Cùng Lý Liên Kiệt, Lâm Chí Linh, Huỳnh Hồng Thăng quyên góp tiền ủng hộ cho các nạn nhân bị ảnh hưởng bởi bão Morakot ngày 8 tháng 8 năm 2009 tại Đài Loan |
| 2009          | 8/2009 - 27/8/2009      | Firefly MV NG - Ariel Lin&Super Junior 韩版萤火虫MV花絮 | Hàn Quốc, Đài Loan          | Cùng Lee Donghae, Siwon quảng bá cho các bộ phim Thơ Ngây 1 (2005 - 2006) và Thơ Ngây 2 (2007 - 2008), quảng bá cho MV Firefly 螢火蟲 2009, quảng bá cho album Blissful Encounter 2009 |
| 2009          | 22/8/2009               | 天才衝衝衝-本週老鼠屎林依晨 | Đài Loan                    | Quảng bá cho album Blissful Encounter 2009 |
| 2009          | 26/8/2009               | Buổi hòa nhạc nhân dịp Lễ tình nhân Trung Quốc ngày 7 tháng 7 âm lịch                                                                                         | Trung Quốc                  | Cùng Châu Du Dân quảng bá cho bộ phim Anh hùng xạ điêu 2008, quảng bá cho MV MAKE A WISH 2002, quảng bá cho album Blissful Encounter 2009 |
| 2009          | 29/8/2009               | 娱乐在亚洲-蜕变 Entertainment @ Azio | Đài Loan                    | Cùng Hầu Bội Sâm quảng bá cho các bộ phim Hẹn ước tuổi 18 2002, Hiệp ước tình yêu 2004, Thơ Ngây 1 (2005 - 2006), Nàng Juliet phương Đông 2006, Thơ Ngây 2 (2007 - 2008) và Ổ bánh mì tình yêu (2008 - 2009), quảng bá cho MV Cô đơn Bắc bán cầu - 孤單北半球 2004, quảng bá cho album Blissful Encounter 2009 |
| 2009          | 1/9/2009                | 娛樂百分百 | Đài Loan                    | Cùng Hứa Hào Ân, La Chí Tường, Huỳnh Hồng Thăng quảng bá cho bộ phim Anh hùng xạ điêu 2008, quảng bá cho MV Closer to the Unlimited Blue 接近無限的藍 2009, quảng bá cho album Blissful Encounter 2009 |
| 2009          | 4/9/2009                | Chương trình Behind the Scenes của album Blissful Encounter 幸福遇见夏日特辑                                                                                  | Đài Loan                    | Cùng Hứa Hào Ân, Lee Donghae, Siwon quảng bá cho các bộ phim Thơ Ngây 1 (2005 - 2006) và Thơ Ngây 2 (2007 - 2008), quảng bá cho các MV Sweet Garden (full version) 甜蜜花園 (完整版) 2009, MV Firefly 螢火蟲 2009 và MV Closer to the Unlimited Blue 接近無限的藍 2009, quảng bá cho album Blissful Encounter 2009 |
| 2009          | 4/9/2009                | VOGUE Fashion's Night Out with 林依晨 | Đài Loan                    | Giới thiệu đêm hội thời trang VOGUE Fashion's Night Out with 林依晨 sắp diễn ra vào ngày 10 tháng 9 và ngày 11 tháng 9 năm 2009 |
| 2009          | 8/9/2009                | 星空8爪娱-嘉宾主持林依晨 | Hồng Kông                   | Quảng bá cho các bộ phim Hiệp ước tình yêu 2004, Thơ Ngây 1 (2005 - 2006), Nàng Juliet phương Đông 2006, Thơ Ngây 2 (2007 - 2008) và Ổ bánh mì tình yêu (2008 - 2009), quảng bá cho các MV Cô đơn Bắc bán cầu - 孤單北半球 2004, MV Phi nễ mạc thuộc 非你莫屬 2006, MV Come to Me 2009, MV Rely On 依靠 2009 và MV Practical Joke 惡作劇 장난치기 (bản tiếng Hàn) 2009, quảng bá cho album Blissful Encounter 2009 |
| 2009          | 9/9/2009                | 娛樂最前綫 林依晨專訪 | Hồng Kông                   | Quảng bá cho các bộ phim Thơ Ngây 1 (2005 - 2006), Thơ Ngây 2 (2007 - 2008) và Ổ bánh mì tình yêu (2008 - 2009), quảng bá cho các MV Sweet Garden (full version) 甜蜜花園 (完整版) 2009, MV Rely On 依靠 2009 và MV Closer to the Unlimited Blue 接近無限的藍 2009, quảng bá cho album Blissful Encounter 2009 |
| 2009          | 10/9/2009               | 完全娛樂-鄭元暢 林依晨 加盟AVEX | Đài Loan                    | Cùng Trịnh Nguyên Sướng, Lâm Chí Linh quảng bá cho các bộ phim Hẹn ước tuổi 18 2002, Thơ Ngây 1 (2005 - 2006) và Thơ Ngây 2 (2007 - 2008), quảng bá cho các MV Firefly 螢火蟲 2009, MV Rely On 依靠 2009 và MV Closer to the Unlimited Blue 接近無限的藍 2009, quảng bá cho album Blissful Encounter 2009 |
| 2009          | 12/9/2009               | 音樂萬花筒側錄 | Đài Loan                    | Quảng bá cho các bộ phim Thơ Ngây 1 (2005 - 2006), Thiên ngoại phi tiên 2006, Nàng Juliet phương Đông 2006, Thơ Ngây 2 (2007 - 2008), Anh hùng xạ điêu 2008 và Ổ bánh mì tình yêu (2008 - 2009), quảng bá cho các MV Firefly 螢火蟲 2009 và MV Closer to the Unlimited Blue 接近無限的藍 2009, quảng bá cho album Blissful Encounter 2009 |
| 2009          | 12/9/2009               | 勁歌金曲 | Hồng Kông                   | Quảng bá cho MV Firefly 螢火蟲 2009, quảng bá cho album Blissful Encounter 2009 |
| 2009          | 16/9/2009               | 雷霆881 Radio Show | Hồng Kông                   | Quảng bá cho các bộ phim Thơ Ngây 1 (2005 - 2006), Thơ Ngây 2 (2007 - 2008) và Ổ bánh mì tình yêu (2008 - 2009), quảng bá cho các MV Come to Me 2009 và MV Closer to the Unlimited Blue 接近無限的藍 2009, quảng bá cho album Blissful Encounter 2009 |
| 2009          | 20/9/2009               | 沈春华Life Show-遇见最纯粹的幸福 | Đài Loan                    | Quảng bá cho bộ phim Thơ Ngây 1 (2005 - 2006) và Thơ Ngây 2 (2007 - 2008), quảng bá cho các MV Rely On 依靠 2009 và MV Closer to the Unlimited Blue 接近無限的藍 2009, quảng bá cho album Blissful Encounter 2009 |
| 2009          | 27/9/2009               | Big Star Little Follower | Đài Loan                    | Cùng Trịnh Nguyên Sướng quảng bá cho phim Thơ Ngây 1 (2005 - 2006), quảng bá cho các MV Good friend - 好朋友 2006, MV Unwilling to Give Up-Cold 不死心-冷色絲心版 2009 và MV Unwilling to Give Up-Warm 不死心-暖色絲心版 2009 |
| 2009          | 2/10/2009               | VOGUE 火紅十顆星---林依晨 | Đài Loan                    | Cùng Dương Cẩn Hoa và 8 nữ diễn viên Đài Loan khác làm người mẫu quảng cáo cho tạp chí VOGUE của Đài Loan |
| 2009          | 5/10/2009               | Buổi phỏng vấn với kênh OnTV của Hồng Kông | Hồng Kông                   | Quảng bá cho các bộ phim Thơ Ngây 1 (2005 - 2006), Thơ Ngây 2 (2007 - 2008) và Ổ bánh mì tình yêu (2008 - 2009), quảng bá cho MV Sweet Garden (full version) 甜蜜花園 (完整版) 2009, quảng bá cho album Blissful Encounter 2009 |
| 2009          | 10/10/2009 - 22/10/2009 | MV Unwilling to Give Up-Behind the Scenes 不死心MV幕后花絮 | Đài Loan                    | Cùng Trịnh Nguyên Sướng quảng bá cho các bộ phim Thơ Ngây 1 (2005 - 2006), Thơ Ngây 2 (2007 - 2008) và Ổ bánh mì tình yêu (2008 - 2009), quảng bá cho các MV Unwilling to Give Up-Cold 不死心-冷色絲心版 2009 và MV Unwilling to Give Up-Warm 不死心-暖色絲心版 2009, quảng bá cho album Blissful Encounter 2009 |
| 2009          | 11/10/2009              | Vogue StyleW-林依晨的异想世界 | Đài Loan                    | Quảng bá cho album Blissful Encounter 2009 Lâm Y Thần làm người mẫu quảng cáo cho tạp chí VOGUE của Đài Loan |
| 2009          | 13/10/2009              | Buổi hòa nhạc tại Phúc Châu, Trung Quốc | Trung Quốc                  | Quảng bá cho MV Closer to the Unlimited Blue 接近無限的藍 2009, quảng bá cho album Blissful Encounter 2009 |
| 2009          | 14/10/2009              | SINA News | Trung Quốc                  | Lâm Y Thần chia sẻ về Buổi hòa nhạc tại Phúc Châu, Trung Quốc 1 ngày trước và chia sẻ về nghề ca sĩ mà cô vừa tham gia |
| 2009          | 18/10/2009              | TVB Entertainment News Channel 1 娛樂新聞台 幸福的女孩林依晨                                                                                                  | Hồng Kông                   | Quảng bá cho các bộ phim Thơ Ngây 1 (2005 - 2006), Thơ Ngây 2 (2007 - 2008) và Ổ bánh mì tình yêu (2008 - 2009), quảng bá cho các MV Cô đơn Bắc bán cầu - 孤單北半球 2004, MV Sweet Garden (full version) 甜蜜花園 (完整版) 2009, MV Firefly 螢火蟲 2009, MV Come to Me 2009, quảng bá cho album Blissful Encounter 2009 |
| 2009          | 22/10/2009              | Person Happy Hall 型人型樂館 | Hồng Kông                   | Quảng bá cho các bộ phim Hiệp ước tình yêu 2004, Thơ Ngây 1 (2005 - 2006), Thơ Ngây 2 (2007 - 2008) và Ổ bánh mì tình yêu (2008 - 2009), quảng bá cho các MV Cô đơn Bắc bán cầu - 孤單北半球 2004, Waiting for You - 字幕歌词 2004, MV 白月光 2004, MV Sweet Garden (full version) 甜蜜花園 (完整版) 2009, MV Firefly 螢火蟲 2009, MV Come to Me 2009, MV Rely On 依靠 2009, MV Practical Joke 惡作劇 장난치기 (bản tiếng Hàn) 2009 và MV Closer to the Unlimited Blue 接近無限的藍 2009, quảng bá cho album Blissful Encounter 2009                                                                                         |
| 2009          | 24/10/2009              | Quá trình trở thành ca sĩ của Trịnh Nguyên Sướng | Đài Loan                    | Cùng Trịnh Nguyên Sướng quảng bá cho các bộ phim Thơ Ngây 1 (2005 - 2006), Thơ Ngây 2 (2007 - 2008) và Ổ bánh mì tình yêu (2008 - 2009), quảng bá cho các MV Unwilling to Give Up-Cold 不死心-冷色絲心版 2009 và MV Unwilling to Give Up-Warm 不死心-暖色絲心版 2009, quảng bá cho album Blissful Encounter 2009 |
| 2009          | 25/10/2009              | Beijing Album Promotion | Trung Quốc                  | Quảng bá cho các bộ phim Thơ Ngây 1 (2005 - 2006), Thơ Ngây 2 (2007 - 2008) và Ổ bánh mì tình yêu (2008 - 2009), quảng bá cho các MV Sweet Garden (full version) 甜蜜花園 (完整版) 2009 và MV Firefly 螢火蟲 2009, quảng bá cho album Blissful Encounter 2009 |
| 2009          | 26/10/2009              | 依晨做客腾讯娱乐名人坊 | Trung Quốc                  | Quảng bá cho các bộ phim Hiệp ước tình yêu 2004, Thơ Ngây 1 (2005 - 2006), Thiên ngoại phi tiên 2006, Nàng Juliet phương Đông 2006, Thơ Ngây 2 (2007 - 2008), Anh hùng xạ điêu 2008 và Ổ bánh mì tình yêu (2008 - 2009), quảng bá cho các MV MAKE A WISH 2002 và MV Firefly 螢火蟲 2009, quảng bá cho album Blissful Encounter 2009 |
| 2009          | 26/10/2009              | Ariel Lin: SINA Interview 林依晨新浪取材 | Trung Quốc                  | Quảng bá cho các bộ phim Hẹn ước tuổi 18 2002, Khu vườn bí mật 1 2003, Học sinh lớp 7 2003, Khu vườn bí mật 2 2004, Hiệp ước tình yêu 2004, Thơ Ngây 1 (2005 - 2006), Nàng Juliet phương Đông 2006, Thơ Ngây 2 (2007 - 2008), Anh hùng xạ điêu 2008 và Ổ bánh mì tình yêu (2008 - 2009), quảng bá cho các MV Nunchuks 雙截棍 2001, MV Good friend 好朋友 2006, MV Sweet Garden (full version) 甜蜜花園 (完整版) 2009, MV Firefly 螢火蟲 2009 và MV Come to Me 2009, quảng bá cho album Blissful Encounter 2009 |
| 2009          | 26/10/2009              | Baidu Interview | Trung Quốc                  | Quảng bá cho các bộ phim Thơ Ngây 1 (2005 - 2006), Thơ Ngây 2 (2007 - 2008) và Ổ bánh mì tình yêu (2008 - 2009), quảng bá cho MV Firefly 螢火蟲 2009, quảng bá cho album Blissful Encounter 2009 |
| 2009          | 26/10/2009              | Buổi phỏng vấn trên kênh 播播视频 của Trung Quốc | Trung Quốc                  | Quảng bá cho các bộ phim Thơ Ngây 1 (2005 - 2006), Thiên ngoại phi tiên 2006, Thơ Ngây 2 (2007 - 2008), Anh hùng xạ điêu 2008 và Ổ bánh mì tình yêu (2008 - 2009), quảng bá cho album Blissful Encounter 2009 |
| 2009          | 27/10/2009              | Buổi hòa nhạc ở Thường Đức (Hồ Nam, Trung Quốc) 湖南常德歌友會                                                                                                | Trung Quốc                  | Quảng bá cho các bộ phim Thơ Ngây 1 (2005 - 2006), Thơ Ngây 2 (2007 - 2008) và Ổ bánh mì tình yêu (2008 - 2009), quảng bá cho các MV Cô đơn Bắc bán cầu - 孤單北半球 2004, MV Phi nễ mạc thuộc 非你莫屬 2006, MV Sweet Garden (full version) 甜蜜花園 (完整版) 2009, MV Firefly 螢火蟲 2009, MV Come to Me 2009 và MV Rely On 依靠 2009, quảng bá cho album Blissful Encounter 2009 |
| 2009          | 28/10/2009              | Beijing Press Conference on Ninth Heaven Music | Trung Quốc                  | Cùng Trịnh Nguyên Sướng, Lee Donghae, Siwon quảng bá cho các bộ phim Thơ Ngây 1 (2005 - 2006), Thơ Ngây 2 (2007 - 2008) và Ổ bánh mì tình yêu (2008 - 2009), quảng bá cho MV Sweet Garden (full version) 甜蜜花園 (完整版) 2009 và MV Firefly 螢火蟲 2009, quảng bá cho album Blissful Encounter 2009 |
| 2009          | 29/10/2009              | M2 Mogo Music 大霏追星计划 发布会报道 | Trung Quốc                  | Cùng Trịnh Nguyên Sướng, Lee Donghae, Siwon quảng bá cho các bộ phim Thơ Ngây 1 (2005 - 2006), Thơ Ngây 2 (2007 - 2008) và Ổ bánh mì tình yêu (2008 - 2009), quảng bá cho MV Sweet Garden (full version) 甜蜜花園 (完整版) 2009 và MV Firefly 螢火蟲 2009, quảng bá cho album Blissful Encounter 2009 |
| 2009          | 29/10/2009              | Giải thưởng Thượng Hải hiện đại 2009 | Trung Quốc                  | Lâm Y Thần đoạt giải Nghệ sĩ nữ của năm trong hai bộ phim Thơ Ngây 2 (2007 - 2008) và Ổ bánh mì tình yêu (2008 - 2009) |
| 2009          | 7/11/2009               | Top Chinese Music Countdown 音樂風雲榜 | Trung Quốc                  | Quảng bá cho MV Firefly 螢火蟲 2009 và MV Closer to the Unlimited Blue 接近無限的藍 2009, quảng bá cho album Blissful Encounter 2009 |
| 2009          | 17/11/2009              | Ariel Lin 网易 超级名对面 | Trung Quốc                  | Quảng bá cho MV Sweet Garden (full version) 甜蜜花園 (完整版) 2009, quảng bá cho album Blissful Encounter 2009, quảng bá cho vở kịch Nam và nữ, chiến tranh và hòa bình (2009 - 2010) |
| 2009          | 28/11/2009              | Buổi phỏng vấn của nền tảng Youku về vở kịch Nam và nữ, chiến tranh và hòa bình (2099 - 2010)                                                                 | Trung Quốc                  | Cùng Lâm Dịch Hoa quảng bá cho các bộ phim Thơ Ngây 1 (2005 - 2006), Thơ Ngây 2 (2007 - 2008) và Ổ bánh mì tình yêu (2008 - 2009), quảng bá cho vở kịch Nam và nữ, chiến tranh và hòa bình (2009 - 2010) |
| 2009          | 31/12/2009              | Shanghai Radio Interview 動感101 | Trung Quốc                  | Quảng bá cho vở kịch Nam và nữ, chiến tranh và hòa bình (2009 - 2010) |
| 2010          | 8/1/2010                | Ariel Lin Phone Interview YES933 林依晨live電話訪問 | Singapore                   | Quảng bá cho MV Sweet Garden (full version) 甜蜜花園 (完整版) 2009, quảng bá cho vở kịch Nam và nữ, chiến tranh và hòa bình (2009 - 2010) |
| 2010          | 19/1/2010               | Top Chinese Music Countdown 音樂風雲榜 | Trung Quốc                  | Lâm Y Thần dẫn chương trình |
| 2010          | 10/2/2010               | Ariel's Choice of Life of Perfection-30 Magazine 林依晨：取捨 人生才完美 - 30雜誌專訪                                                                         | Đài Loan                    | Lâm Y Thần phỏng vấn cho Tạp chí 30 |
| 2010          | 18/2/2010               | Good Morning Singapore 早安您好 | Singapore                   | Cùng Lâm Dịch Hoa quảng bá cho các bộ phim Thơ Ngây 1 (2005 - 2006), Thơ Ngây 2 (2007 - 2008) và Anh hùng xạ điêu 2008, quảng bá cho vở kịch Nam và nữ, chiến tranh và hòa bình (2009 - 2010) |
| 2010          | 18/2/2010               | The Straits Times Razor TV by Razor Pop | Singapore                   | Cùng Lâm Dịch Hoa, Vương Diệu Khánh, Hà Vận Thi quảng bá cho các bộ phim Thơ Ngây 1 (2005 - 2006), Thơ Ngây 2 (2007 - 2008) và Ổ bánh mì tình yêu (2008 - 2009), quảng bá cho vở kịch Nam và nữ, chiến tranh và hòa bình (2009 - 2010) |
| 2010          | 19/2/2010               | Ariel Lin interviewed by CNA in Singapore 新动网访问林依晨 | Singapore                   | Cùng Hà Vận Thi quảng bá cho vở kịch Nam và nữ, chiến tranh và hòa bình (2009 - 2010) |
| 2010          | 28/2/2010               | Giải thưởng billboard âm nhạc gốc Sprite | Trung Quốc                  | Cùng Trịnh Nguyên Sướng quảng bá cho MV Sweet Garden (full version) 甜蜜花園 (完整版) 2009 Lâm Y Thần đoạt Giải thưởng tài năng mới xuất sắc nhất khu vực Đài Loan và Giải khuyến khích truyền thông khu vực Đài Loan trong album Blissful Encounter 2009 |
| 2010          | 5/3/2010                | Ariel Lin and Joe Cheng Asian Star Interview | Nhật Bản                    | Cùng Trịnh Nguyên Sướng quảng bá cho bộ phim Ổ bánh mì tình yêu (2008 - 2009) |
| 2010          | 3/4/2010                | Zhejiang Satellite Yili Event Ceremony | Trung Quốc                  | Cùng Châu Kiệt Luân làm giám khảo cho cuộc thi |
| 2010          | 8/4/2010                | 我的朋友最大咖 | Đài Loan                    | Tăng Thiếu Tông gọi điện thoại cho Lâm Y Thần trên truyền hình |
| 2010          | 26/4/2010               | Qinghai Earthquake Artists Fundraising Event | Hồng Kông                   | Cùng Trịnh Du Linh, Trịnh Đan Thụy, Tăng Chí Vĩ, Lê Minh, Lưu Đức Hoa, Trương Học Hữu, Thành Long, Lý Vũ Xuân, Từ Hy Viên, Từ Hy Đệ, Trần Dịch Tấn, Lý Khắc Cần, Trịnh Tú Văn, Tạ Đình Phong, Chung Hân Đồng, Thái Trác Nghiên, Trịnh Trung Cơ, Lương Vịnh Kỳ, Châu Huệ Mẫn, Dung Tổ Nhi gây quỹ cứu trợ nạn nhân của trận động đất tại Thanh Hải, Trung Quốc |
| 2010          | 22/5/2010               | Love or Bread DVD Japan Promotion 偶像剧《我的亿万面包》DVD日本宣传                                                                                           | Nhật Bản                    | Cùng Trịnh Nguyên Sướng quảng bá cho các bộ phim Thơ Ngây 1 (2005 - 2006), Thơ Ngây 2 (2007 - 2008) và Ổ bánh mì tình yêu (2008 - 2009) |
| 2010          | 1/6/2010                | Top 10 ngôi sao Châu Á của Hoa Ngữ Huayu’s Top 10 Asian Stars                                                                                                 | Trung Quốc                  | Công bố cuộc bình chọn Top 10 ngôi sao Châu Á của Hoa Ngữ |
| 2010          | 26/6/2010               | Golden Melody Awards 第21屆金曲獎 | Đài Loan                    | Lâm Y Thần cùng Trịnh Nguyên Sướng trao giải MV hay nhất cho MV Daylight (日光) của album Spring·Daylight (春・日光) do nhóm nhạc Sodagreen trình bày |
| 2010          | 3/8/2010                | 100% Entertainment Live Guesting | Đài Loan                    | Cùng La Chí Tường, Huỳnh Hồng Thăng quảng bá cho các bộ phim Hẹn ước tuổi 18 2002, Nàng Juliet phương Đông 2006 và Anh hùng xạ điêu 2008, quảng bá cho MV Fall In Love When Flower Blossoms 花一開就相愛吧, quảng bá cho album A Wonderful Journey (Limited Commemorate Edition) sắp ra mắt |
| 2010          | 8/8/2010                | CPOP | Nhật Bản                    | Cùng Trịnh Nguyên Sướng quảng bá cho bộ phim Ổ bánh mì tình yêu (2008 - 2009) |
| 2010          | 10/8/2010               | 完全娛樂 新專輯新書宣傳 | Đài Loan                    | Cùng Vương Nhân Phủ quảng bá cho MV Fall In Love When Flower Blossoms 花一開就相愛吧, quảng bá cho album A Wonderful Journey (Limited Commemorate Edition) sắp ra mắt |
| 2010          | 17/8/2010               | MV Filming in London | Đài Loan                    | Quảng bá cho các MV Fall In Love When Flower Blossoms 花一開就相愛吧 và MV A Wonderful Journey 美好的旅行, quảng bá cho album A Wonderful Journey (Limited Commemorate Edition) sắp ra mắt |
| 2010          | 18/8/2010               | Taipei Connection Interview | Trung Quốc                  | Quảng bá cho các MV Fall In Love When Flower Blossoms 花一開就相愛吧 và MV A Wonderful Journey 美好的旅行, quảng bá cho album A Wonderful Journey (Limited Commemorate Edition) sắp ra mắt |
| 2010          | 19/8/2010               | Complete Entertainment 完全娱乐 | Đài Loan                    | Quảng bá cho các MV Fall In Love When Flower Blossoms 花一開就相愛吧 và MV A Wonderful Journey 美好的旅行, quảng bá cho album A Wonderful Journey (Limited Commemorate Edition) sắp ra mắt |
| 2010          | 23/8/2010               | 娱乐百分百-林依晨粉絲同樂會 | Đài Loan                    | Cùng La Chí Tường, Huỳnh Hồng Thăng quảng bá cho các bộ phim Thơ Ngây 1 (2005 - 2006) và Thơ Ngây 2 (2007 - 2008), quảng bá cho các MV Sweet Garden (full version) 甜蜜花園 (完整版) 2009, MV Fall In Love When Flower Blossoms 花一開就相愛吧 và MV A Wonderful Journey 美好的旅行, quảng bá cho album A Wonderful Journey (Limited Commemorate Edition) |
| 2010          | 30/8/2010               | Aỉel Lin on Channel V | Đài Loan                    | Quảng bá cho các bộ phim Hẹn ước tuổi 18 2002, Khu vườn bí mật 1 2003, Học sinh lớp 7 2003, Khu vườn bí mật 2 2004, Hiệp ước tình yêu 2004, Thơ Ngây 1 (2005 - 2006), Thiên ngoại phi tiên 2006, Nàng Juliet phương Đông 2006, Thơ Ngây 2 (2007 - 2008), Anh hùng xạ điêu 2008 và Ổ bánh mì tình yêu (2008 - 2009), quảng bá cho các MV Nunchuks - 雙截棍 2001, MV MAKE A WISH 2002, MV Fall In Love When Flower Blossoms 花一開就相愛吧 và MV A Wonderful Journey 美好的旅行, quảng bá cho album A Wonderful Journey (Limited Commemorate Edition)                                                                          |
| 2010          | 31/8/2010               | I Want Radio | Đài Loan                    | Quảng bá cho MV Fall In Love When Flower Blossoms 花一開就相愛吧, quảng bá cho album A Wonderful Journey (Limited Commemorate Edition) |
| 2010          | 1/9/2010                | Vogue Fashion's Night Out | Đài Loan                    | Lâm Y Thần phỏng vấn biểu diễn thời trang |
| 2010          | 2/9/2010                | I Want Radio | Đài Loan                    | Quảng bá cho album A Wonderful Journey (Limited Commemorate Edition) |
| 2010          | 2/9/2010                | Are you a College Student? 大学生了没 | Đài Loan                    | Cùng Lưu Dung Gia quảng bá cho bộ phim Thơ Ngây 1 (2005 - 2006), quảng bá cho MV A Wonderful Journey 美好的旅行, quảng bá cho album A Wonderful Journey (Limited Commemorate Edition) |
| 2010          | 3/9/2010                | Ai thông minh hơn học sinh lớp 5? (phiên bản Đài Loan) Million Primary School 百萬小學堂                                                                      | Đài Loan                    | Quảng bá cho các MV Fall In Love When Flower Blossoms 花一開就相愛吧 và MV A Wonderful Journey 美好的旅行, quảng bá cho album A Wonderful Journey (Limited Commemorate Edition) |
| 2010          | 11/9/2010               | 东风-林依晨美好的旅行音乐特辑 | Đài Loan                    | Quảng bá cho các MV Fall In Love When Flower Blossoms 花一開就相愛吧, MV A Wonderful Journey 美好的旅行, MV You Have Me 你有我, Sweet Garden (full version) 甜蜜花園 (完整版) 2009, quảng bá cho album A Wonderful Journey (Limited Commemorate Edition) |
| 2010          | 12/9/2010               | 星闻搜得妙-小天后林依晨全纪录 | Đài Loan                    | Quảng bá cho các bộ phim Hẹn ước tuổi 18 2002, Khu vườn bí mật 1 2003, Học sinh lớp 7 2003, Khu vườn bí mật 2 2004, Thơ Ngây 1 (2005 - 2006), Thơ Ngây 2 (2007 - 2008), quảng bá cho phim Phi dược tình hải 2004, quảng bá cho các MV Born in A Troubled Time - 亂世浮生 2005, MV Unwilling to Give Up-Cold 不死心-冷色絲心版 2009, MV Unwilling to Give Up-Warm 不死心-暖色絲心版 2009, MV Fall In Love When Flower Blossoms 花一開就相愛吧, MV A Wonderful Journey 美好的旅行, quảng bá cho album A Wonderful Journey (Limited Commemorate Edition)                                                                        |
| 2010          | 12/9/2010               | 案发现场躲猫猫 | Đài Loan                    | Cùng Ngô Tông Hiến quảng bá cho các MV Fall In Love When Flower Blossoms 花一開就相愛吧, MV A Wonderful Journey 美好的旅行, quảng bá cho album A Wonderful Journey (Limited Commemorate Edition) |
| 2010          | 14/9/2010               | 我爱黑涩棒棒糖 環遊世界知識大富翁 | Đài Loan                    | Quảng bá cho các MV Fall In Love When Flower Blossoms 花一開就相愛吧, MV A Wonderful Journey 美好的旅行, quảng bá cho album A Wonderful Journey (Limited Commemorate Edition) |
| 2010          | 14/11/2010 - 26/12/2010 | Chương trình du lịch mát mẻ ở Seoul 首尔酷旅行 | Đài Loan                    | Lâm Y Thần dẫn chương trình |
| 2016          | 2016                    | Cộng sự phi phàm | Đài Loan                    | Cùng Trịnh Nguyên Sướng quảng bá cho các bộ phim Thơ Ngây 1 (2005 - 2006) và Thơ Ngây 2 (2007 - 2008) |
| 2017          | 2017                    | Keep Running tập 10 | Đài Loan                    | |
| 2019          | 2019                    | Thanh Lâm Kỳ Cảnh tập 3 | Trung Quốc                  | Quảng bá cho các bộ phim Thiên ngoại phi tiên 2006, Lan Lăng Vương 2013, Anh hùng xạ điêu 2008, In time with you 2011 và Thơ Ngây 1 (2005 - 2006) |

## Các quảng cáo TV Commercial trên TV

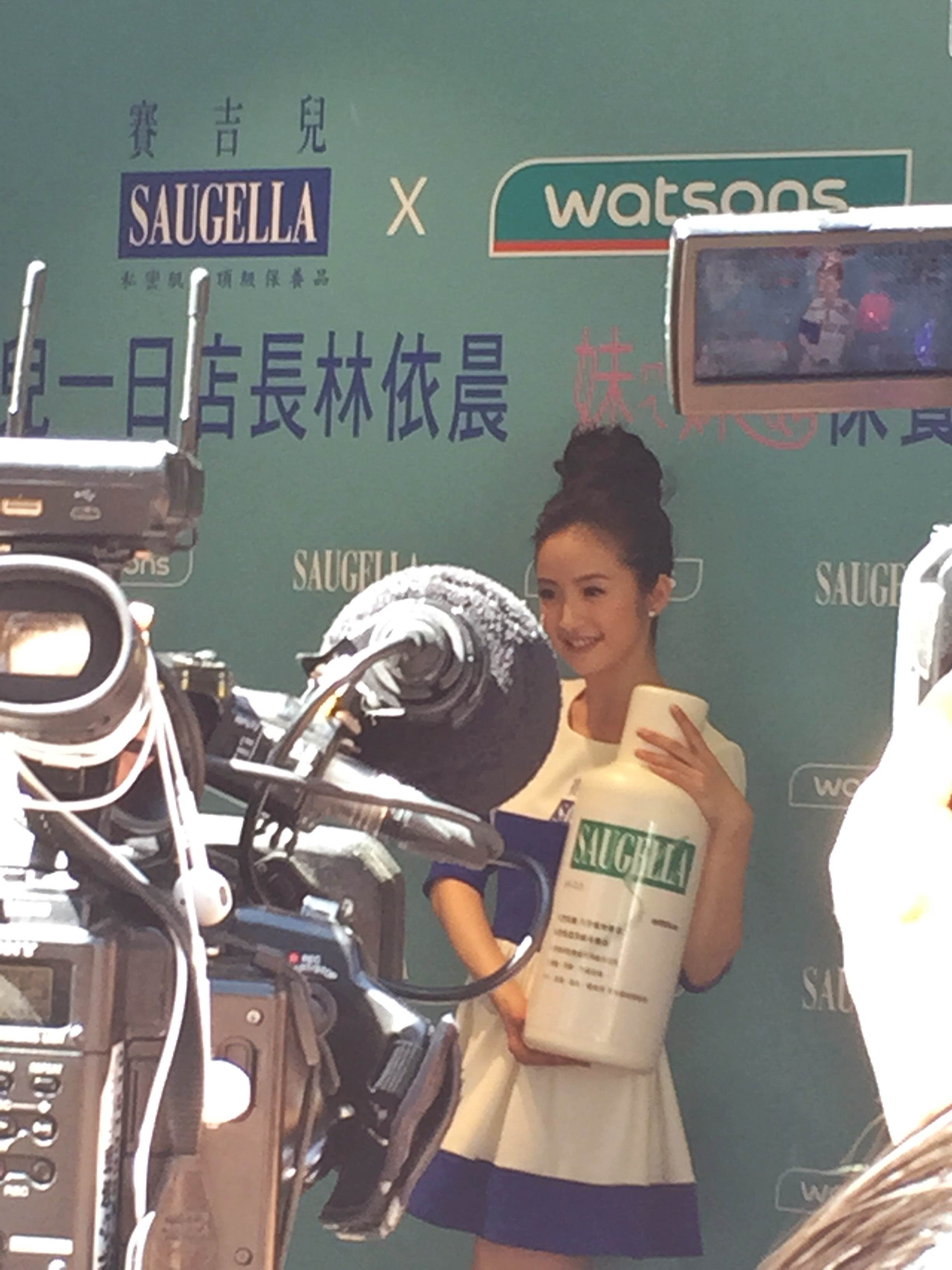
Lâm Y Thần quảng cáo cho sản phẩm SAUGELLA vào ngày 22 tháng 8 năm 2015

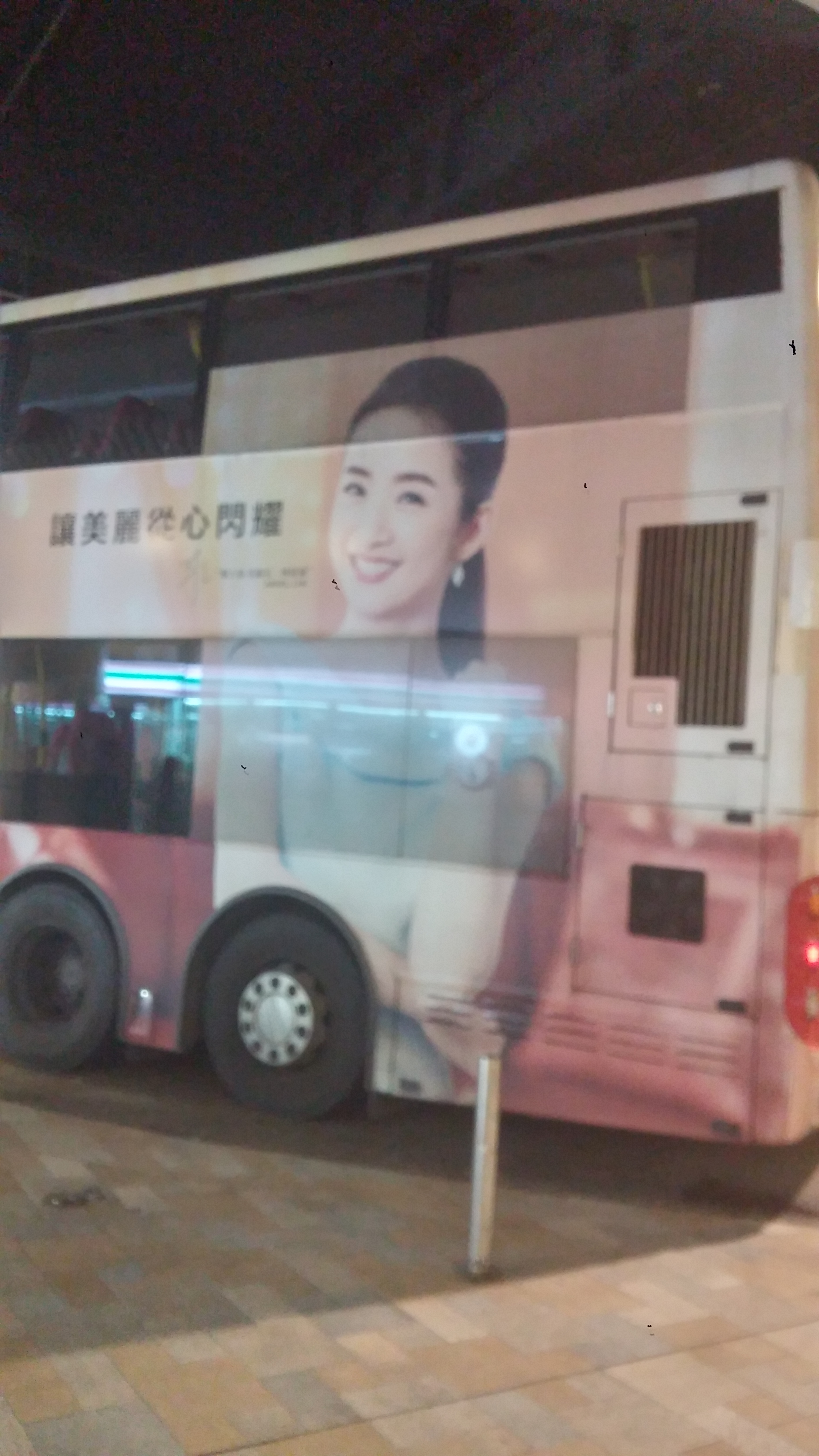
Lâm Y Thần quảng cáo trên thân một chiếc xe buýt vào ngày 26 tháng 4 năm 2017

| Năm phát sóng | Ngày tháng năm bắt đầu | Clip quảng cáo TV Commercial                    | Ghi chú                                                                                     |
| ------------- | ---------------------- | ----------------------------------------------- | ------------------------------------------------------------------------------------------- |
| 2001          | 2001                   | TrainAsia 2U PrePaidCard                        |                                                                                             |
| 2001          | 2001                   | TrainAsia 2U PrePaidCard CDbox                  |                                                                                             |
| 2001          | 2001                   | TrainAsia 2U PrePaidCard KTV                    |                                                                                             |
| 2003          | 2/2003                 | Jcode CF Meetings                               | Lâm Y Thần ghép đôi với Quách Phẩm Siêu (Dylan Kuo)                                         |
| 2003          | 2/2003                 | Xin Gui Bai Strawberry Biscuit CF 1             | Lâm Y Thần ghép đôi với Trương Duệ Gia (Ray Chang)                                          |
| 2003          | 7/2003                 | Jcode CF Restaurant                             | Lâm Y Thần ghép đôi với Quách Phẩm Siêu (Dylan Kuo)                                         |
| 2003          | 7/2003                 | Xin Gui Bai Strawberry Biscuit CF 2             | Lâm Y Thần ghép đôi với Trương Duệ Gia (Ray Chang)                                          |
| 2003          | 9/2003                 | Jcode CF Ghost House                            | Lâm Y Thần ghép đôi với Quách Phẩm Siêu (Dylan Kuo)                                         |
| 2003          | 9/2003                 | Xin Gui Bai Strawberry Biscuit CF 3             |                                                                                             |
| 2004          | 2/2004                 | Jcode CF Valentines                             | Lâm Y Thần ghép đôi với Quách Phẩm Siêu (Dylan Kuo)                                         |
| 2004          | 5/2004                 | Jcode CF Motorcycle                             | Lâm Y Thần ghép đôi với một người mẫu nam                                                   |
| 2004          | 6/2004                 | Contact Lens Solution CF                        |                                                                                             |
| 2005          | 2/2005                 | Jcode CF Reminder                               | Lâm Y Thần ghép đôi với Hạ Quân Tường (Mike He) Quảng bá cho bộ phim Hiệp ước tình yêu 2004 |
| 2005          | 8/2005                 | Jcode CF Love                                   | Lâm Y Thần ghép đôi với Hạ Quân Tường (Mike He) Quảng bá cho bộ phim Hiệp ước tình yêu 2004 |
| 2005          | 12/2005                | Heme CF Romeo Juliet                            | Lâm Y Thần ghép đôi với Châu Du Dân (Vic Chou)                                              |
| 2006          | 1/2006                 | Jcode CF Love                                   | Lâm Y Thần ghép đôi với Hạ Quân Tường (Mike He) Quảng bá cho bộ phim Hiệp ước tình yêu 2004 |
| 2006          | 2/2006                 | Jcode CF Slow Dance                             | Lâm Y Thần ghép đôi với Hạ Quân Tường (Mike He) Quảng bá cho bộ phim Hiệp ước tình yêu 2004 |
| 2006          | 29/4/2006              | Sofy CF Puzzle                                  |                                                                                             |
| 2006          | 5/2006                 | Heme CF Romeo Juliet                            | Lâm Y Thần ghép đôi với Châu Du Dân (Vic Chou)                                              |
| 2006          | 17/5/2006              | Green Tea CF Shopping                           |                                                                                             |
| 2006          | 30/9/2006              | Sofy CF Sleep In                                |                                                                                             |
| 2006          | 3/10/2006              | Green Tea CF Field                              |                                                                                             |
| 2006          | 22/11/2006             | Heme Commercial                                 |                                                                                             |
| 2006          | 23/11/2006             | Heme CF Red Dress                               |                                                                                             |
| 2007          | 1/2007                 | Heme CF Whack a Mole                            |                                                                                             |
| 2007          | 1/2007                 | 711 Snoopy CF 1                                 |                                                                                             |
| 2007          | 17/1/2007              | 711 Snoopy CF Search                            |                                                                                             |
| 2007          | 2/2007                 | 711 Snoopy CF Camera 1                          |                                                                                             |
| 2007          | 2/2007                 | 711 Snoopy CF Camera 2                          |                                                                                             |
| 2007          | 2/2007                 | Sofy CF Good Night Rest                         |                                                                                             |
| 2007          | 8/5/2007               | Qqueen CF                                       |                                                                                             |
| 2007          | 7/2007                 | 711 Snoopy CF Baseball                          |                                                                                             |
| 2008          | 13/2/2008              | Kangshifu Jasmine Tea CF Flower Shop            | Lâm Y Thần ghép đôi với Châu Du Dân (Vic Chou)                                              |
| 2008          | 3/2008                 | Sofy CF Blue                                    |                                                                                             |
| 2008          | 18/4/2008              | Heysong Carbonated Beverage CF                  |                                                                                             |
| 2008          | 6/2008                 | J2 Promotional Video                            | Lâm Y Thần ghép đôi với Trịnh Nguyên Sướng (Joe Cheng)                                      |
| 2009          | 2/2009                 | Kangshifu Jasmine Tea CF (phiên bản 30 giây)    | Lâm Y Thần ghép đôi với Châu Du Dân (Vic Chou)                                              |
| 2009          | 2/2009                 | Kangshifu Jasmine Tea CF (phiên bản 15 giây)    | Lâm Y Thần ghép đôi với Châu Du Dân (Vic Chou)                                              |
| 2009          | 2/2009                 | Kangshifu Jasmine Tea CF Tea Merry Go Round     | Lâm Y Thần ghép đôi với Châu Du Dân (Vic Chou)                                              |
| 2009          | 2/2009                 | Youcan Jasmine Ice Cream CF (phiên bản 30 giây) | Lâm Y Thần ghép đôi với một người mẫu nam                                                   |
| 2009          | 2/2009                 | Youcan Jasmine Ice Cream CF (phiên bản 15 giây) | Lâm Y Thần ghép đôi với một người mẫu nam                                                   |
| 2009          | 5/2009                 | Heysong Beverage CF Matchmakers                 | Lâm Y Thần vừa sáng tác lời bài hát vừa hát lời bài hát trong clip quảng cáo này            |
| 2009          | 5/2009                 | No Smoking Campaign CF                          |                                                                                             |
| 2009          | 6/2009                 | How to make 10000 yuan easily part 1            |                                                                                             |
| 2009          | 6/2009                 | How to make 10000 yuan easily part 2            |                                                                                             |
| 2009          | 6/2009                 | How to make 10000 yuan easily part 3            |                                                                                             |
| 2009          | 8/2009                 | LCA Probiotic Yogurt CF                         |                                                                                             |
| 2009          | 10/2009                | Water Department CF                             |                                                                                             |
| 2010          | 1/2010                 | PRIUS Online Game 60 second CF                  | Lâm Y Thần ghép đôi với Hứa Hào Ân (David)                                                  |
| 2010          | 23/1/2010              | Sofy CF Dog                                     |                                                                                             |
| 2010          | 22/2/2010              | Youcan Mr Bean Ice Cream CF                     |                                                                                             |
| 2010          | 3/2010                 | Yili Yogurt CF Green 15 seconds                 | Lâm Y Thần ghép đôi với Châu Kiệt Luân (Jay Chou)                                           |
| 2010          | 3/2010                 | Yili Yogurt CF Green 30 seconds                 | Lâm Y Thần ghép đôi với Châu Kiệt Luân (Jay Chou)                                           |
| 2010          | 3/4/2010               | Yili Yogurt CF Strawberry 15 seconds            |                                                                                             |
| 2010          | 3/4/2010               | Yili Yogurt CF Strawberry 30 seconds            | Lâm Y Thần ghép đôi với Châu Kiệt Luân (Jay Chou)                                           |
| 2010          | 4/2010                 | Kose Skincare CF                                |                                                                                             |
| 2010          | 1/5/2010               | 711 Chibi Stationery CF Teaser                  |                                                                                             |
| 2010          | 4/5/2010               | 711 Chibi Stationery CF 10 sec                  |                                                                                             |
| 2010          | 4/5/2010               | 711 Chibi Stationery CF 25 sec                  |                                                                                             |
| 2010          | 4/5/2010               | 711 Chibi Stationery CF 30 sec                  |                                                                                             |
| 2010          | 13/5/2010              | 711 Chibi Stationery CF 5 sec                   |                                                                                             |
| 2010          | 5/2010                 | 711 Chibi Stationery CF Not Toys                |                                                                                             |
| 2010          | 1/7/2010               | 711 Chibi Stationery CF4                        |                                                                                             |
| 2010          | 15/7/2010              | Wretch Blog Ad                                  |                                                                                             |
| 2010          | 8/2010                 | Chibi Stationery CF Extension                   |                                                                                             |
| 2010          | 8/2010                 | Star of Love CF Part 1                          | Lâm Y Thần ghép đôi với Trương Duệ Gia (Ray Chang)                                          |
| 2010          | 8/2010                 | Star of Love CF Part 2                          | Lâm Y Thần ghép đôi với Trương Duệ Gia (Ray Chang)                                          |
| 2010          | 8/2010                 | Star of Love CF Part 3                          | Lâm Y Thần ghép đôi với Trương Duệ Gia (Ray Chang)                                          |
| 2010          | 9/2010                 | Courage API                                     |                                                                                             |

## Phát hành sách
- Ariel's Blog (林家女孩依晨的青春部落格) (9/9/2005) ISBN 9576799775
- Ariel Lin's New York Bagel Diary (林依晨的紐約貝果日記) (28/3/2008) ISBN 9789868414341
- Ariel's A Wonderful Journey (美好的旅行) (12/8/2010) ISBN 9789866606991
- Be Yourself, Why Do You Say Sorry (做自己，為什麼還要說抱歉？) (13/1/2022) ISBN 9789570861471

## Giải thưởng và đề cử
| Năm  | Giải thưởng | Hạng mục                                                                                                 | Phim | Kết quả                                                                             |
| ---- | --- | --- | --- | ----------------------------------------------------------------------------------- |
| 2003 | Giải Kim Mã lần thứ 40 40th Golden Horse Awards (tại Đài Loan)                                                                  | Tân binh xuất sắc nhất (hạng mục phim điện ảnh) Best Newcomer                                            | Phi dược tình hải 飞跃情海 Love Me, If You Can | Từng được đề cử nhưng bị hủy bỏ do quay cùng năm với phim Những cô gái Kung Fu 2003 |
| 2003 | Giải Kim Mã lần thứ 40 40th Golden Horse Awards (tại Đài Loan)                                                                  | Nữ diễn viên chính xuất sắc nhất (hạng mục phim điện ảnh) Best Leading Actress                           | Phi dược tình hải 飞跃情海 Love Me, If You Can | Đề cử                                                                               |
| 2008 | Giải Kim Chung lần thứ 43 43rd Golden Bell Awards (tại Đài Loan)                                                                | Nữ diễn viên chính xuất sắc nhất (hạng mục phim truyền hình) Best Leading Actress in a Television Series | Thơ Ngây 2 (2007 - 2008) 惡作劇2吻 They Kiss Again | Đoạt giải                                                                           |
| 2009 | Lễ trao giải Quốc Kịch Thịnh Điển China TV Drama Awards (tại Trung Quốc, Hồng Kông và Đài Loan)                                 | Nữ diễn viên giá trị nhất Most Valuable Actress                                                          | - Thiên ngoại phi tiên 2006 天外飛仙 The Little Fairy/Fairy From Wonderland/Seven of the Sky - Thơ Ngây 2 (2007 - 2008) 惡作劇2吻 They Kiss Again - Anh hùng xạ điêu 2008 2008 射雕英雄传 Legend of the Condor Heroes | Đề cử                                                                               |
| 2009 | Khán giả hâm mộ Đài Loan thực hiện                                                                                              | Nữ nghệ sĩ có gương mặt baby nhất The female artist has the babyst face                                  | - Khu vườn bí mật 1 2003 我的秘密花园 Secret Garden - Khu vườn bí mật 2 2004 我的秘密花园 II Secret Garden II - Hiệp ước tình yêu 2004 爱情合约 Love Contract - Thơ Ngây 1 (2005 - 2006) 恶作剧之吻 It Started with a Kiss - Thiên ngoại phi tiên 2006 天外飛仙 The Little Fairy/Fairy From Wonderland/Seven of the Sky - Nàng Juliet phương Đông 2006 东方茱丽叶 Tokyo Juliet - Thơ Ngây 2 (2007 - 2008) 惡作劇2吻 They Kiss Again - Anh hùng xạ điêu 2008 射雕英雄传 Legend of the Condor Heroes - Ổ bánh mì tình yêu (2008 - 2009) 我的亿万面包/我的爱情面包 Love or Bread | Đứng đầu danh sách                                                                  |
| 2009 | Giải thưởng Thượng Hải hiện đại 2009 2009 Modern Shanghai Awards (tại Thượng Hải, Trung Quốc)                                   | Nghệ sĩ nữ của năm Female Artist of the Year                                                             | - Thơ Ngây 2 (2007 - 2008) 惡作劇2吻 They Kiss Again - Ổ bánh mì tình yêu (2008 - 2009) 我的亿万面包/我的爱情面包 Love or Bread | Đoạt giải                                                                           |
| 2009 | Yahoo! Giải thưởng Buzz Châu Á (Hồng Kông) 2009 2009 Yahoo! Asia Buzz Awards (Hong Kong) (tại Hồng Kông)                        | Nữ diễn viên quốc tế International Actress                                                               | - Thơ Ngây 1 (2005 - 2006) 恶作剧之吻 It Started with a Kiss - Thơ Ngây 2 (2007 - 2008) 惡作劇2吻 They Kiss Again | Đoạt giải                                                                           |
| 2009 | Yahoo! Giải thưởng Buzz Châu Á (Hồng Kông) 2009 2009 Yahoo! Asia Buzz Awards (Hong Kong) (tại Hồng Kông)                        | Nữ diễn viên hấp dẫn nhất châu Á The Most Charismatic Actress in Asia                                    | - Thơ Ngây 1 (2005 - 2006) 恶作剧之吻 It Started with a Kiss - Thơ Ngây 2 (2007 - 2008) 惡作劇2吻 They Kiss Again | Đoạt giải                                                                           |
| 2010 | Giải thưởng billboard âm nhạc gốc Sprite Sprite Original Music Billboard Awards (tại Trung Quốc)                                | Giải thưởng tài năng mới xuất sắc nhất khu vực Đài Loan Taiwan Region's Best Newcomer Award              | Album Blissful Encounter 2009 | Đoạt giải                                                                           |
| 2010 | Giải thưởng billboard âm nhạc gốc Sprite Sprite Original Music Billboard Awards (tại Trung Quốc)                                | Giải khuyến khích truyền thông khu vực Đài Loan Taiwan Region Media Recommendation Award                 | Album Blissful Encounter 2009 | Đoạt giải                                                                           |
| 2010 | Bảng xếp hạng âm nhạc Music Chart (tại Đài Loan)                                                                                | Top 10 giải Giai điệu vàng Top Ten Golden Melody Awards                                                  | Album A Wonderful Journey 2010 | Đoạt giải                                                                           |
| 2010 | Giải thưởng thời trang Trung Quốc China Fashion Awards (tại Trung Quốc)                                                         | Giải thưởng tiên phong trên thảm đỏ Star Shang Star Shang Red Carpet Pioneer Award                       | | Đoạt giải                                                                           |
| 2010 | Bảng xếp hạng phổ biến âm nhạc gốc Sprite Sprite Original Music Popularity Chart (tại Trung Quốc)                               | Giải thưởng ca khúc được yêu thích Favorite Song Award                                                   | Album A Wonderful Journey 2010 | Đoạt giải                                                                           |
| 2010 | Bảng xếp hạng phổ biến âm nhạc gốc Sprite Sprite Original Music Popularity Chart (tại Trung Quốc)                               | Giải thưởng ca khúc phổ biến Popular Song Award                                                          | Album A Wonderful Journey 2010 | Đoạt giải                                                                           |
| 2012 | Giải Kim Chung lần thứ 47 47th Golden Bell Awards (tại Đài Loan)                                                                | Nữ diễn viên chính xuất sắc nhất (hạng mục phim truyền hình) Best Leading Actress in a Television Series | Có lẽ anh sẽ không yêu em 我可能不會愛你 In time with you | Đoạt giải                                                                           |
| 2014 | Giải Hoa Đỉnh lần thứ 13 13th Huading Awards (tại Bắc Kinh, Trung Quốc)                                                         | Nữ diễn viên xuất sắc nhất (hạng mục phim truyền hình cổ trang) Best Actress in a Ancient Drama          | Lan Lăng Vương 兰陵王 Prince of Lan Ling | Đề cử                                                                               |
| 2015 | Liên hoan phim Quốc tế Seoul lần thứ 10 10th Seoul International Drama Awards (tại Seoul, Hàn Quốc)                             | Ngôi sao lớn châu Á Asia Star Grand Award                                                                | Có lẽ anh sẽ không yêu em 我可能不會愛你 In time with you | Đoạt giải                                                                           |
| 2016 | Khán giả hâm mộ Hồng Kông và Đài Loan thực hiện                                                                                 | Nữ diễn viên được hoan nghênh nhất năm (Khu vực Hồng Kông - Đài Loan)                                    | | Đoạt hạng 1 của danh sách                                                           |
| 2024 | Giải thưởng Nội dung Châu Á & Giải thưởng OTT Toàn cầu 2024 Asia Contents Awards & Global OTT Awards 2024 (tại Busan, Hàn Quốc) | Nữ diễn viên chính xuất sắc nhất (hạng mục phim truyền hình) Best Lead Actor(Female)                     | Chúng ta không đủ lương thiện 不夠善良的我們 Imperfect Us | Đoạt giải                                                                           |